# Palacios en Santiago de Chile
Los palacios en Santiago de Chile surgieron en primera instancia para albergar dependencias gubernamentales durante el siglo XVIII y parte del siglo XIX. Posteriormente a esto, la edificación de palacios fue producto de la bonanza económica que tuvo Chile desde la década de 1870. Muchos enriquecidos empresarios de la agricultura y la minería adquirieron terrenos en la capital chilena, donde construyeron mansiones para residir, en algunos casos combinados con comercios. La suntuosidad de las construcciones hizo que fueran llamados «palacios», los que se levantaron principalmente en las vecindades de las calles Alameda de las Delicias y calle Dieciocho, así como también en las ciudades de Valparaíso, Viña del Mar y Punta Arenas. El diseño y construcción de estas edificaciones fueron encargadas en su mayoría a arquitectos extranjeros durante el siglo XIX y a arquitectos chilenos a partir del siglo XX. A comienzos del siglo XX, se realizó la construcción de otras grandes mansiones que también fueron llamadas «palacios». Muchos de estos han sido adquiridos con el tiempo por diversas instituciones que se han encargado de mantenerlos con su antiguo esplendor, y otros han sido demolidos por la desidia de sus propietarios que ha derivado en un mal estado de conservación; gran parte de los «palacios» todavía llevan el apellido de las familias a las cuales pertenecieron.

## Antecedentes
El auge económico producido por la explotación de la plata en el Mineral de Caracoles y de los yacimientos de salitre por parte de capitales chilenos, hizo que las antiguas minas de Chile se despoblaran de buena parte de sus trabajadores y aún más de sus empresarios. Según historiadores, odos querían dirigirse a Caracoles, veintiún años antes que lo hicieran a California durante la fiebre del oro.[cita requerida]
Se produjo una expansión económica en todo orden, para 1872 se habían creado 29 sociedades mineras; los magnates de la minería compraban grandes haciendas, adquirían maquinarias modernas e implementaban nuevos cultivos, y los hacendados adquirieron gran cantidad de cabezas de ganado en Argentina, la vitivinicultura y el vino chileno experimentaron un notable progreso con la incorporación de nuevas cepas, tecnología y técnicos enólogos europeos.[cita requerida] Los gastos suntuarios subieron en forma desmedida, casi todos los artículos de esta naturaleza eran de procedencia francesa, alcanzando la cuarta parte del total de las importaciones.[cita requerida]
La edificación tomó un vuelo extraordinario y, entre mayo de 1872 y abril de 1873, se concedieron en Santiago 448 permisos de edificación, muchos de ellos correspondientes a la construcción de palacios.

## Galería
Palacios y casonas en la Región Metropolitana de Santiago ordenados alfabéticamente por siglo:

### SigloXVIII

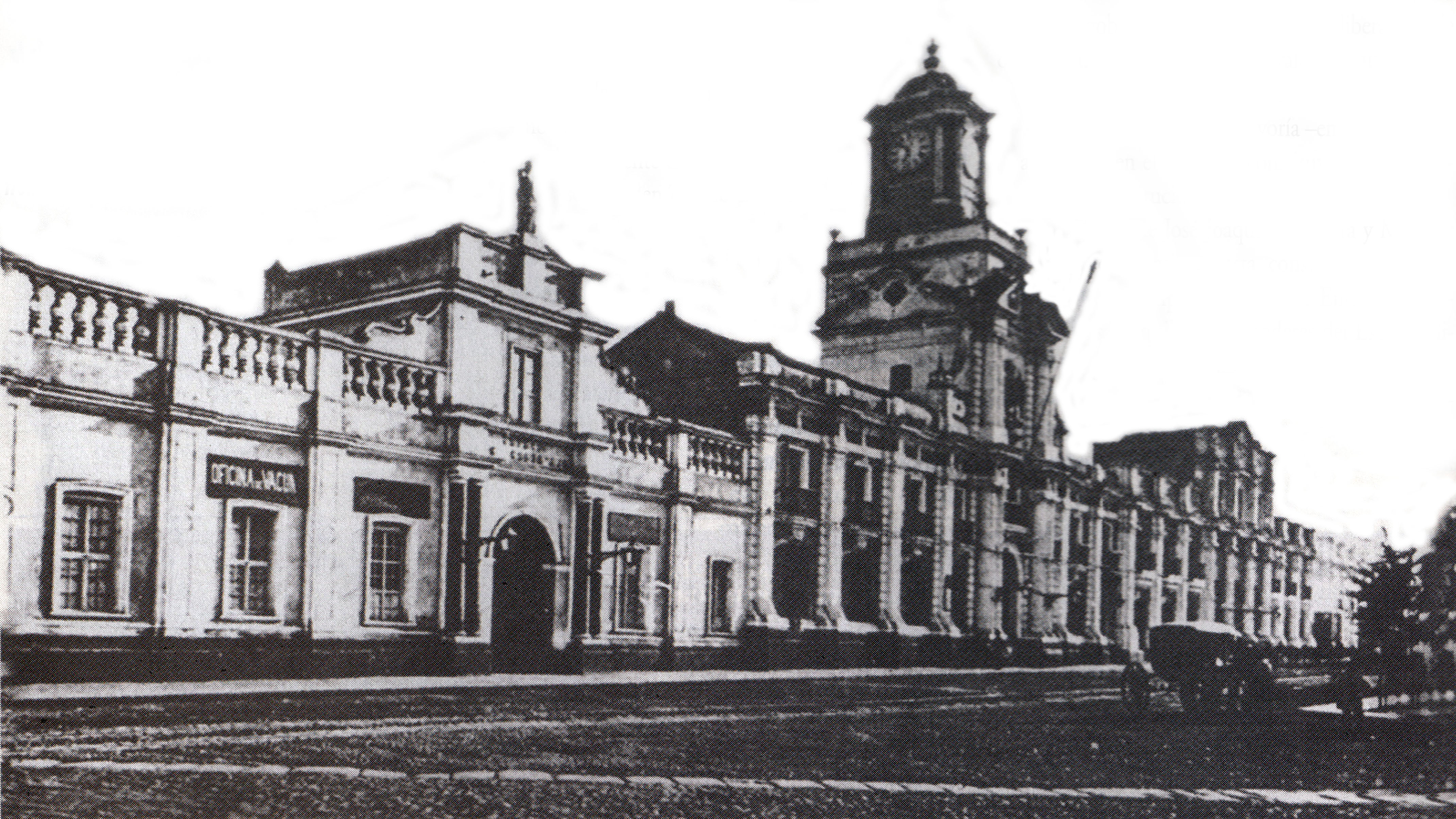
Palacio de los Gobernadores (Santiago, 1715)
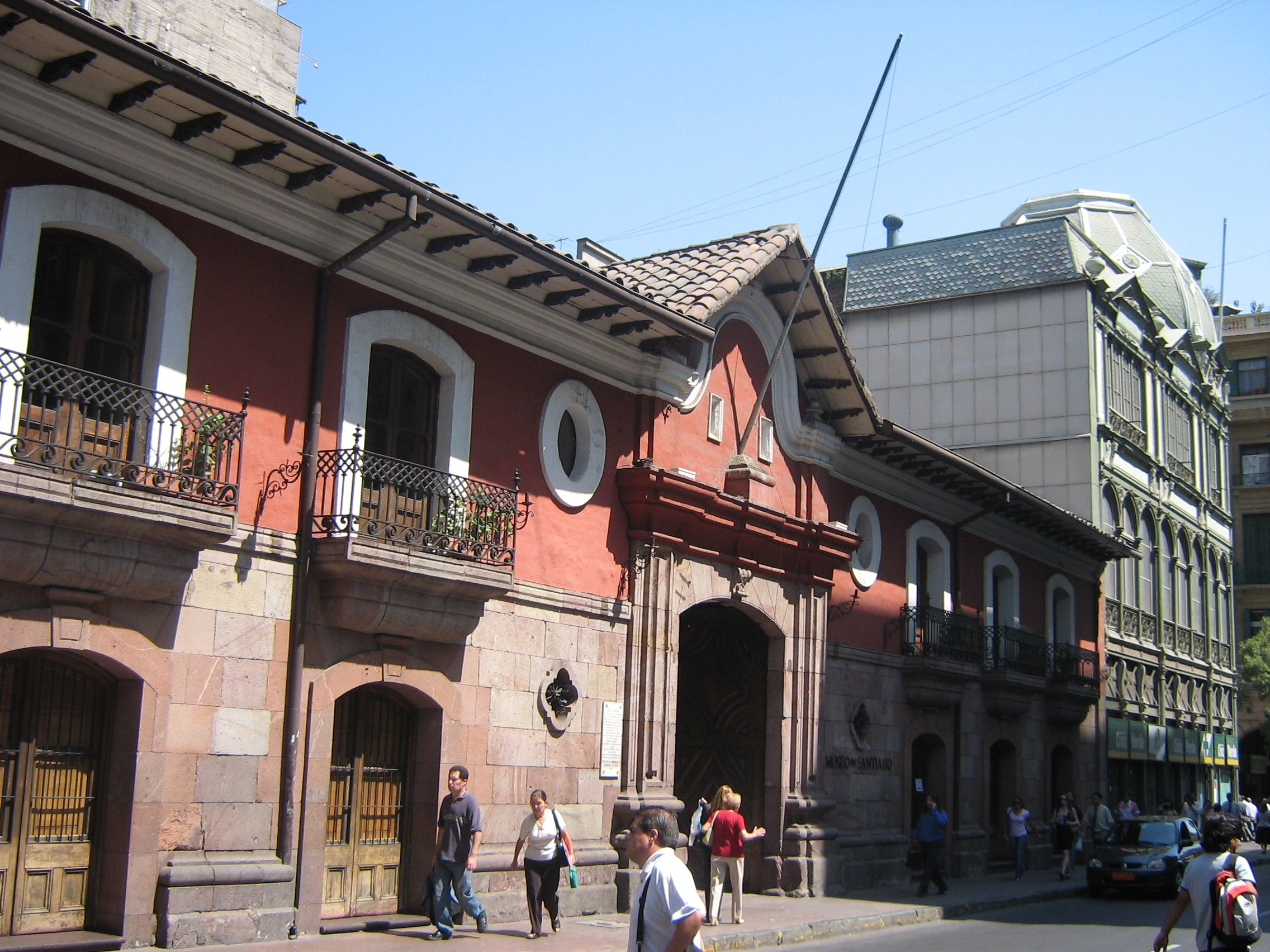
Casa de Mateo de Toro Zambrano (Santiago, 1769-1779)
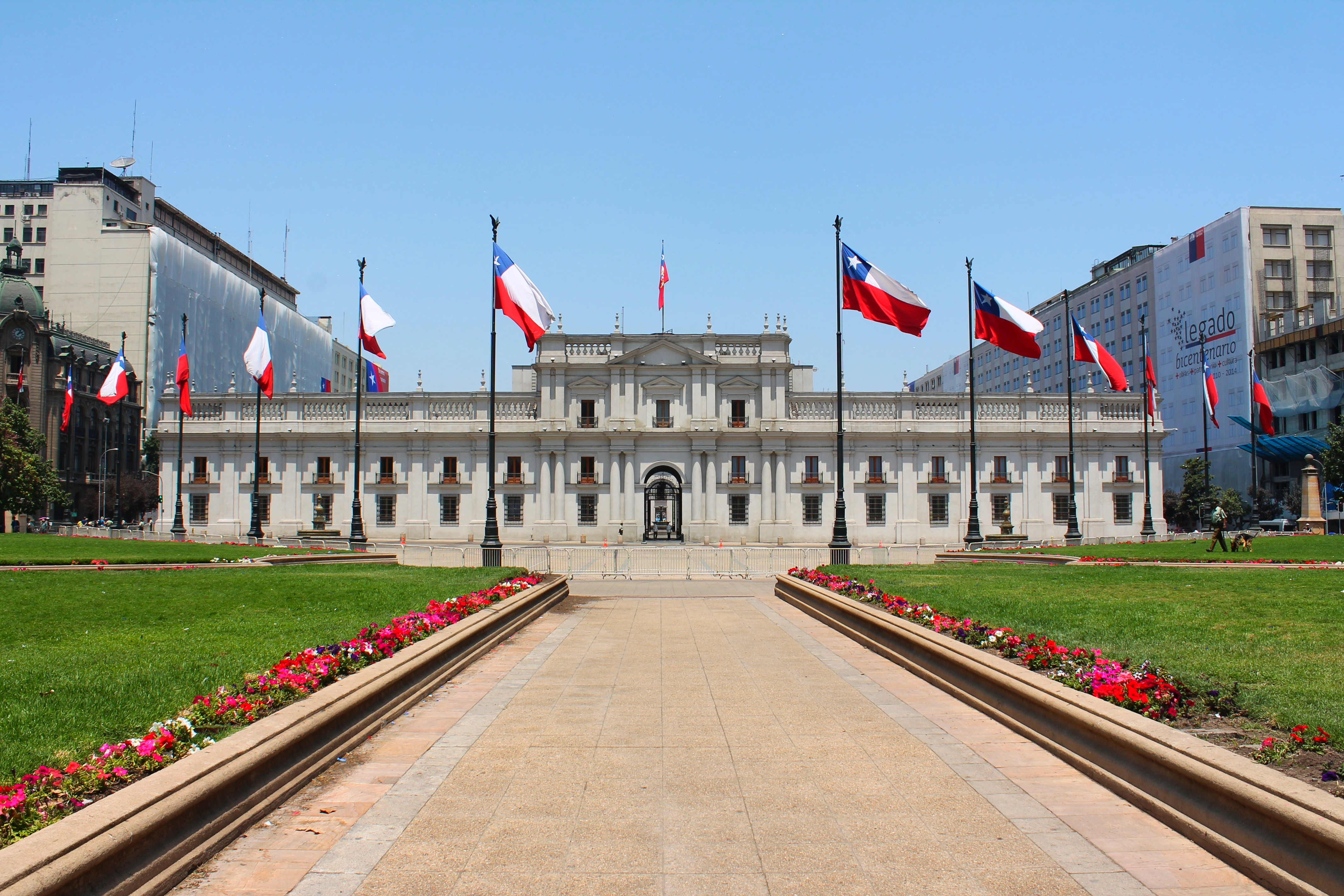
Palacio de La Moneda (Santiago, 1784-1805)
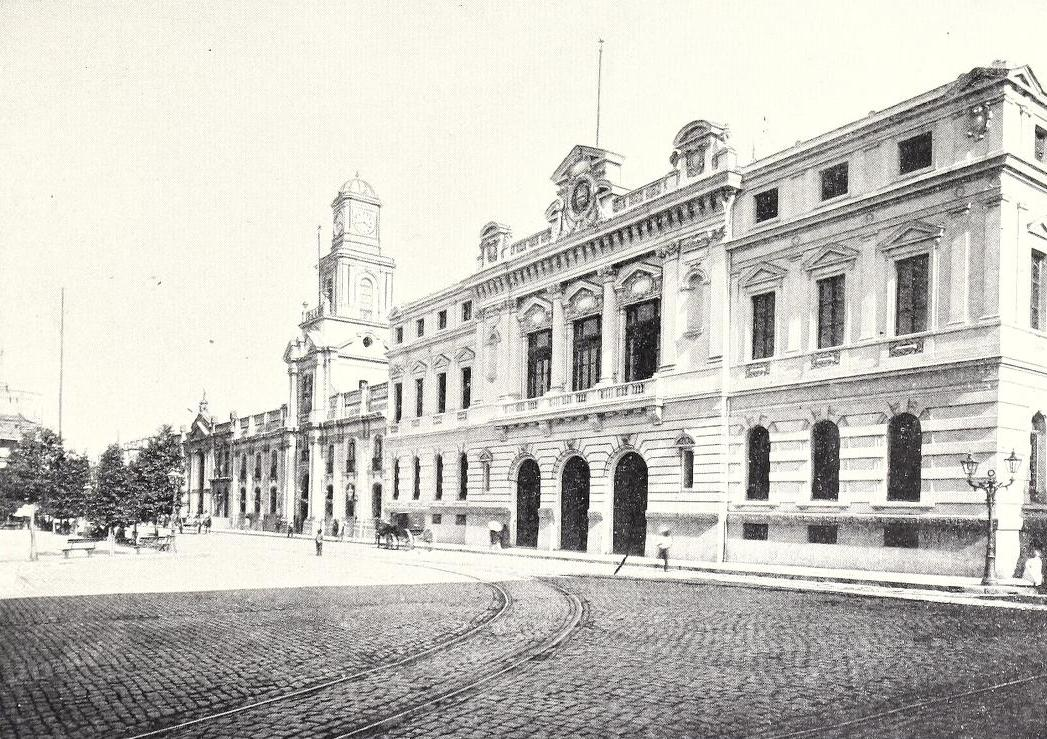
Casa consistorial de Santiago (Santiago, 1785-1790)

### SigloXIX

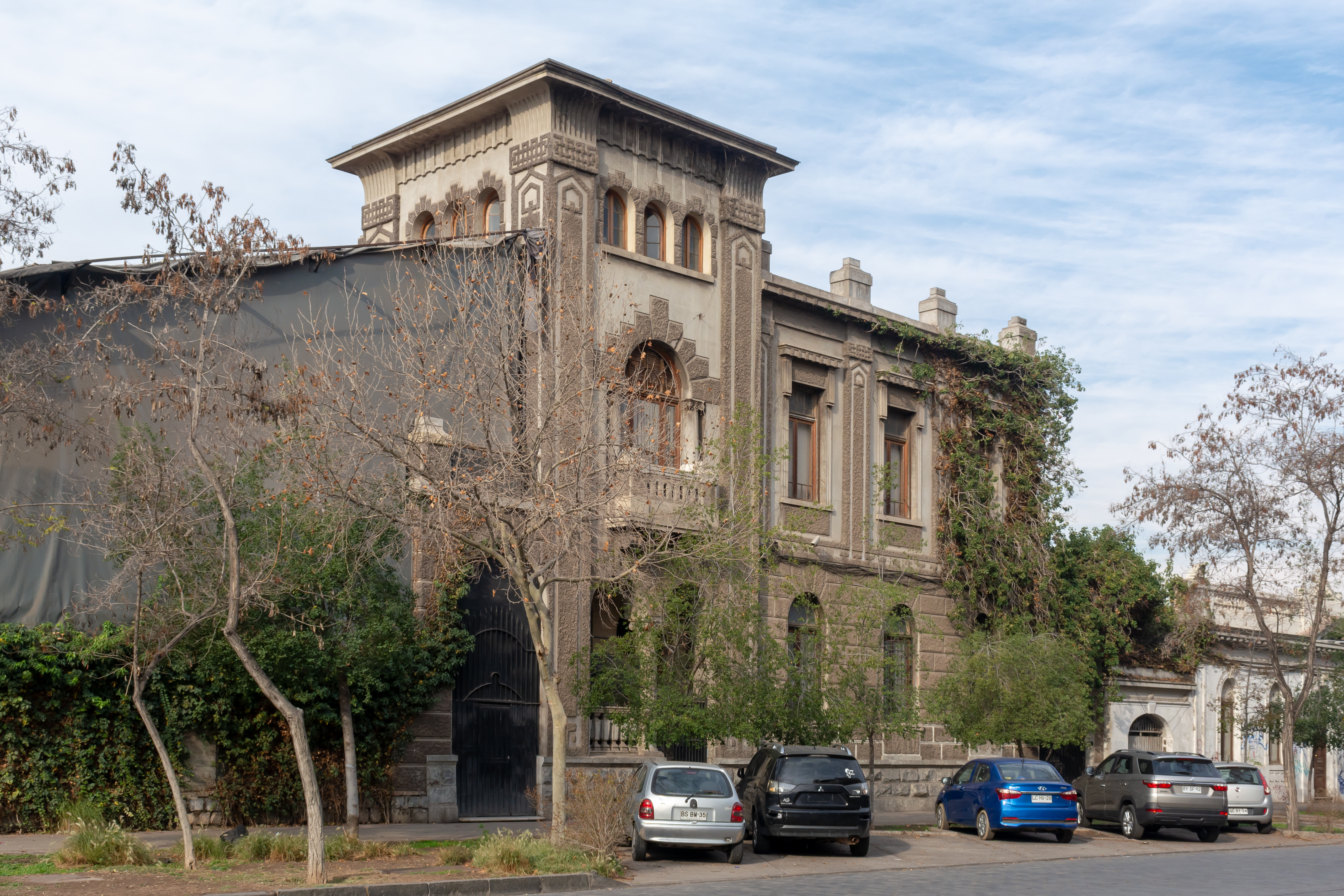
Casona Anwandter Schmidt (Santiago, 1890)
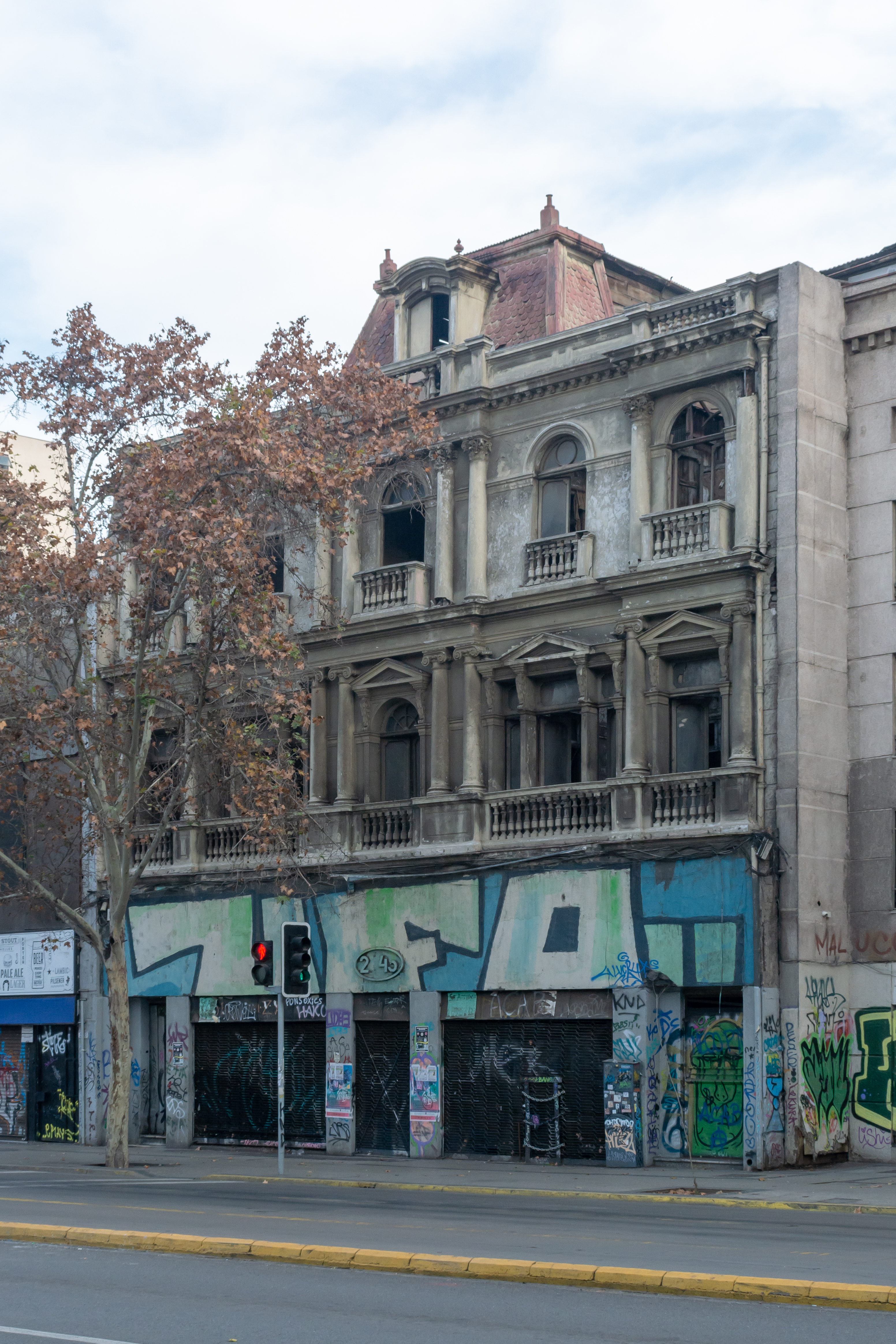
Palacio Arenas (Santiago, 1890)
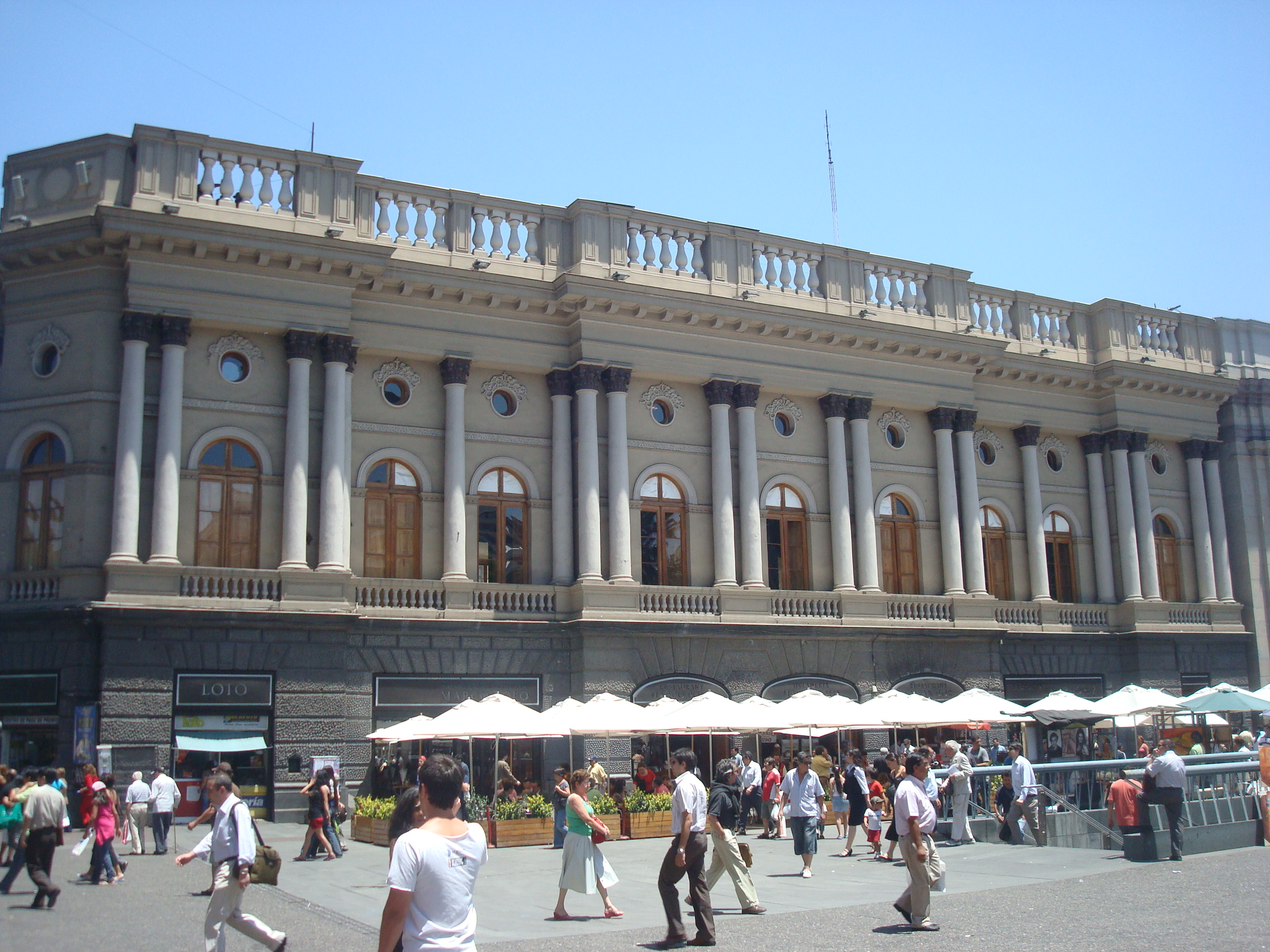
Palacio arzobispal de Santiago (Santiago, 1851-1870)
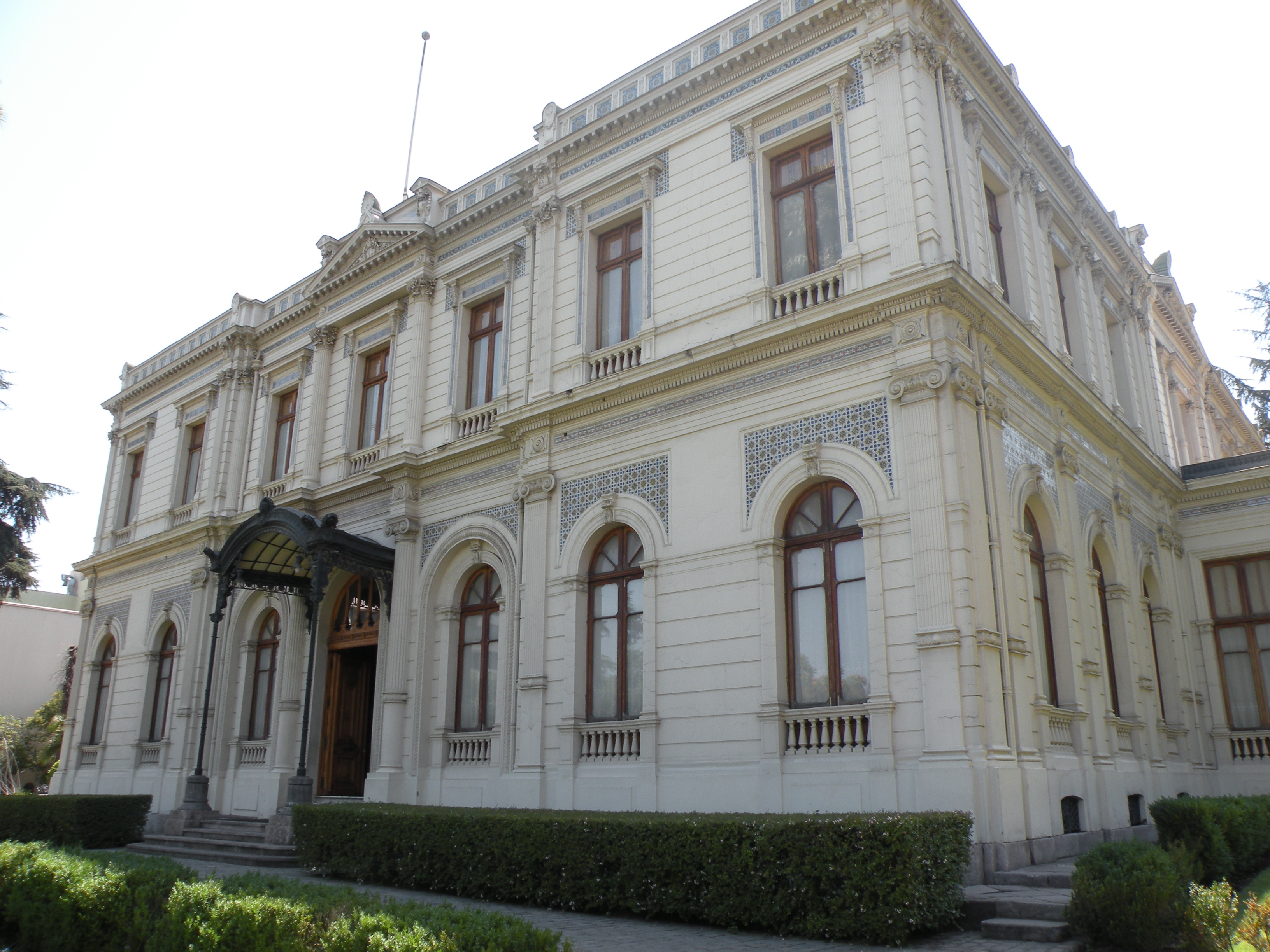
Palacio Cousiño (Santiago, 1882)
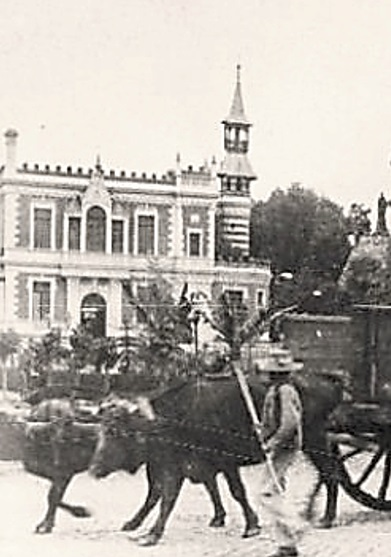
Palacio Dávila (Santiago, 1882)
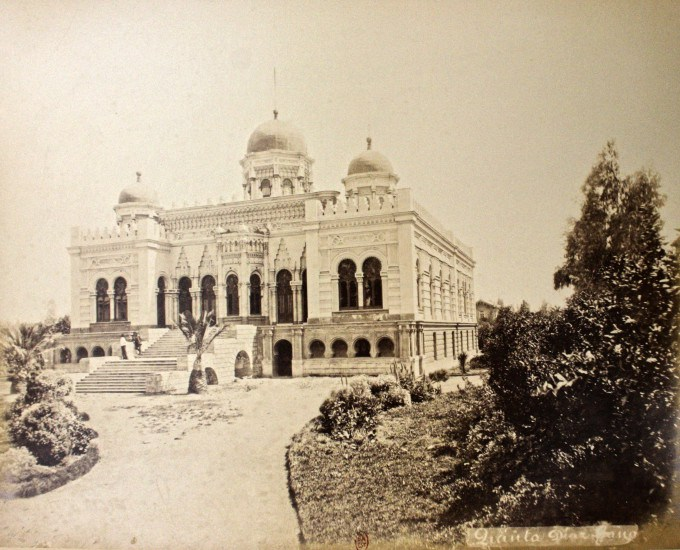
Palacio Díaz-Gana y Palacio Concha-Cazotte (Santiago, 1875-1935)
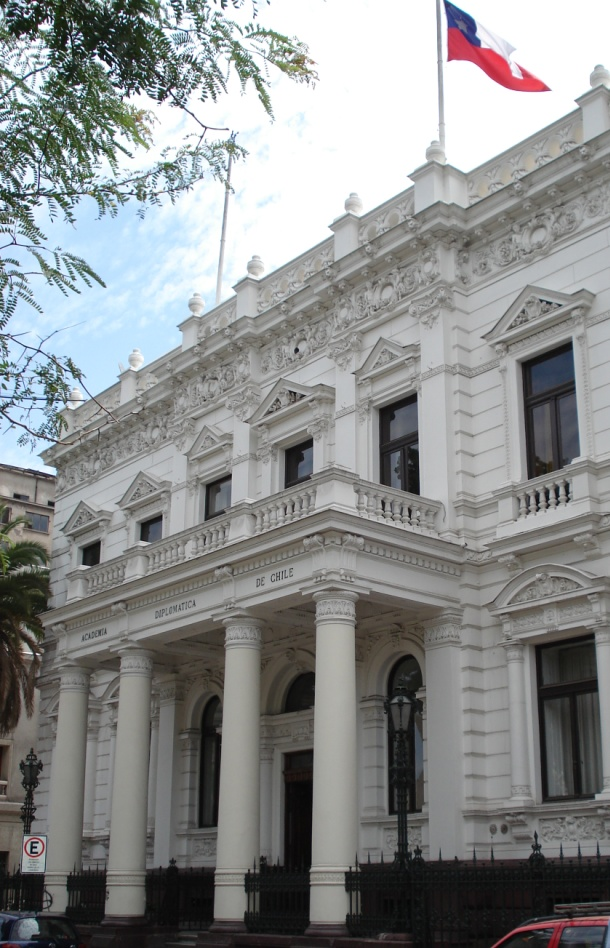
Palacio Edwards (Santiago, 1887)
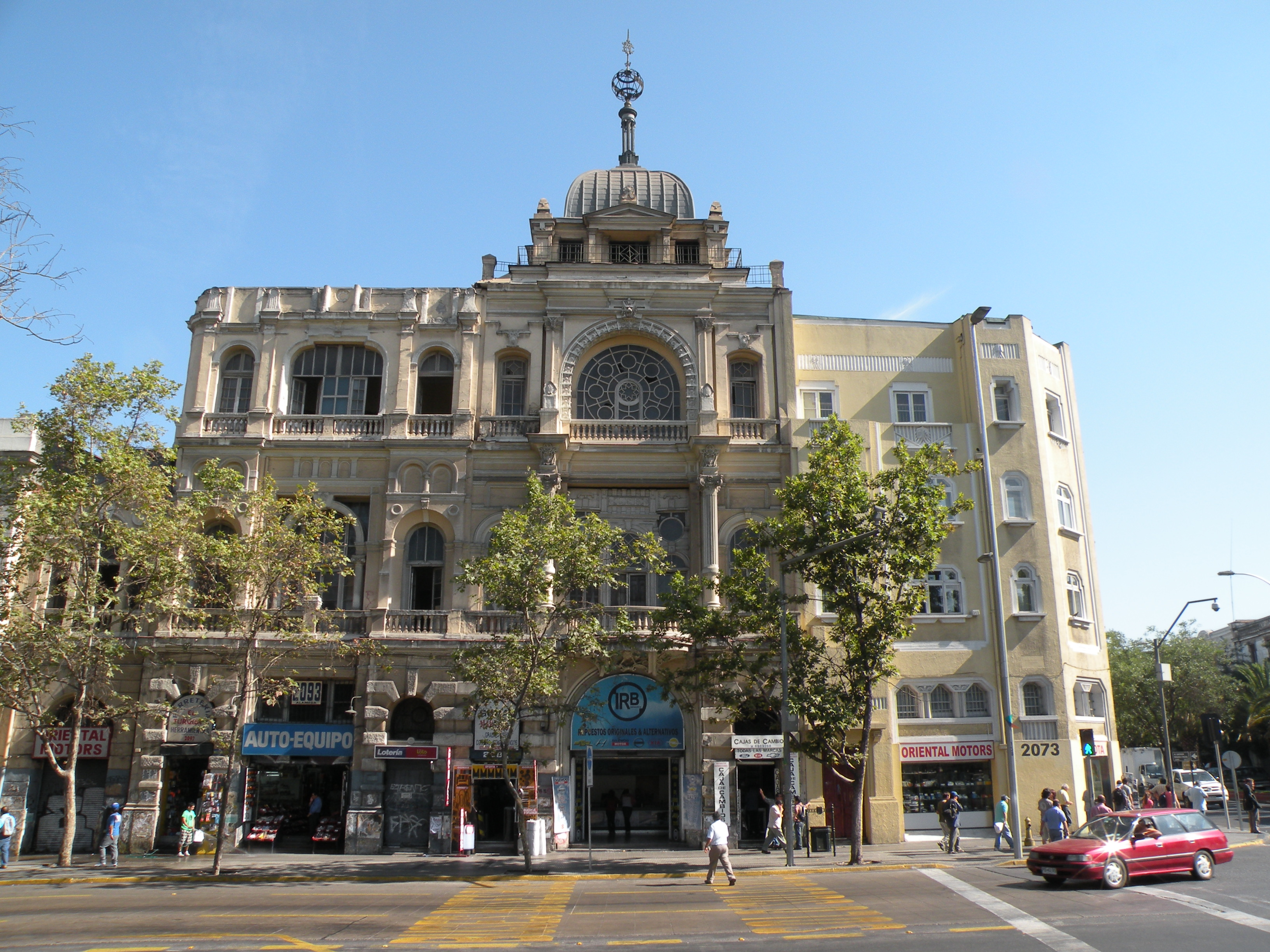
Palacio Elguín (Santiago, 1887)
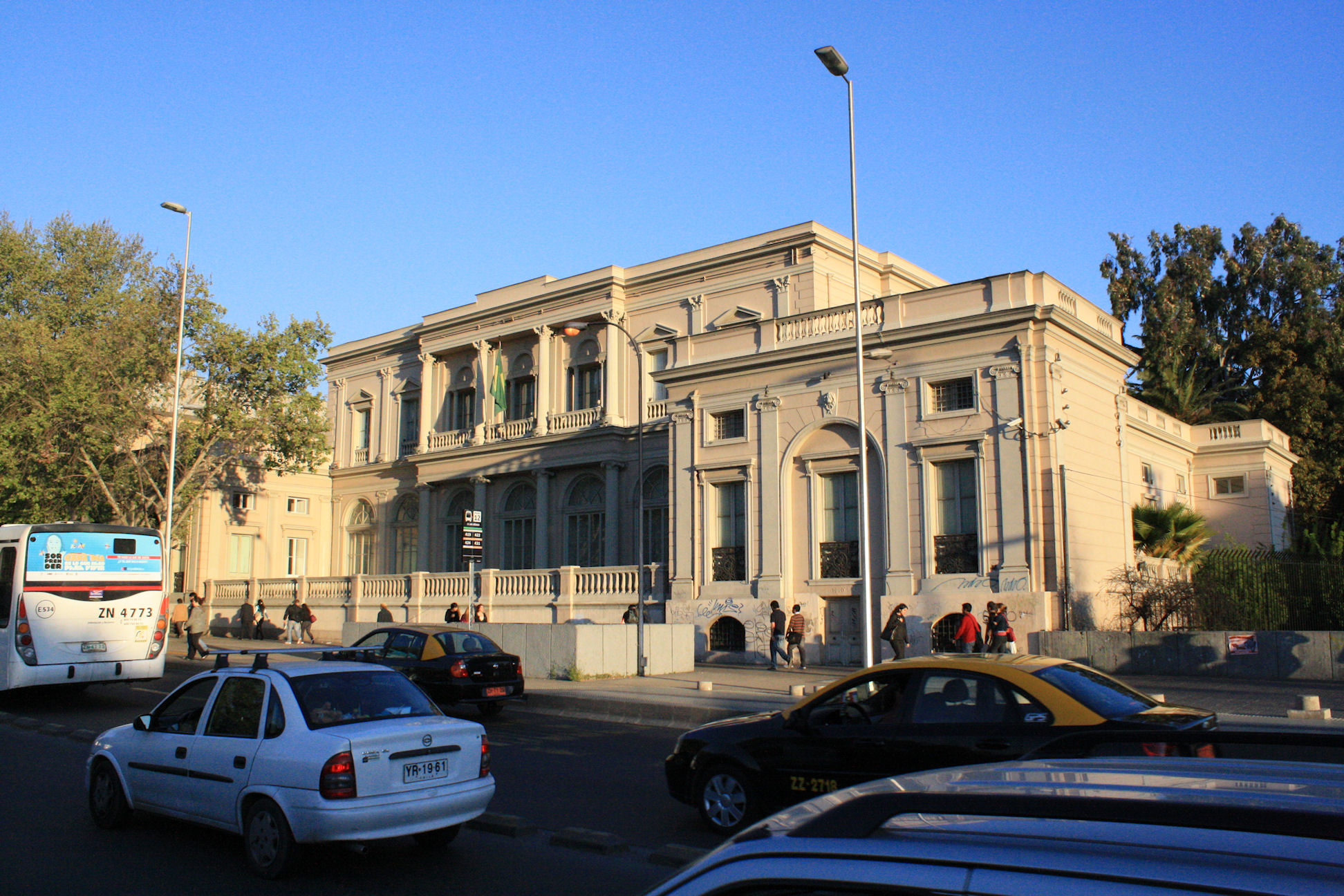
Palacio Errázuriz Urmeneta (Santiago, 1872)
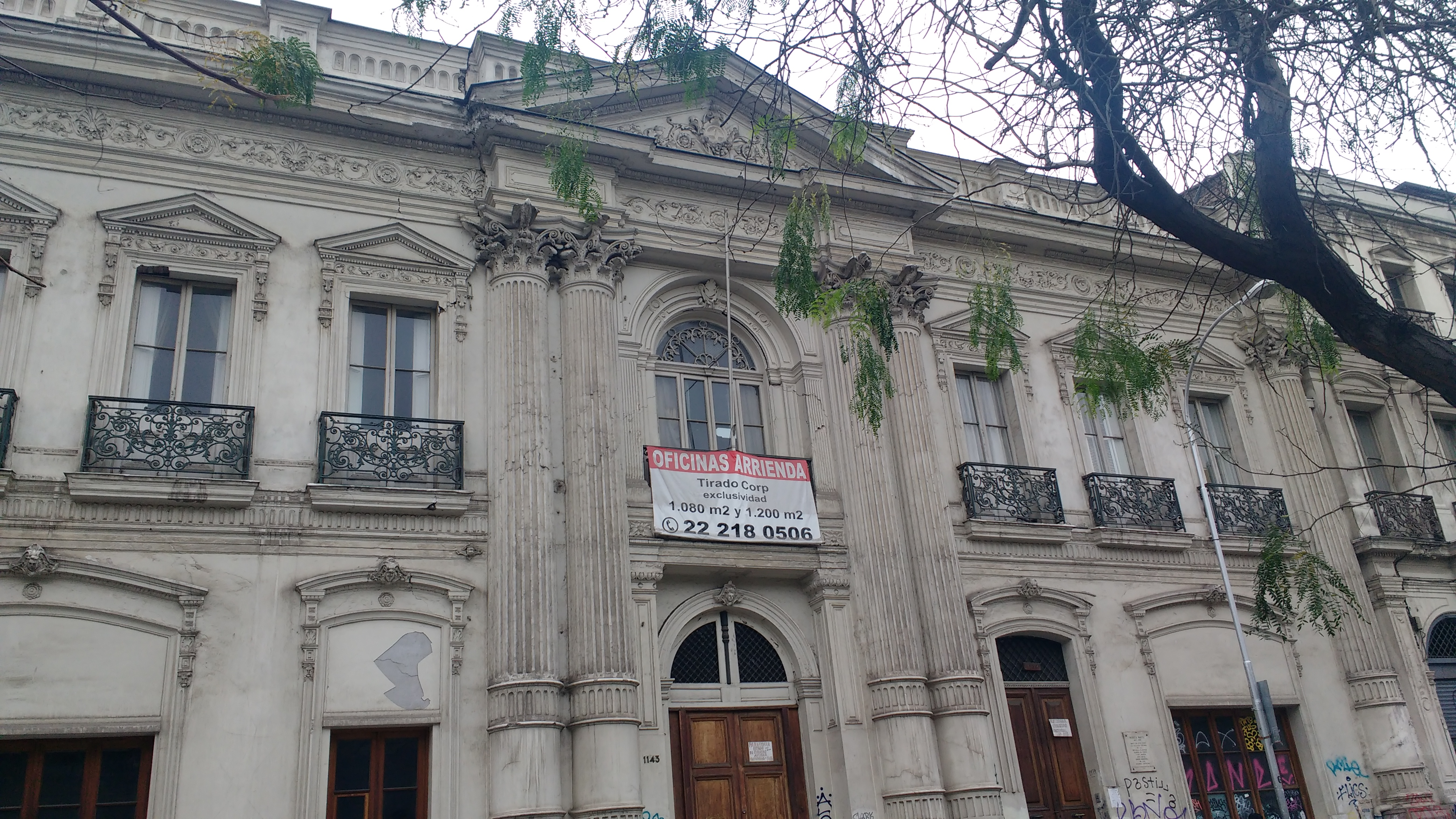
Palacio Huneeus (Santiago, 1885)
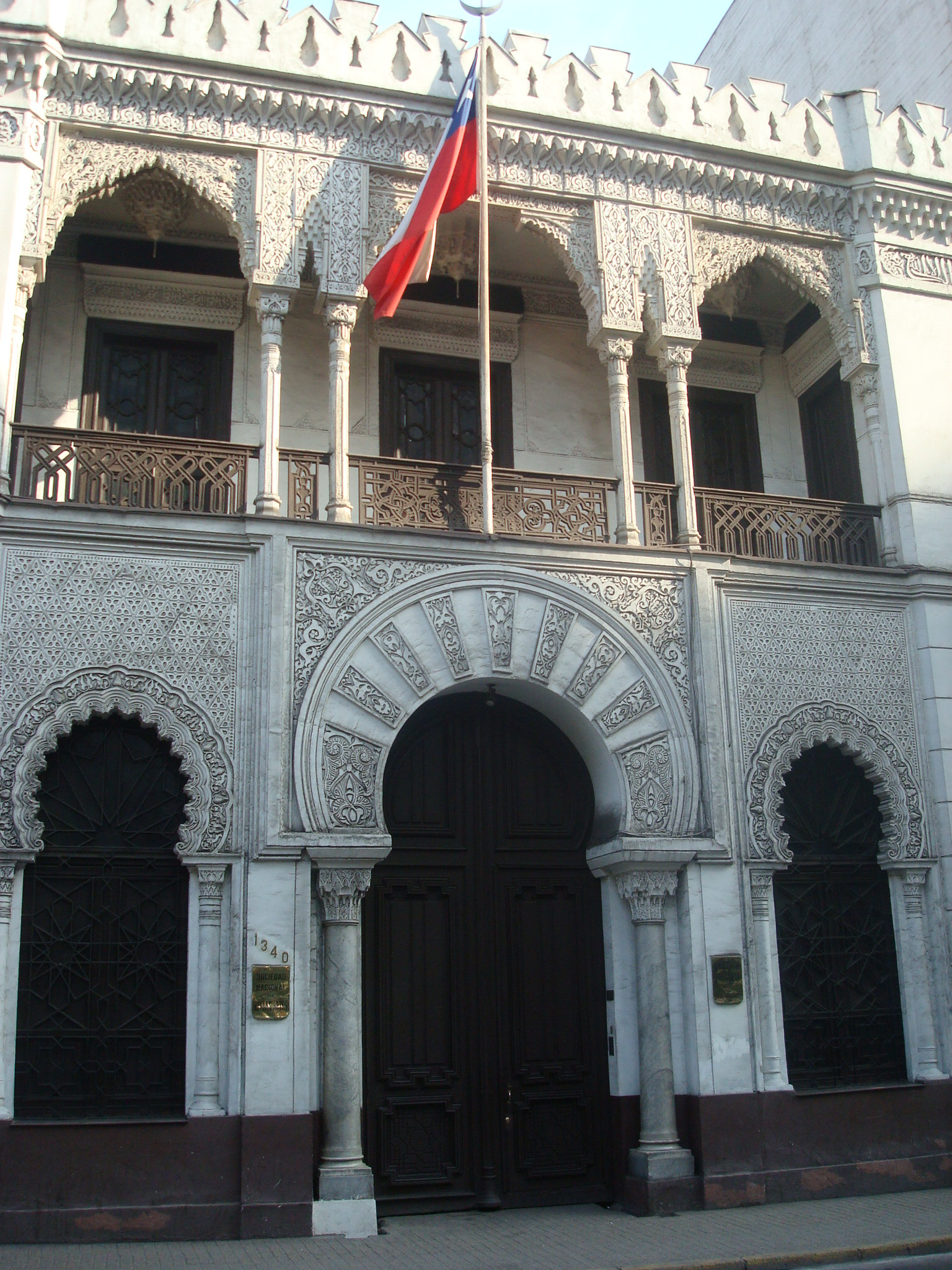
Palacio La Alhambra (Santiago, 1862)
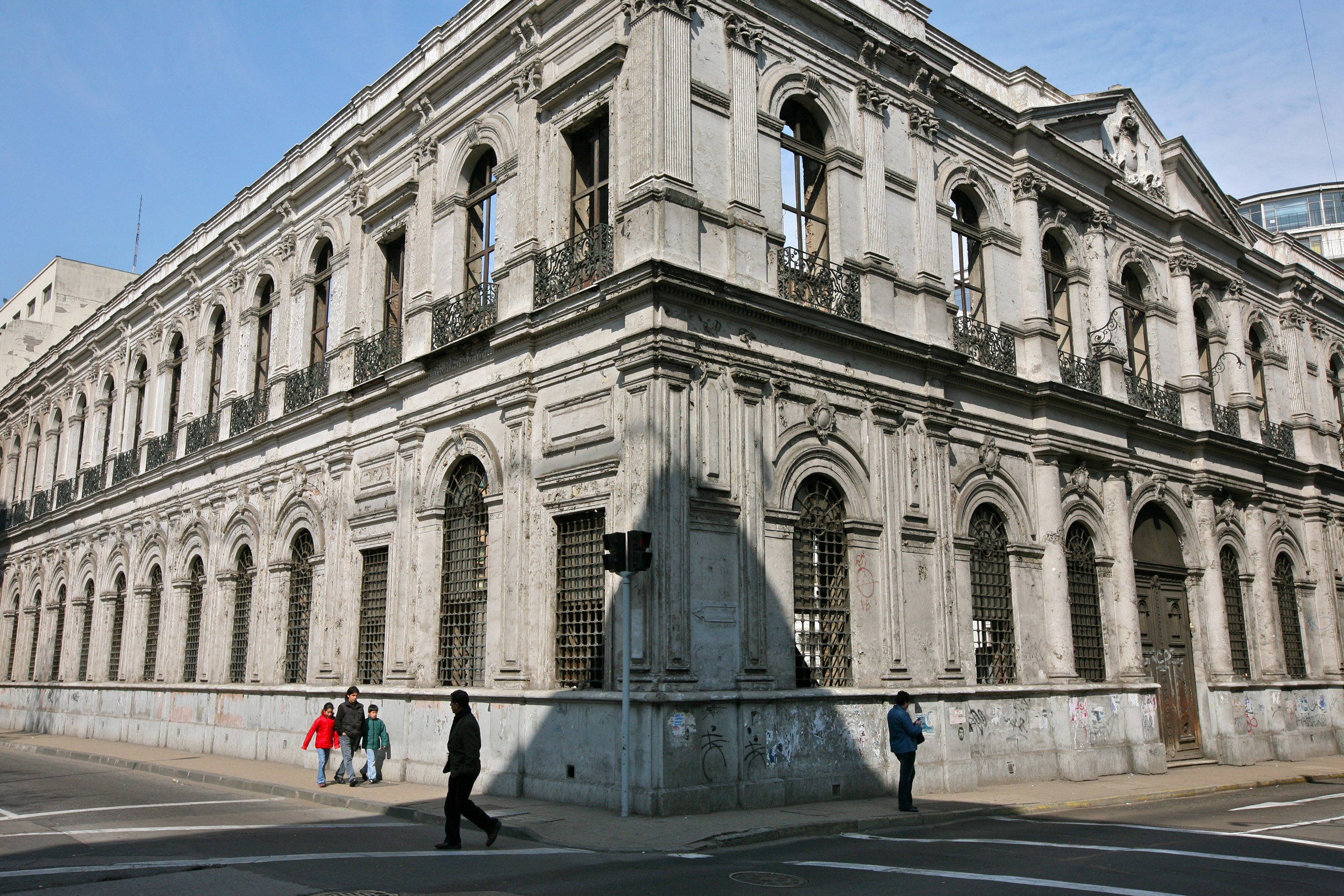
Palacio Larraín Zañartu (Santiago, 1872)
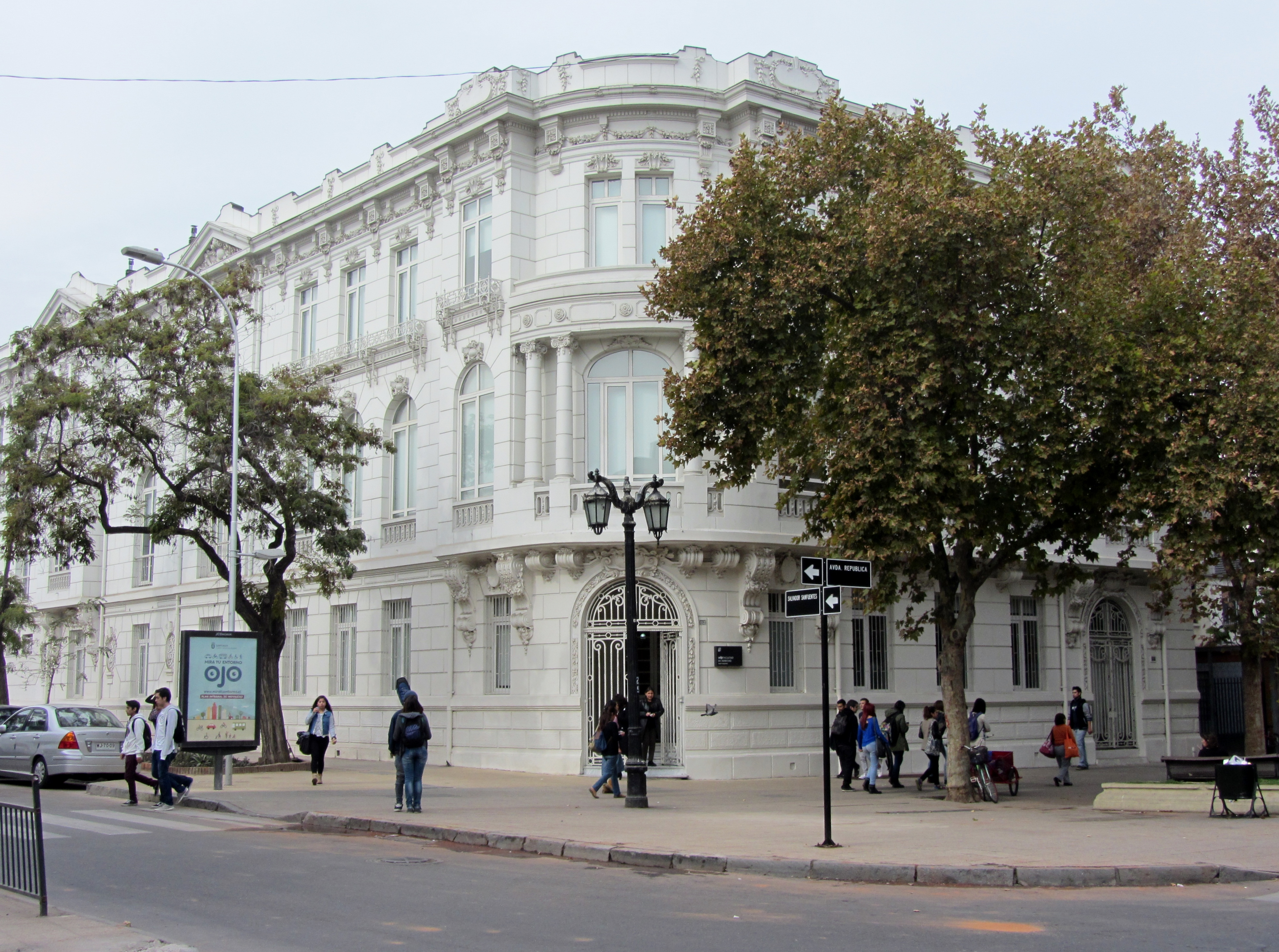
Palacio Lucía Subercaseaux Vicuña (Santiago, 187x)
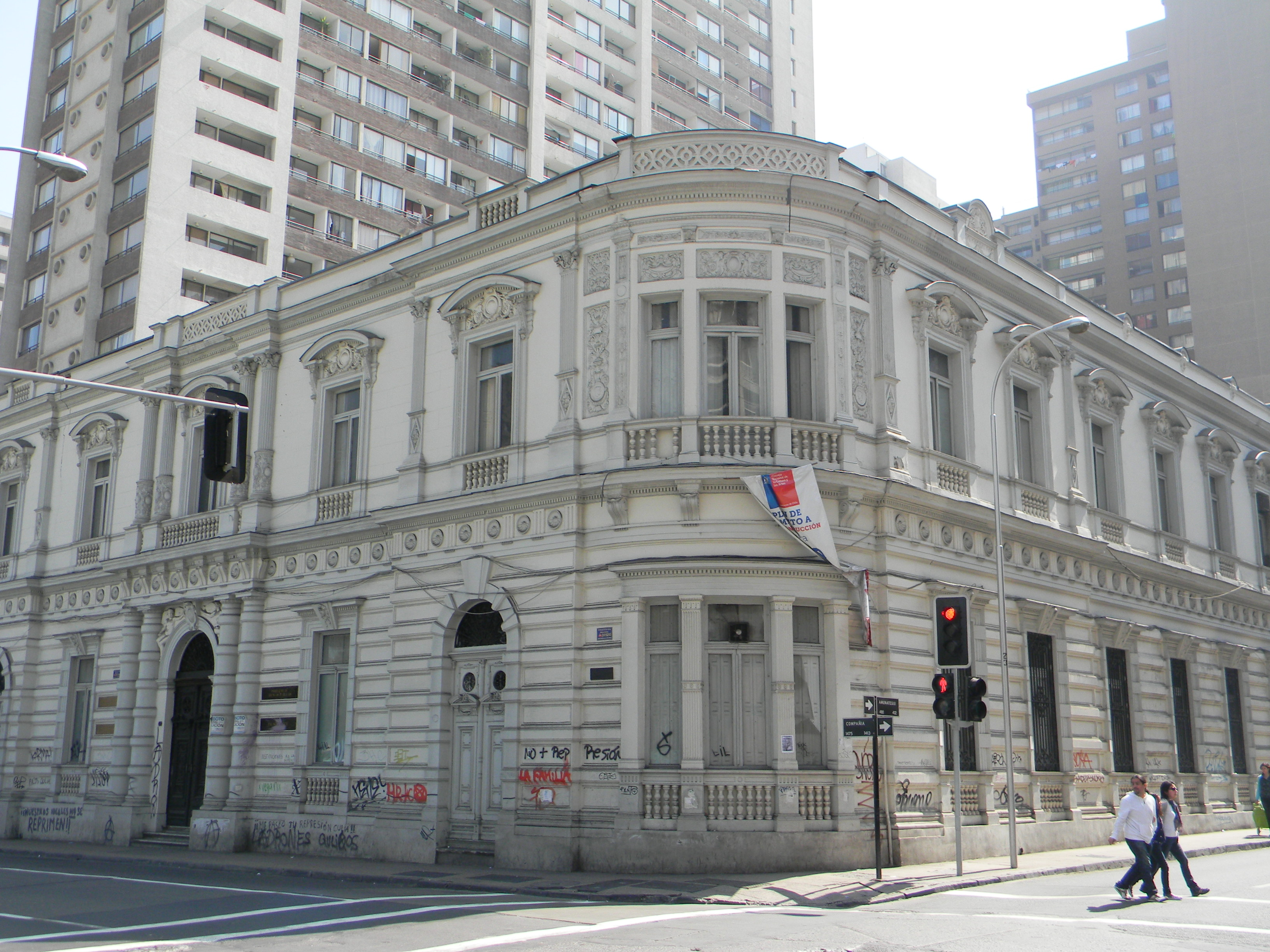
Palacio Matte (Santiago, 1876)
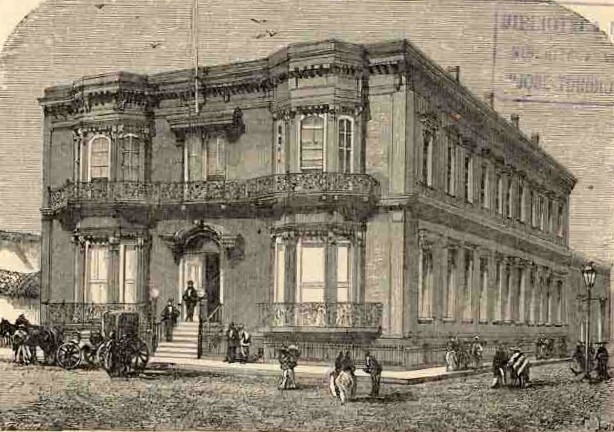
Palacio Meiggs (1872)
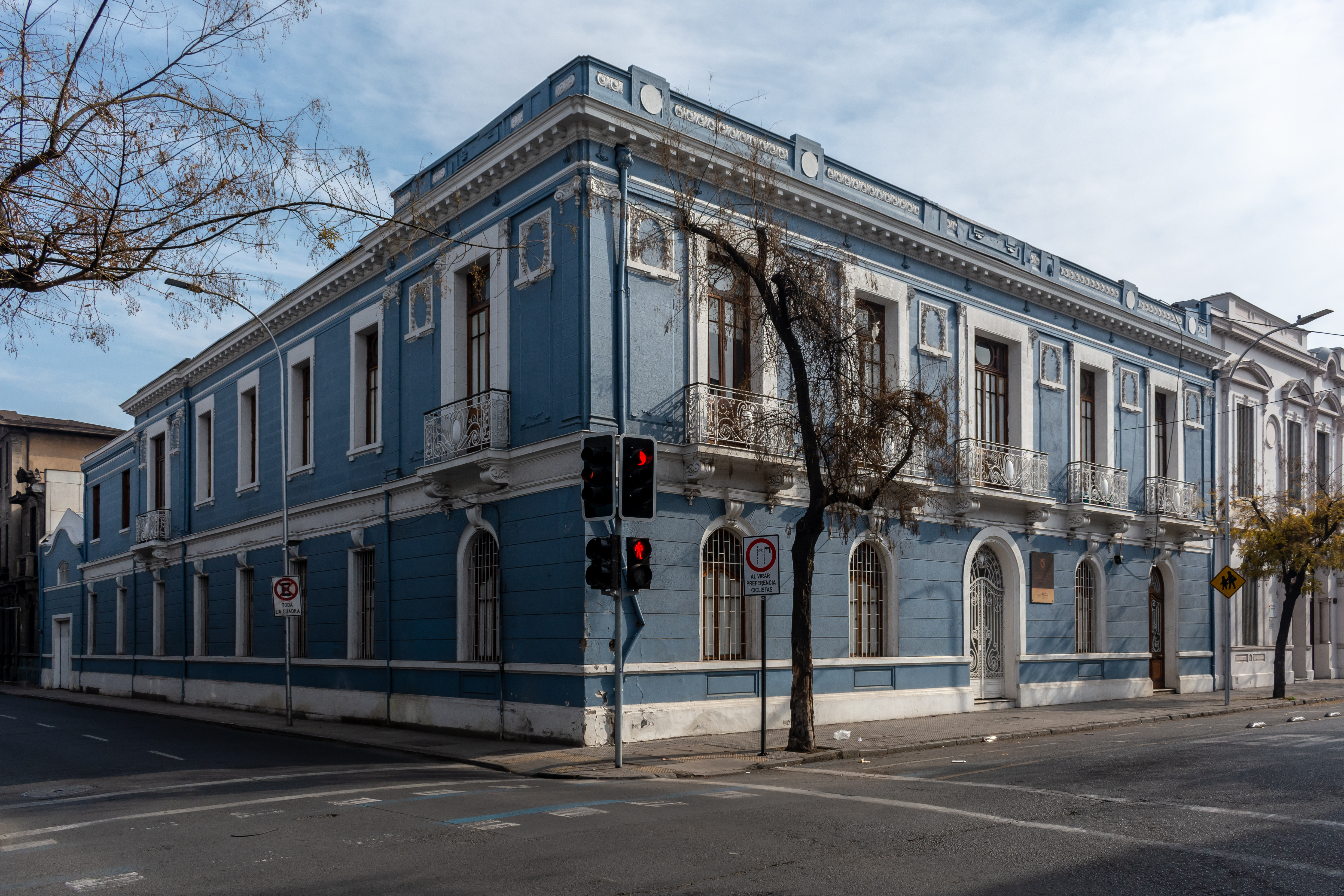
Palacio Morandé Campino (Santiago, 1890)
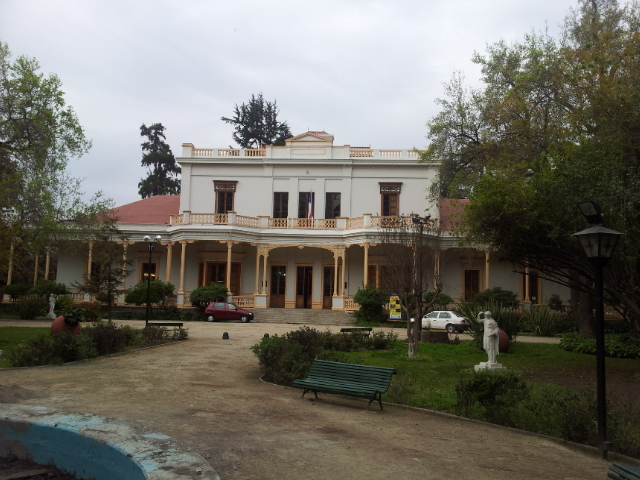
Palacio Ossa (Ñuñoa, 1860)
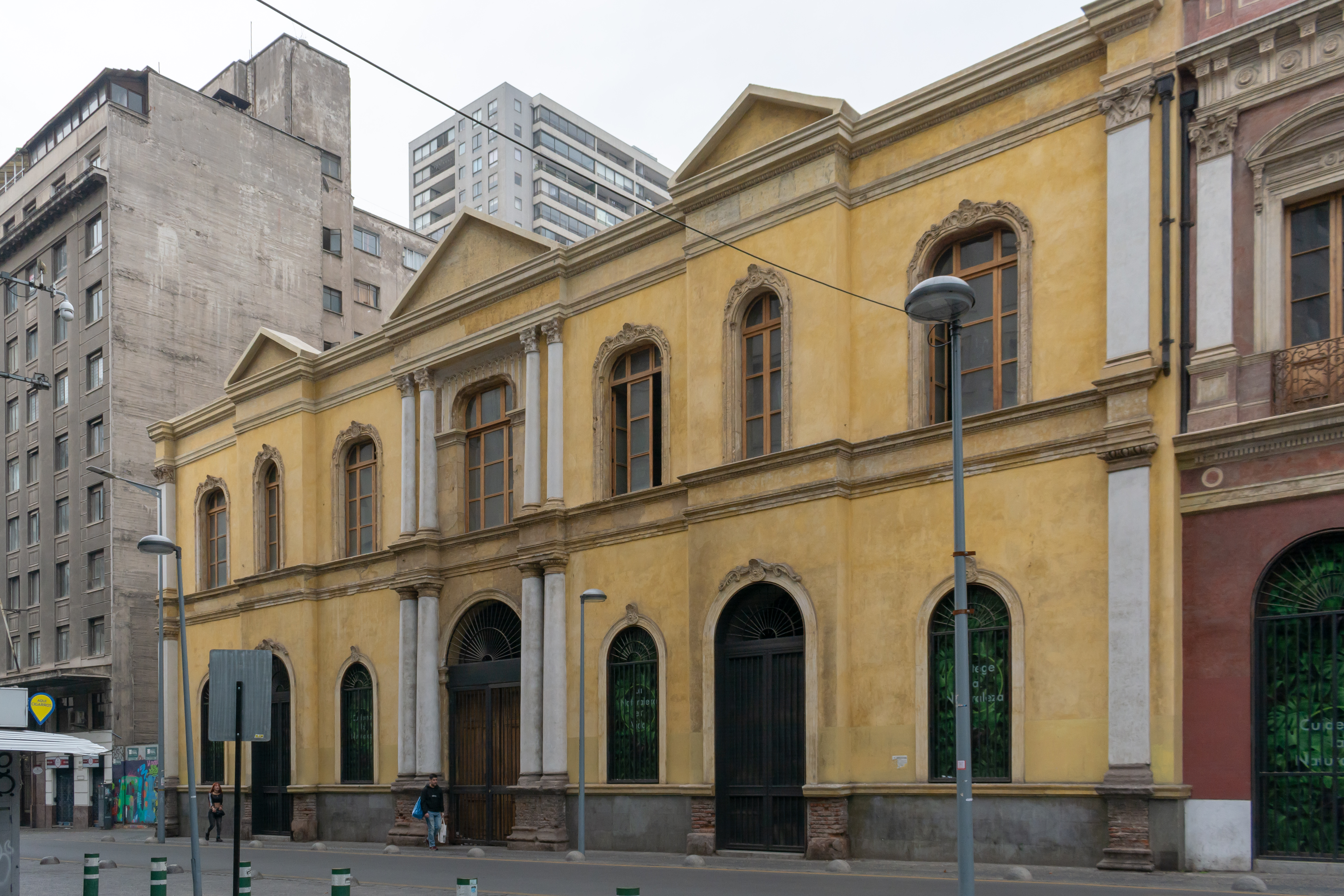
Palacio Ovalle Vicuña (Santiago, 1865)
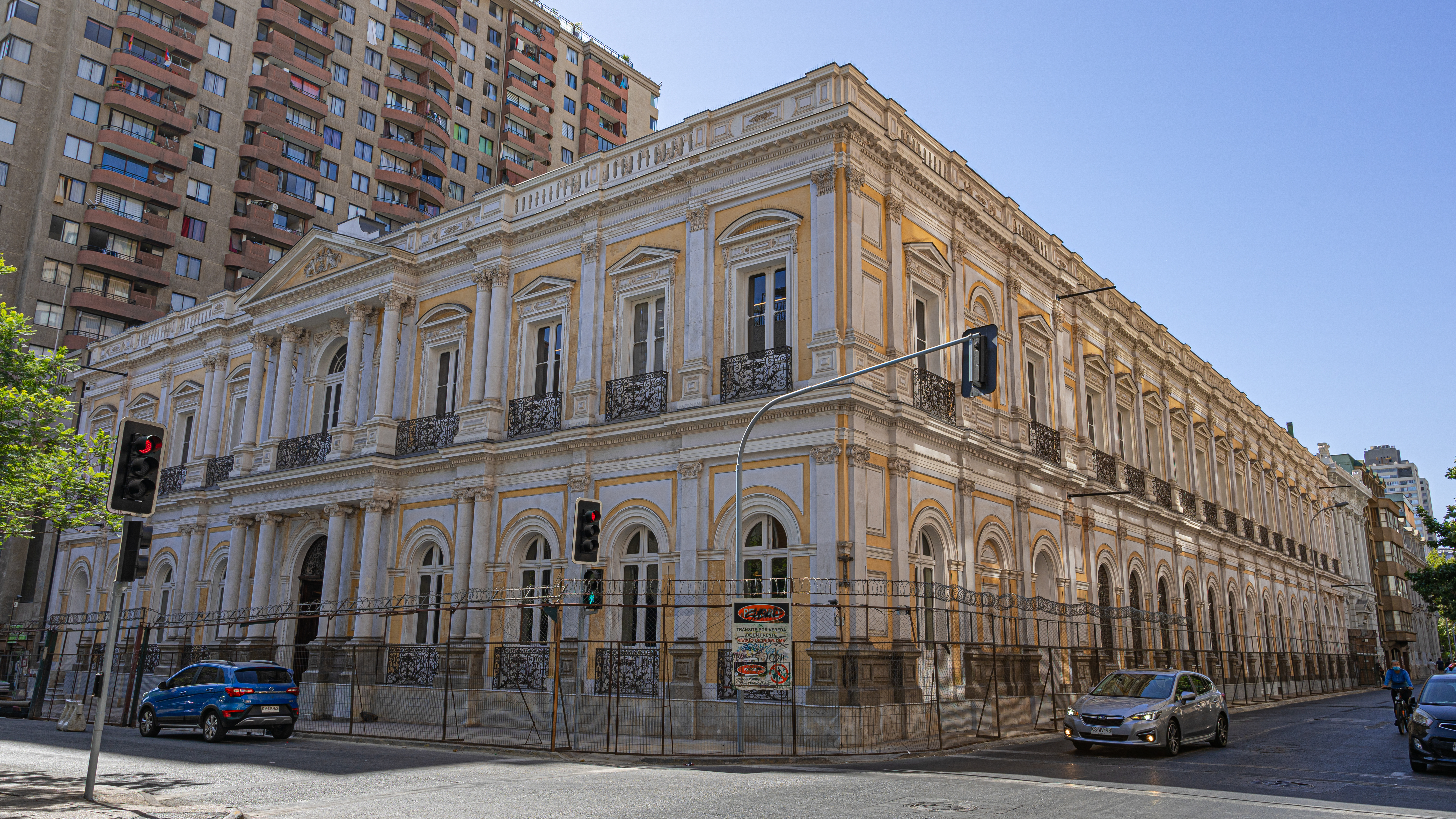
Palacio Pereira (Santiago, 1872)
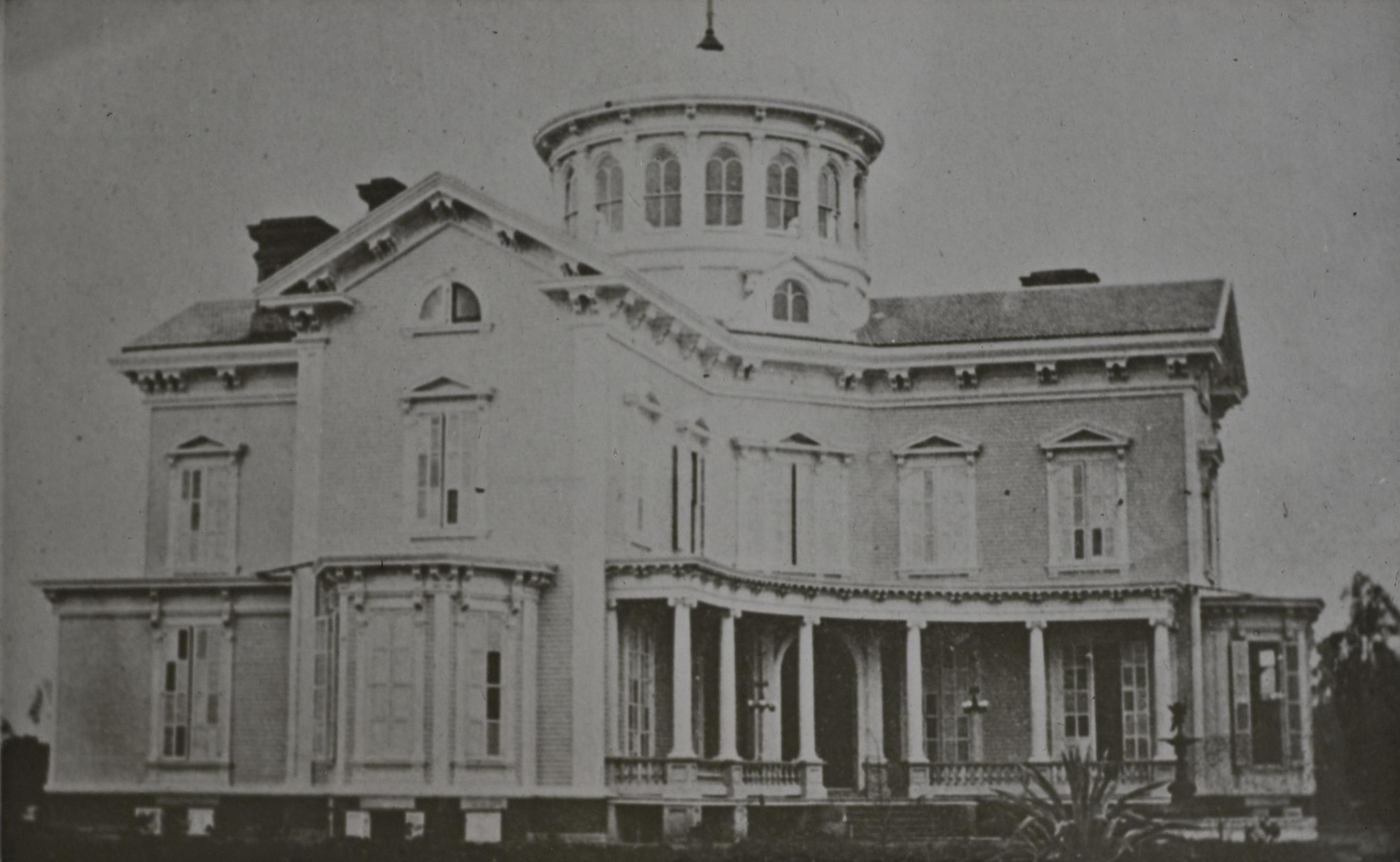
Palacio de la Quinta Meiggs (Santiago, 1864-1941)
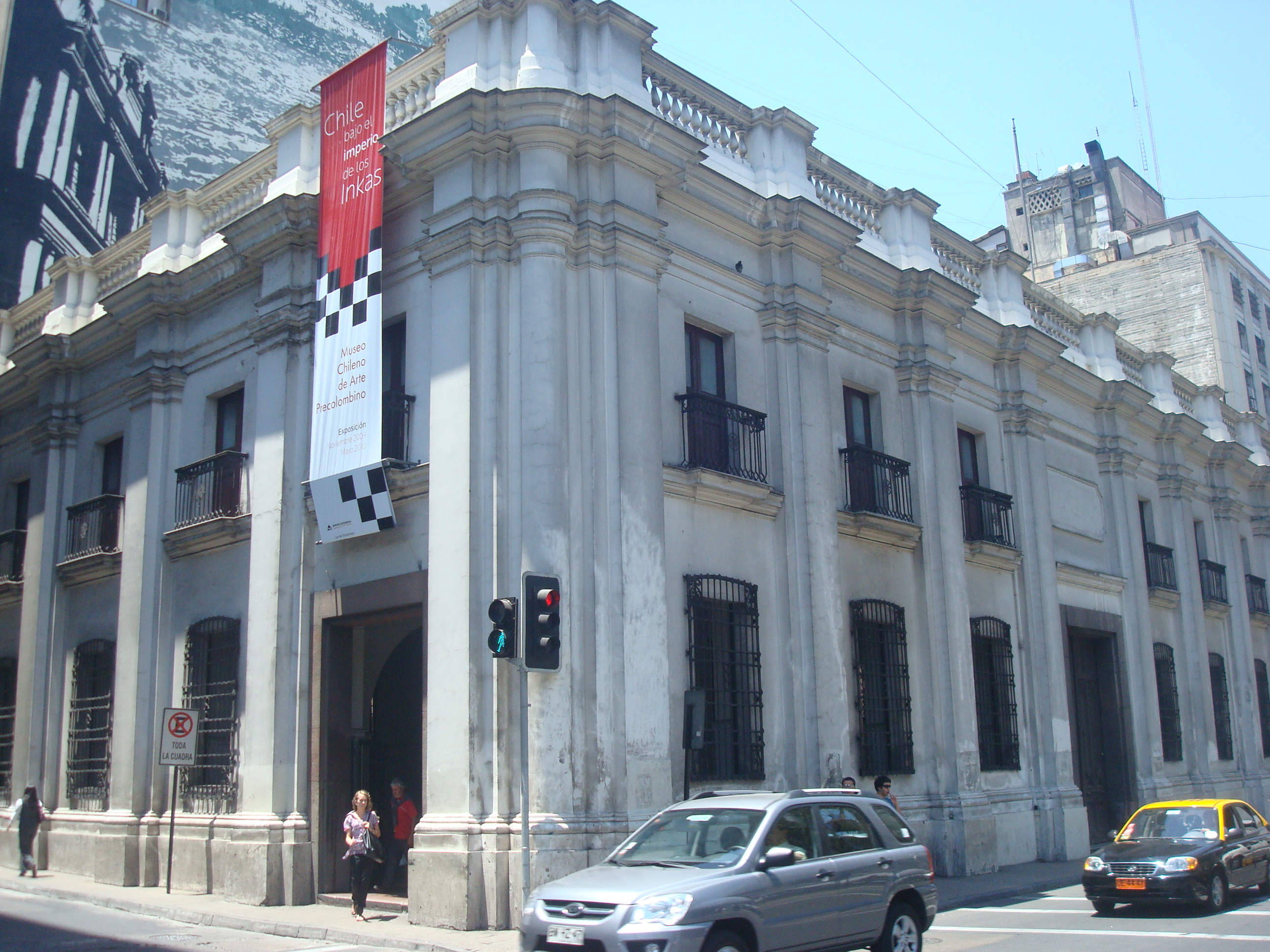
Palacio de la Real Aduana de Santiago (Santiago, 1805-1807)
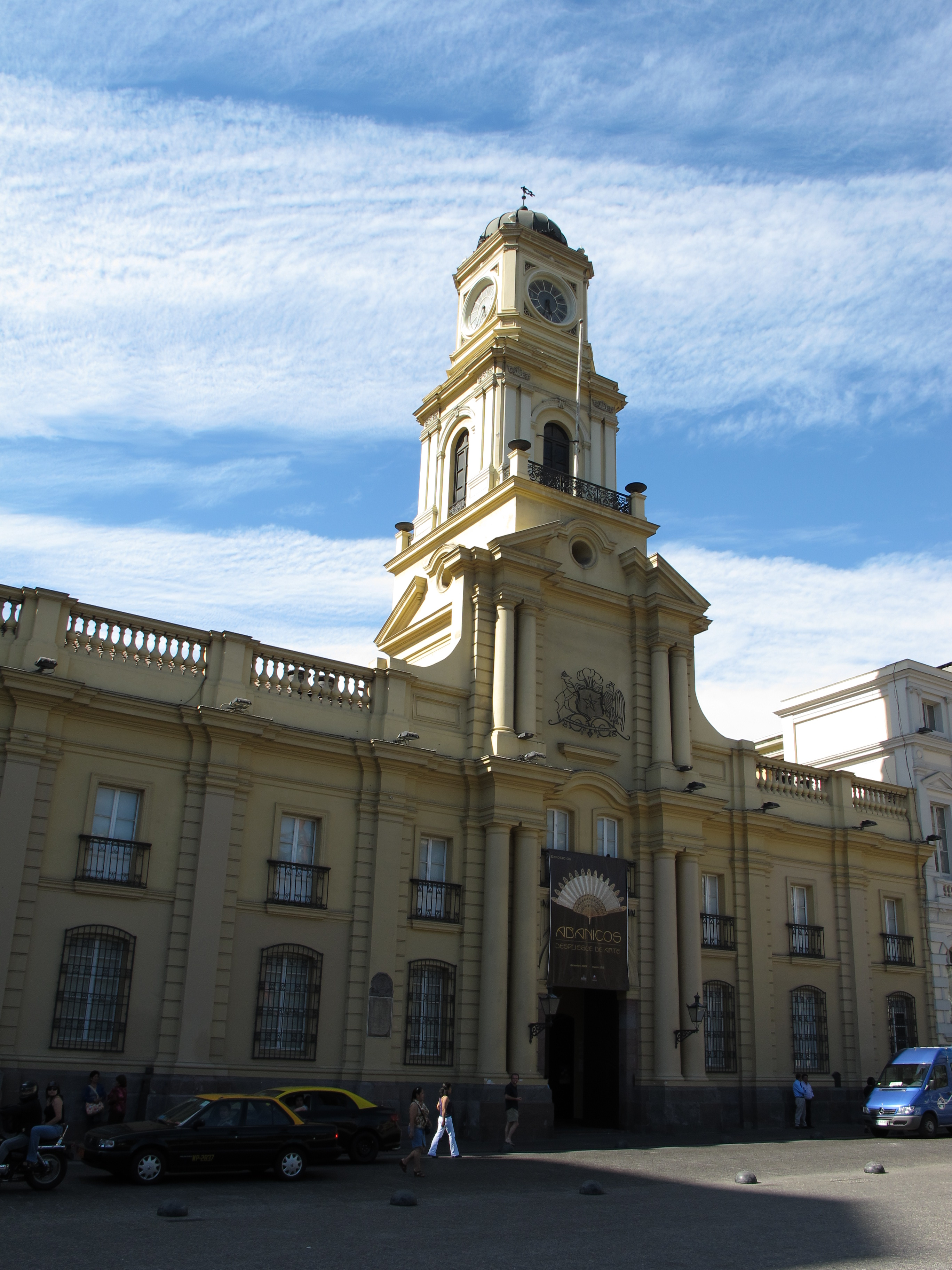
Palacio de la Real Audiencia de Santiago (Santiago, 1804-1808)
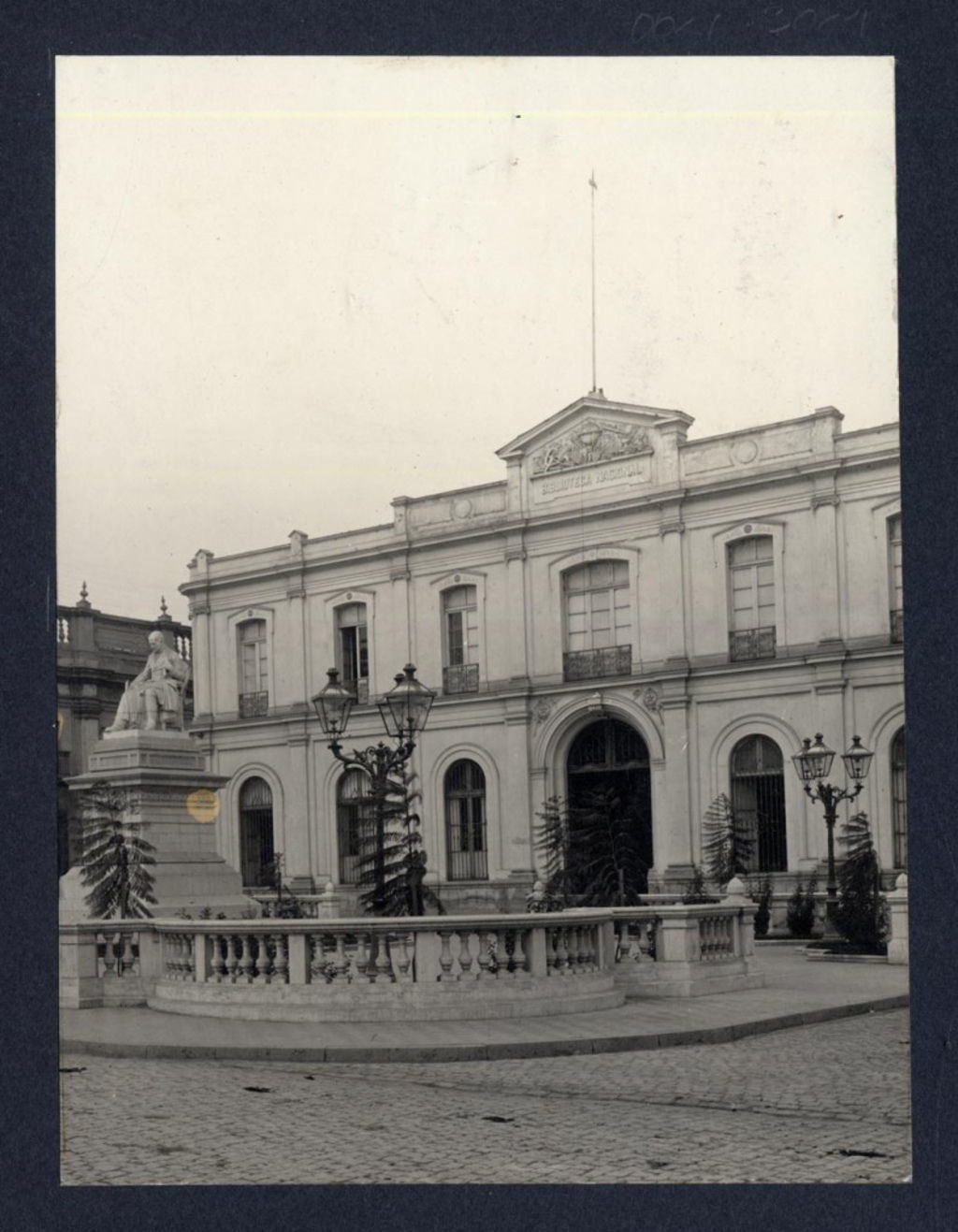
Palacio del Real Tribunal del Consulado de Santiago (Santiago, 1812)
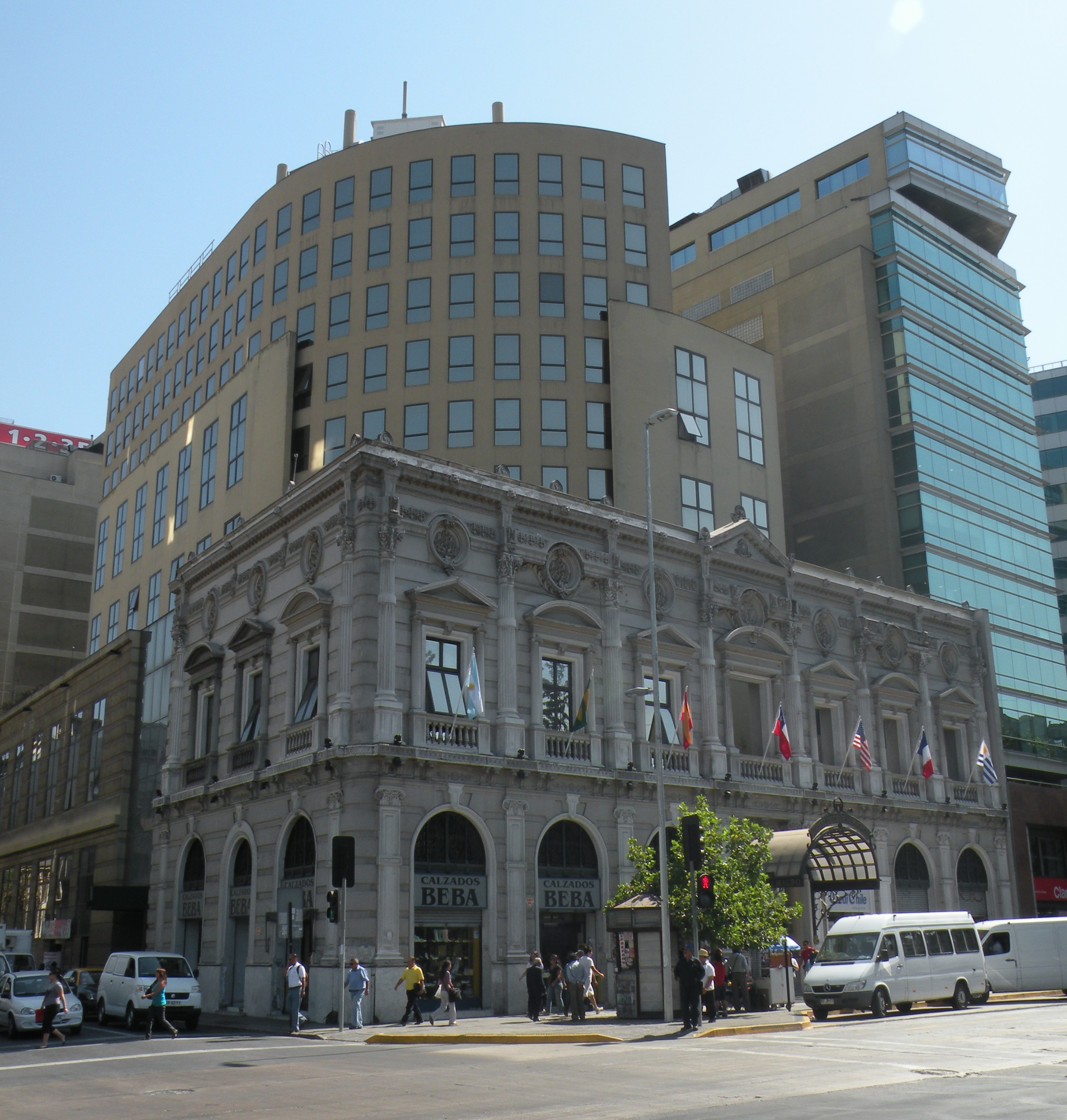
Palacio Rivas (Santiago, 1887)
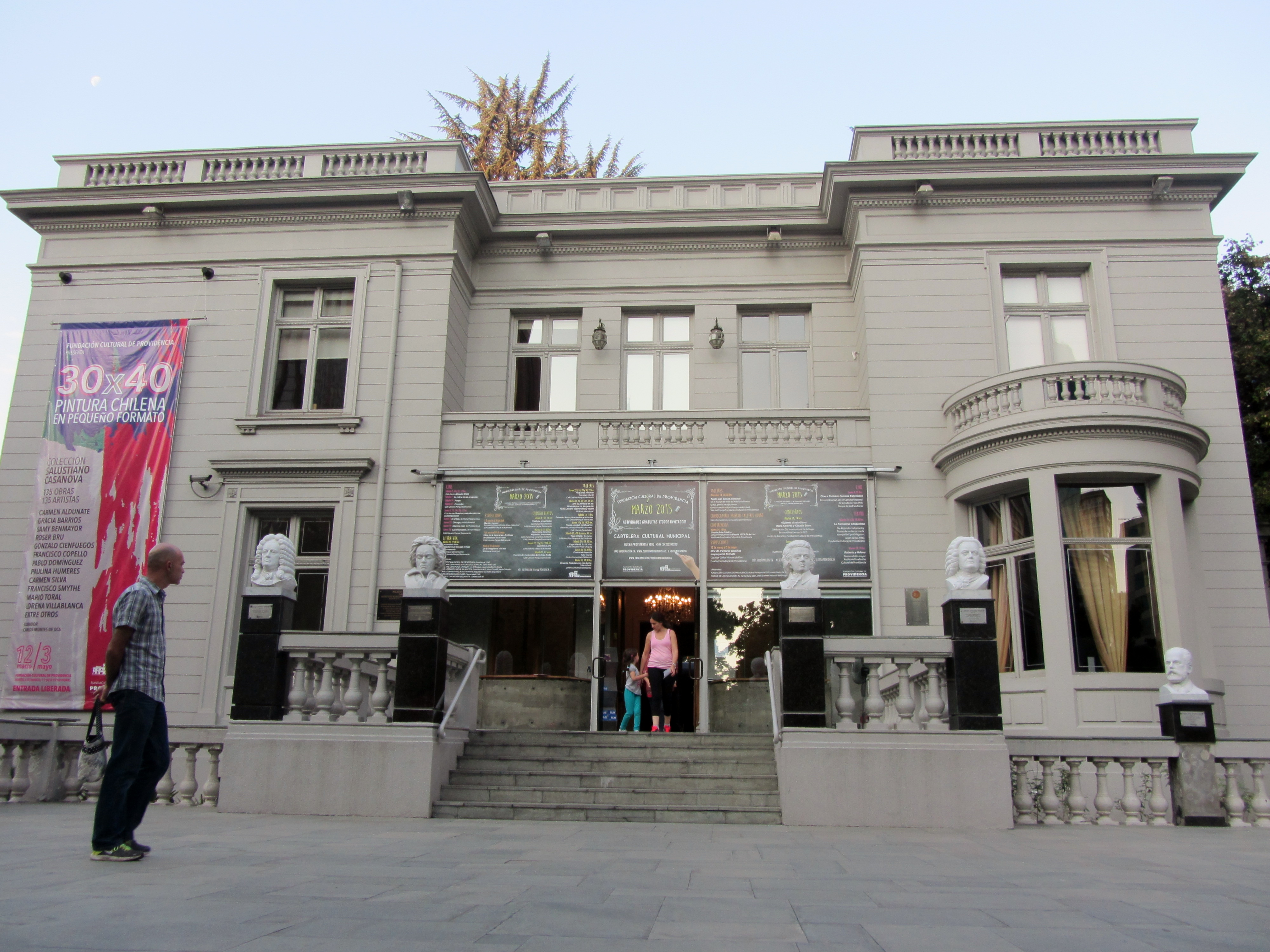
Palacio Schacht (Providencia, 1891)
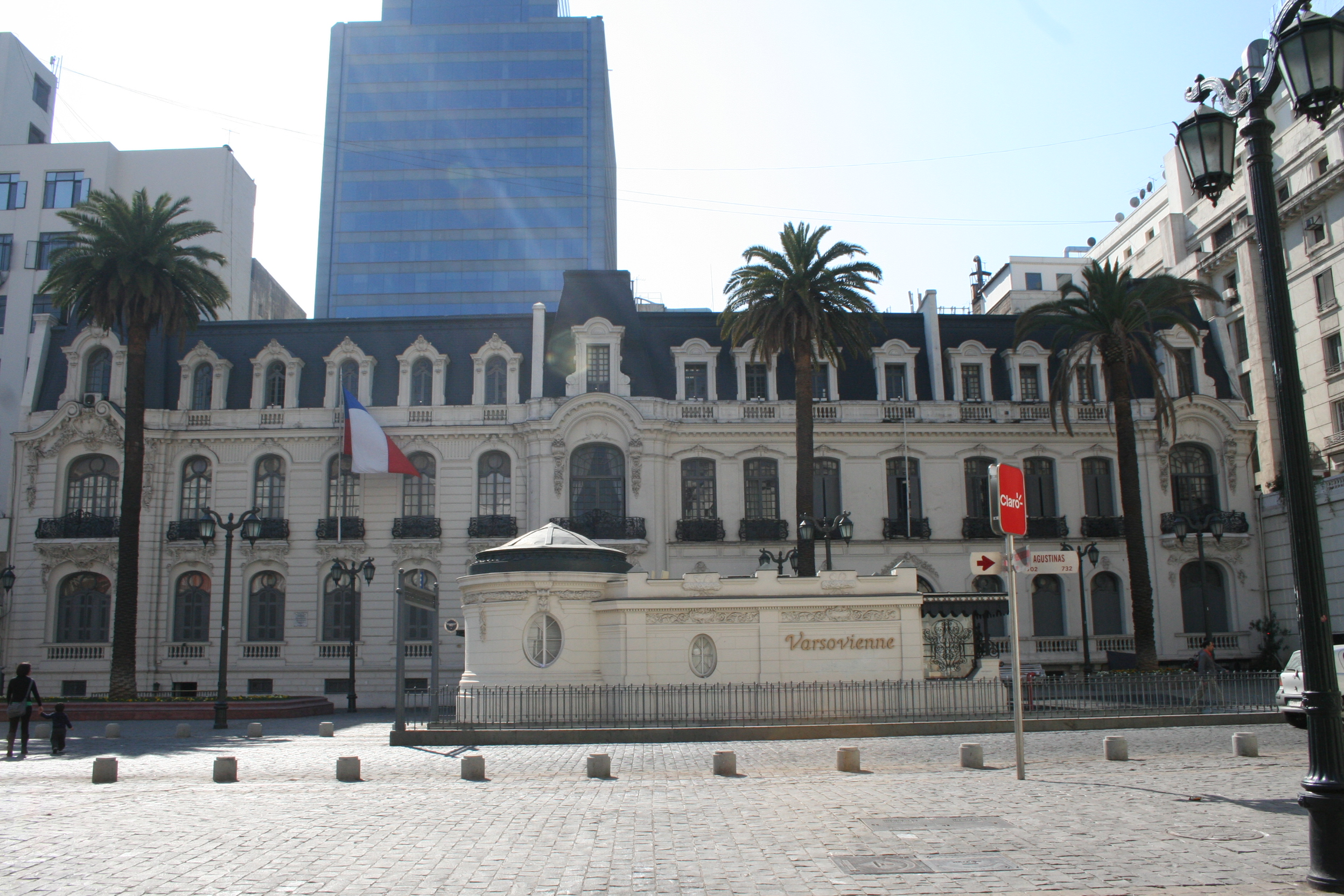
Palacio Subercaseaux (Santiago, 1891)
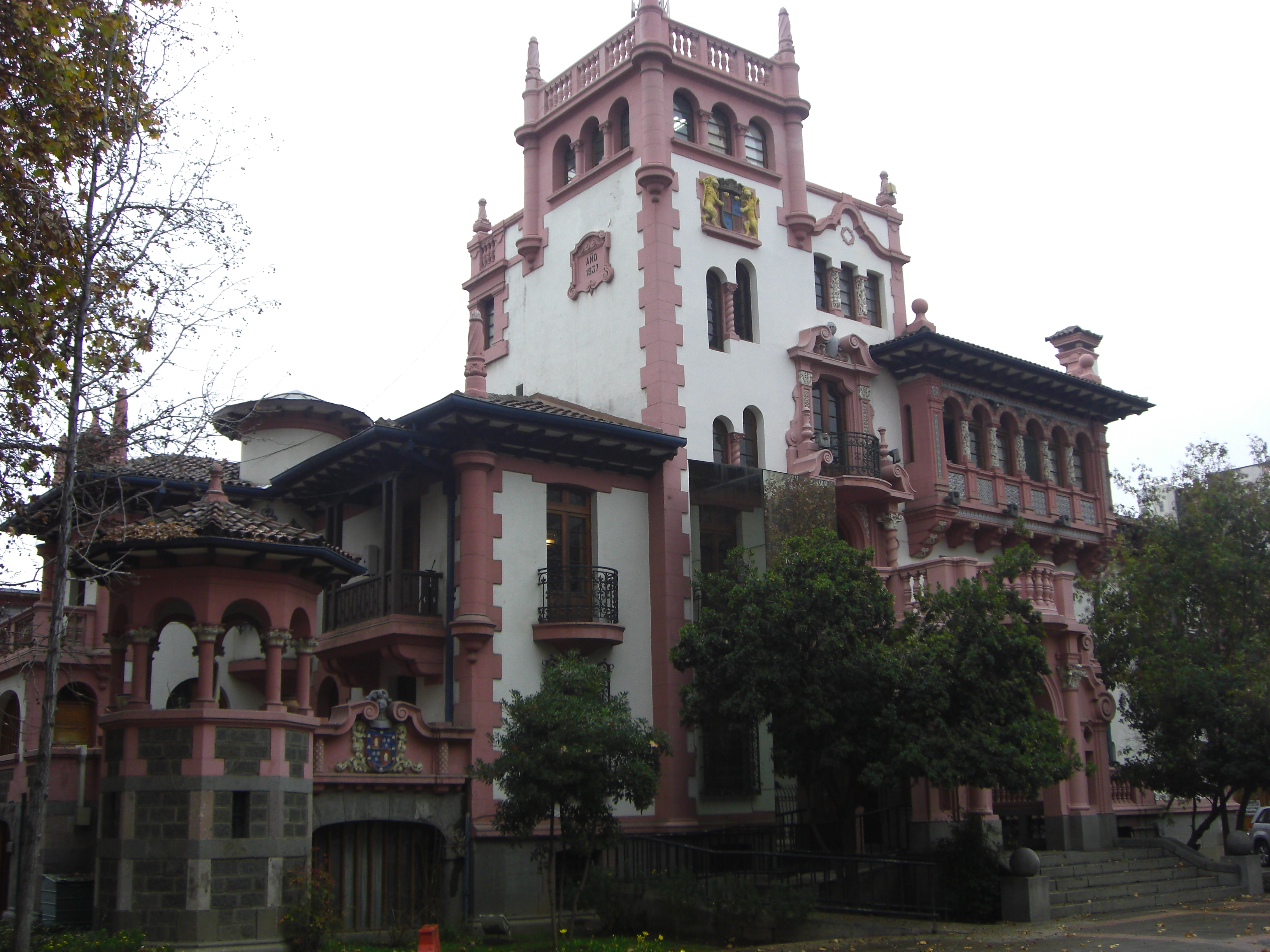
Palacio Vásquez (Macul, 1831)
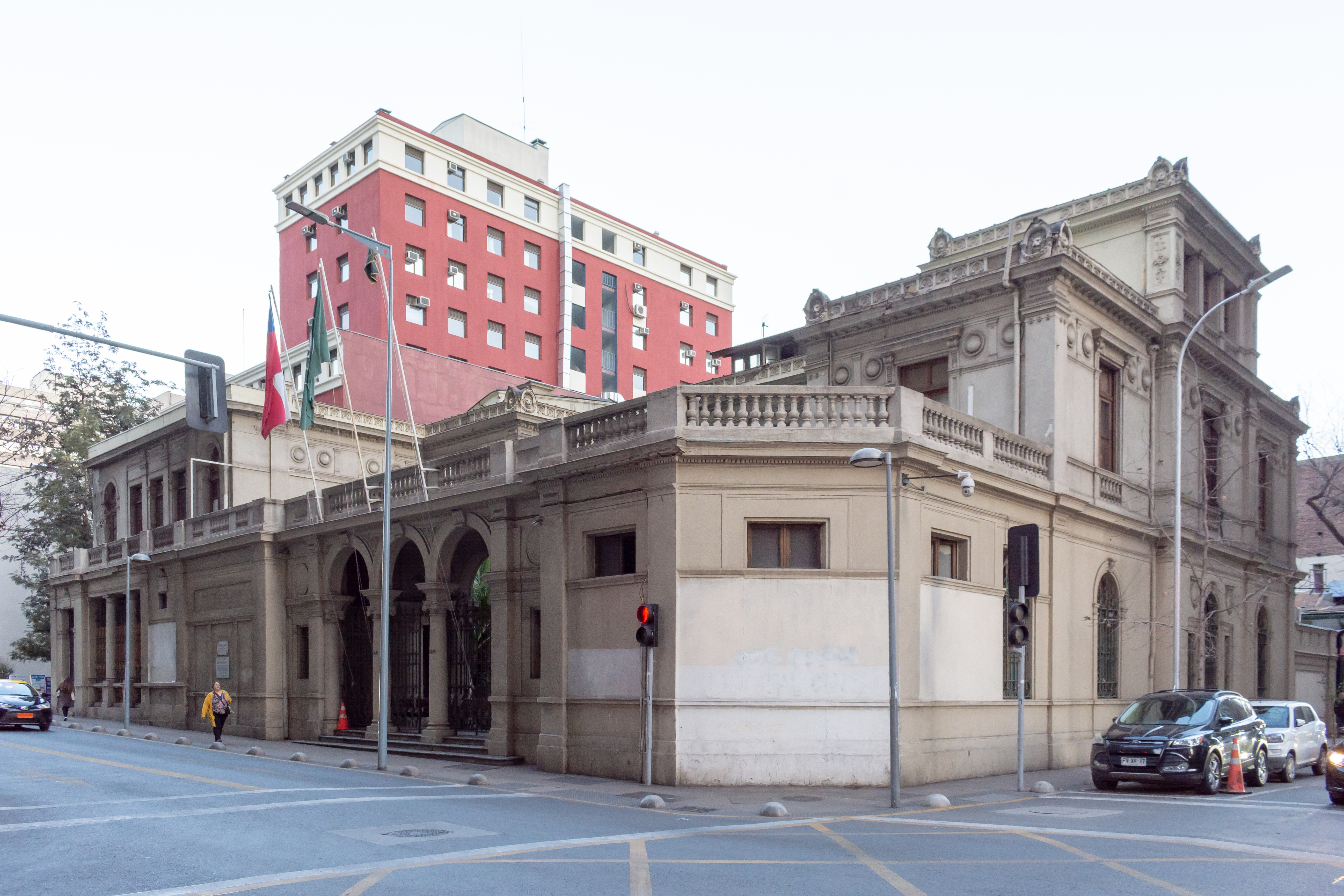
Palacio Vial Guzmán (Santiago, 1874-1880)
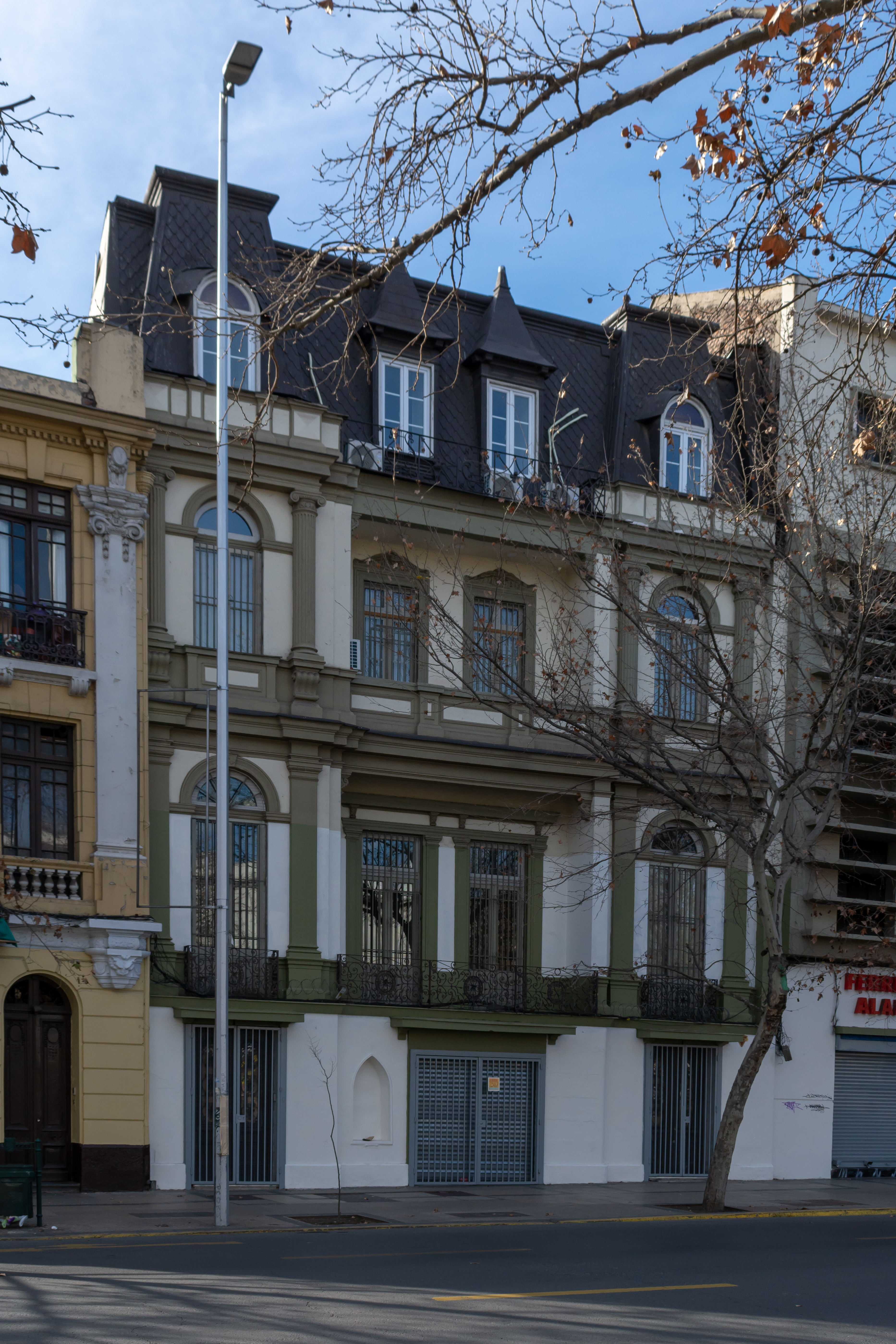
Palacio Villalobos (Santiago, 1890)

### SigloXX

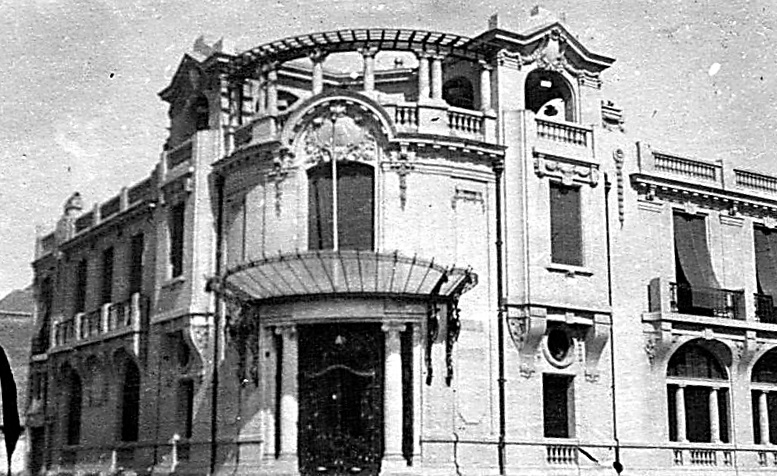
Palacio Álamos Igualt (Santiago, 1925)
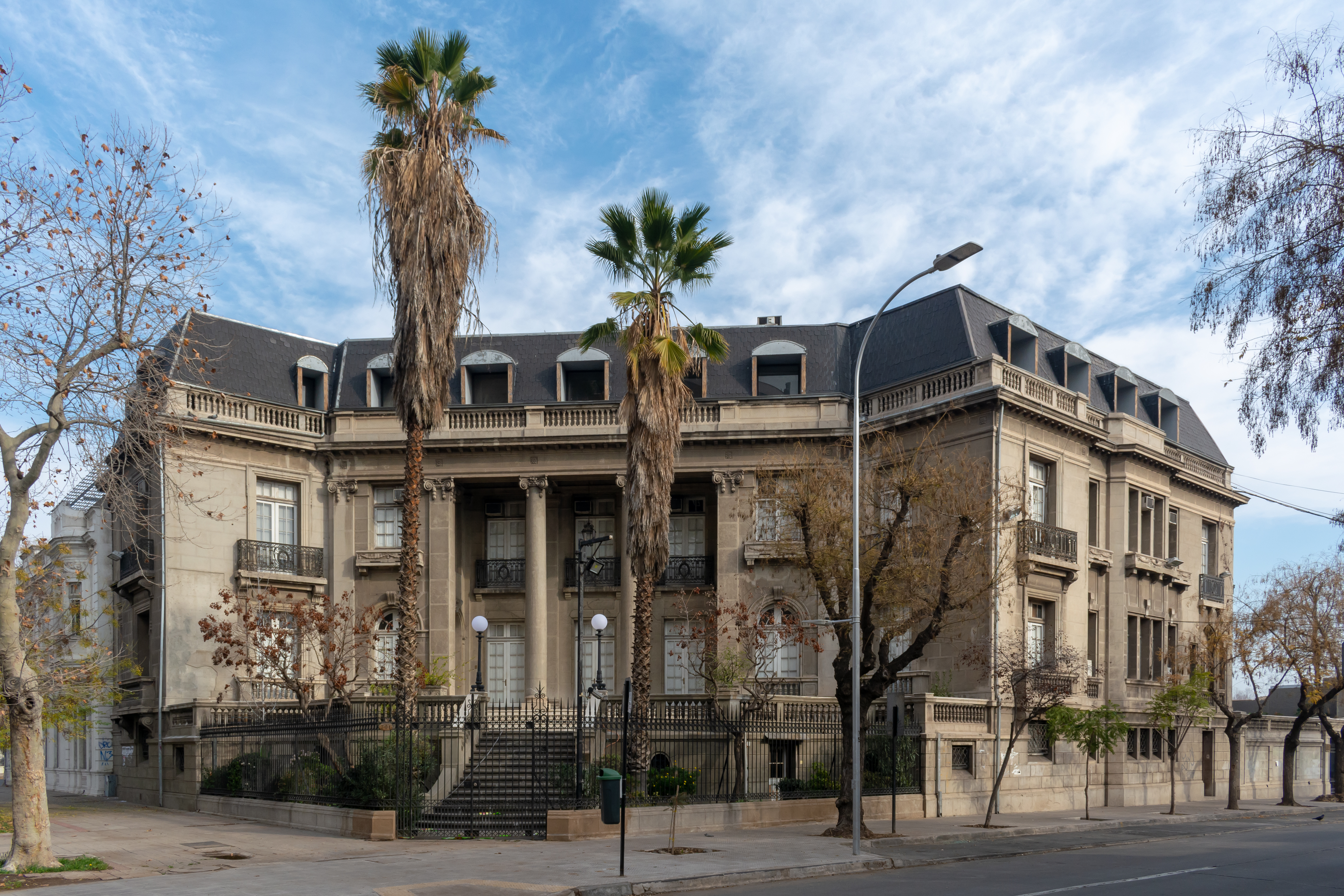
Palacio Alessandri Besa (Santiago, 1927-1928)
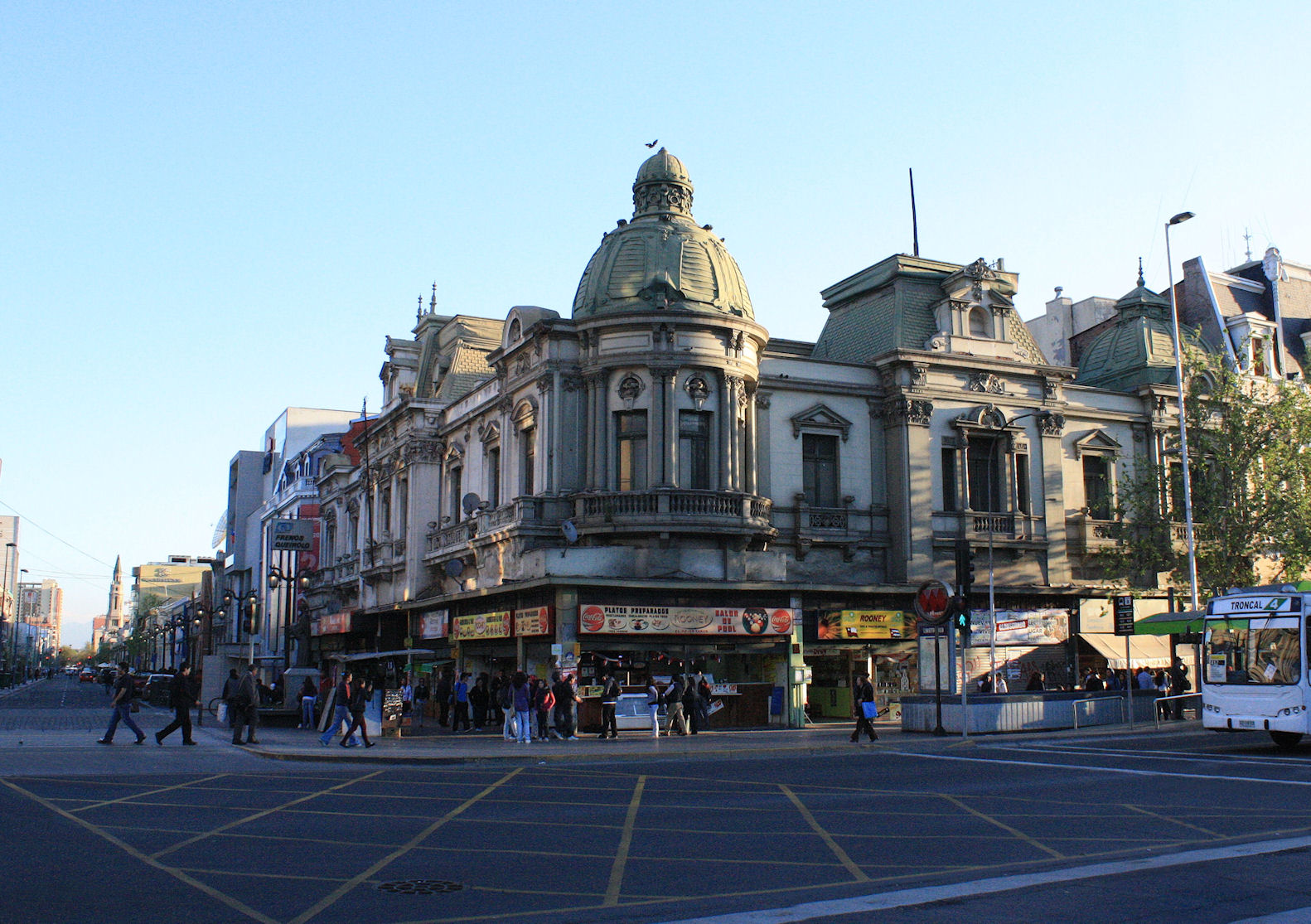
Palacio Aldunate (Santiago, 1925)
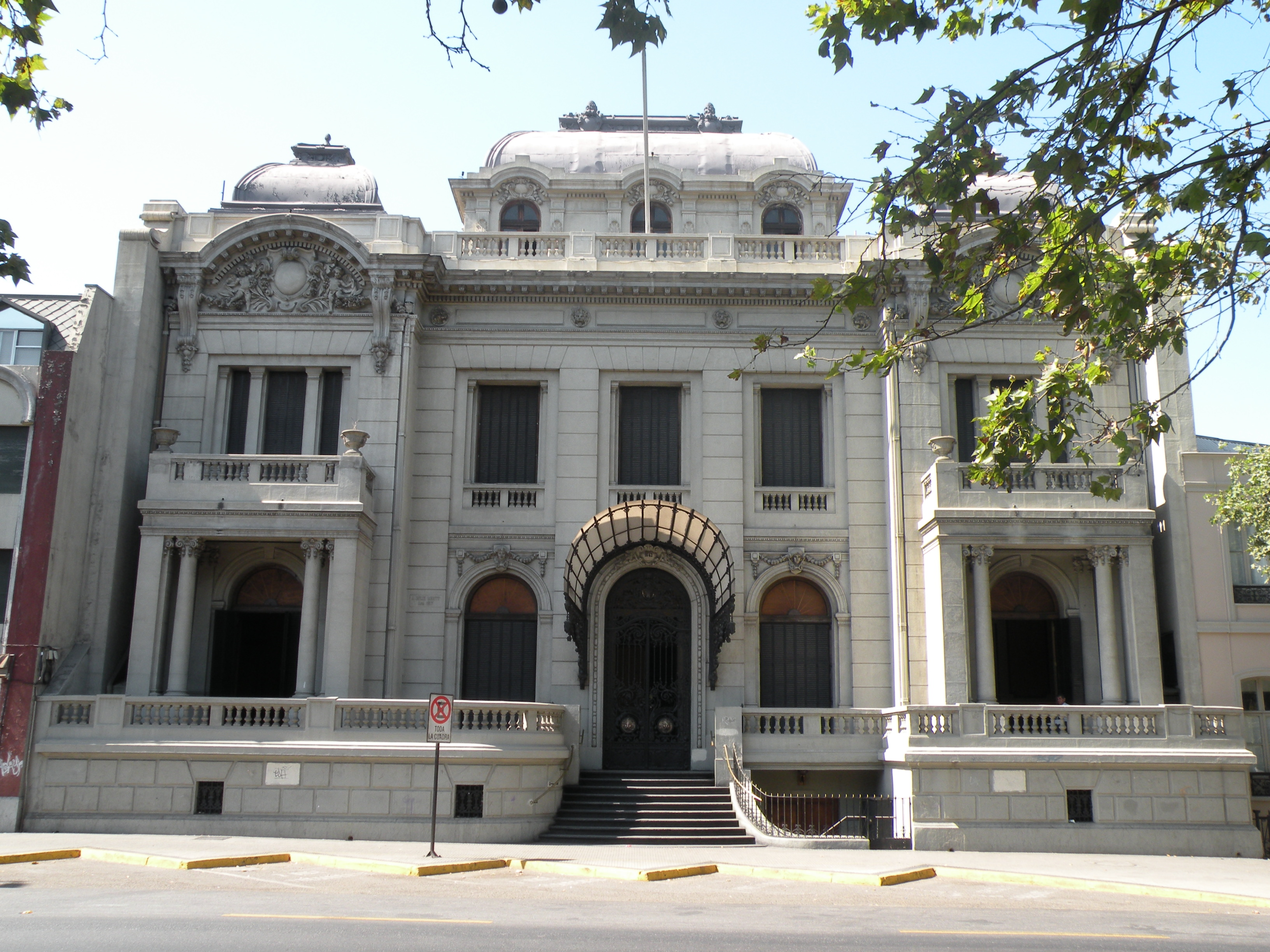
Palacio Ariztía (Santiago, 1917)
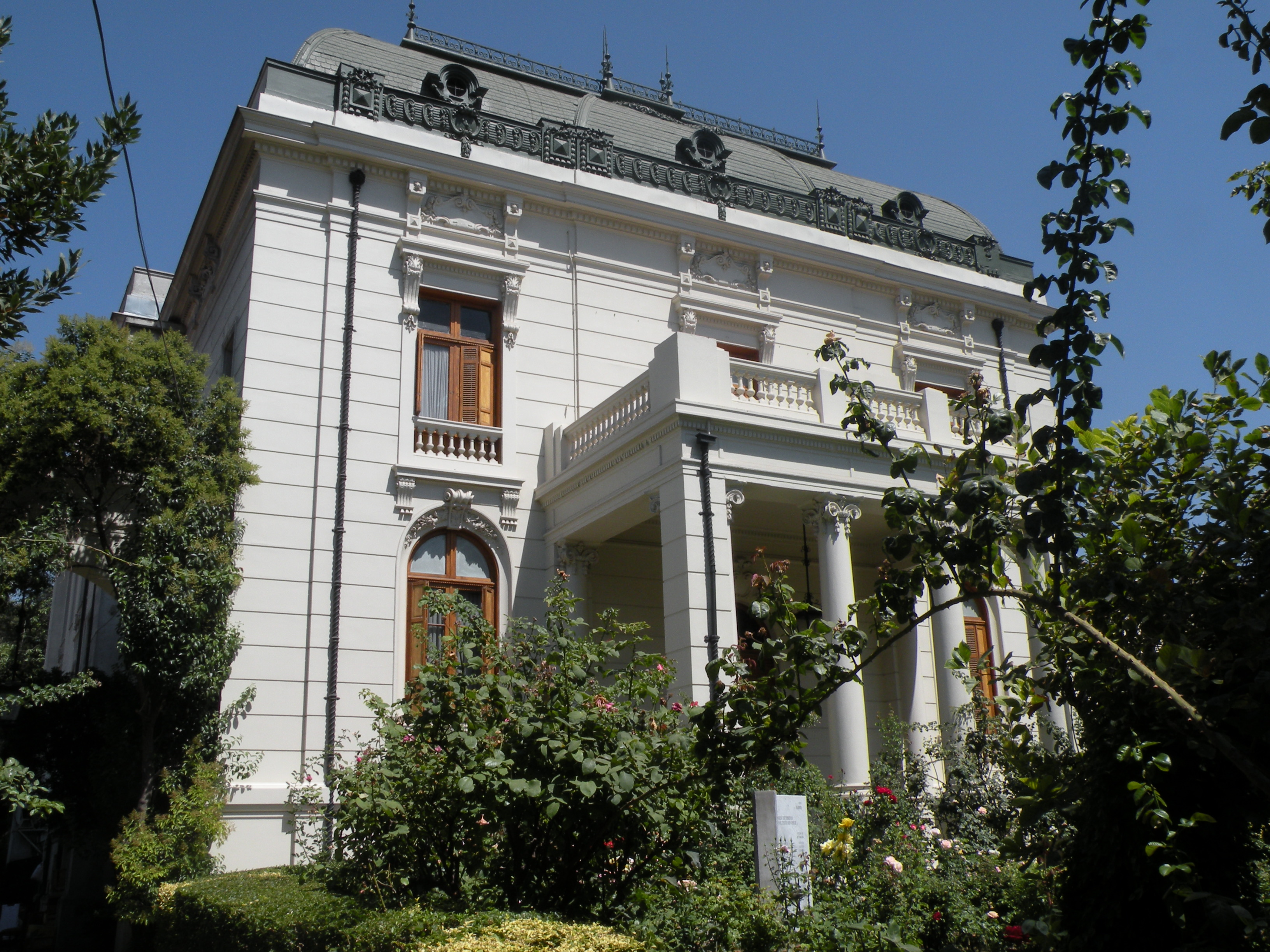
Palacio Astoreca (Santiago, 1910)
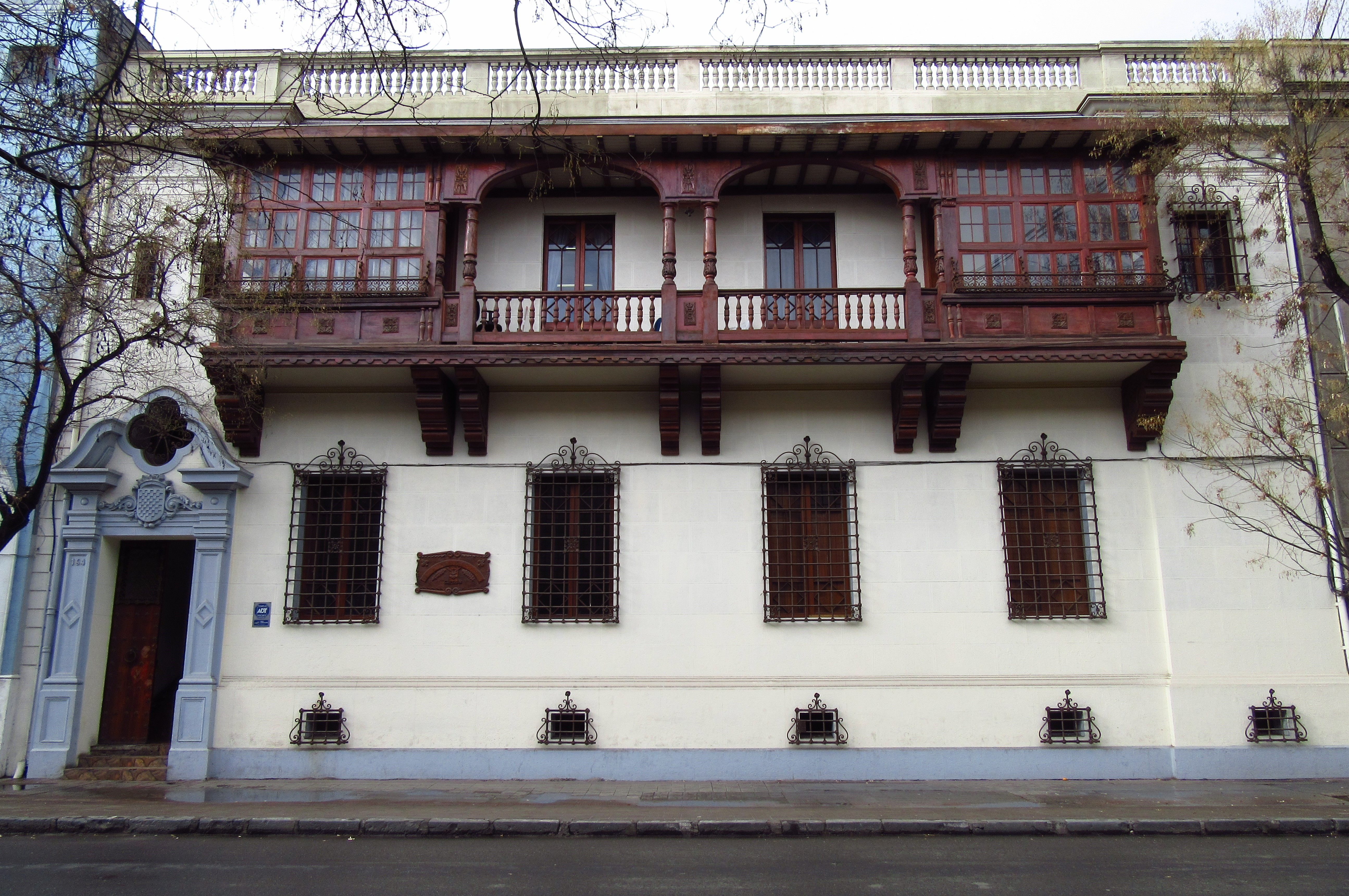
Casa Besa (Santiago, 1909)
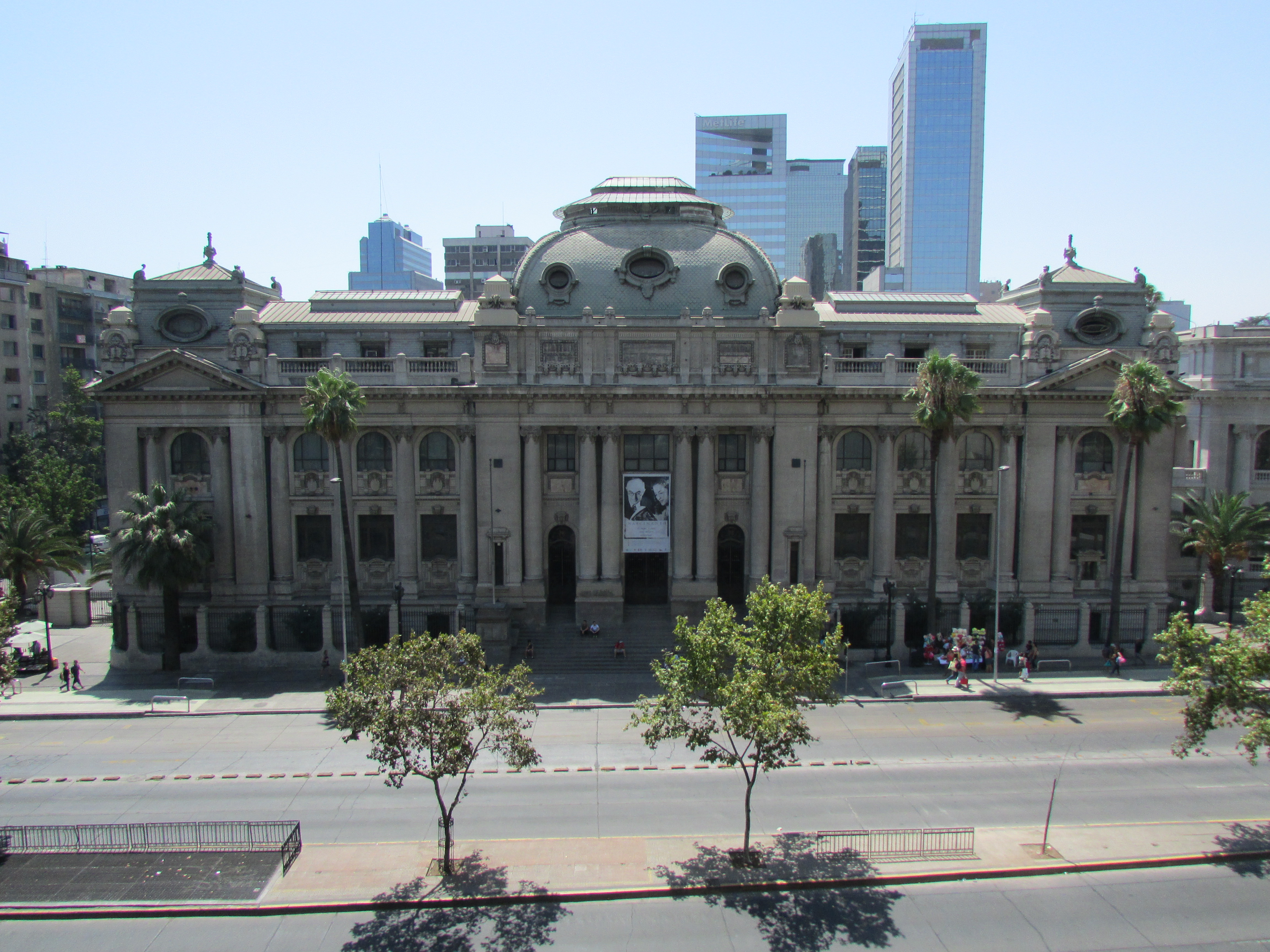
Palacio de la Biblioteca Nacional de Chile (Santiago, 1913)
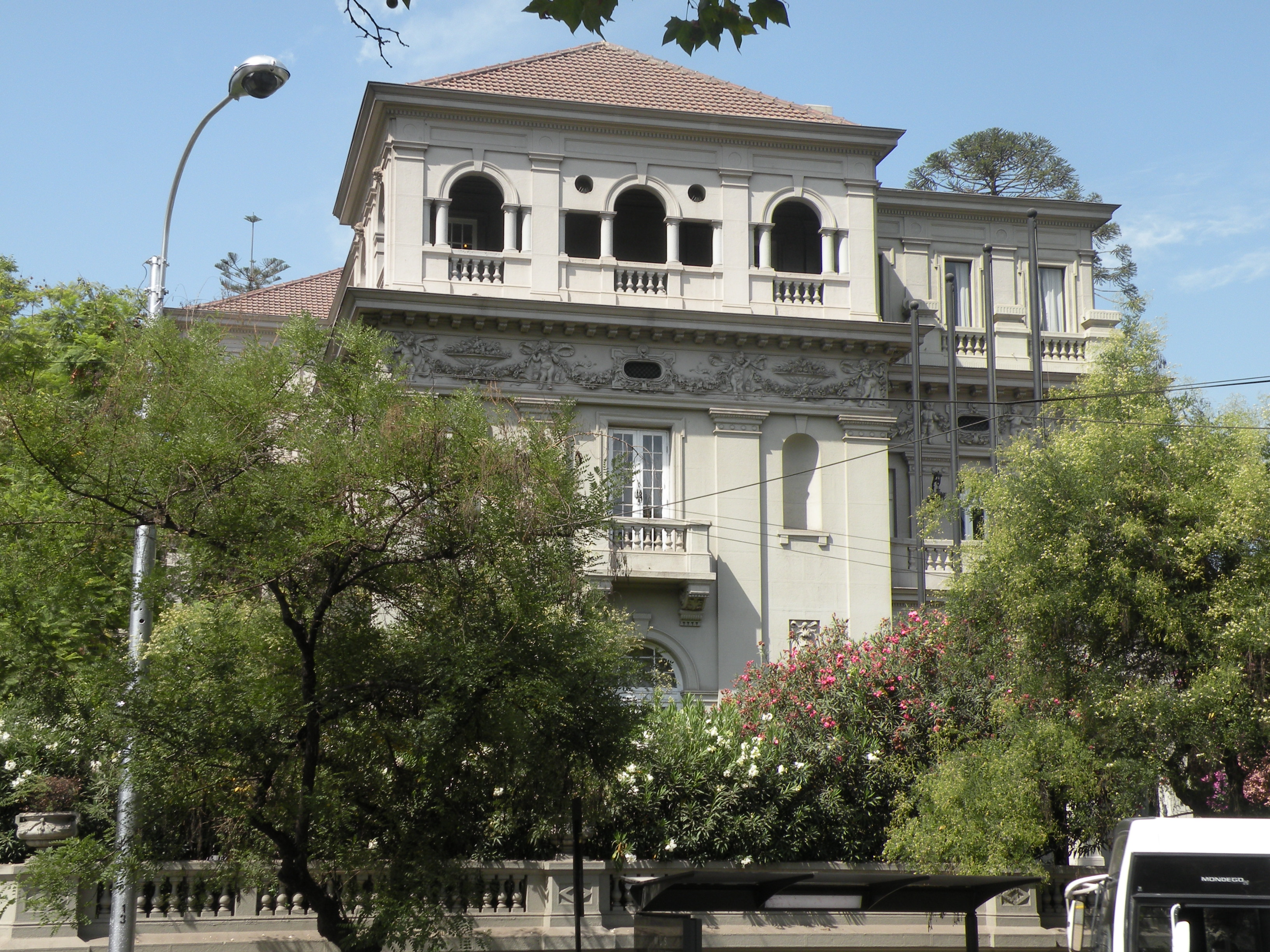
Palacio Bruna (Santiago, 1921)
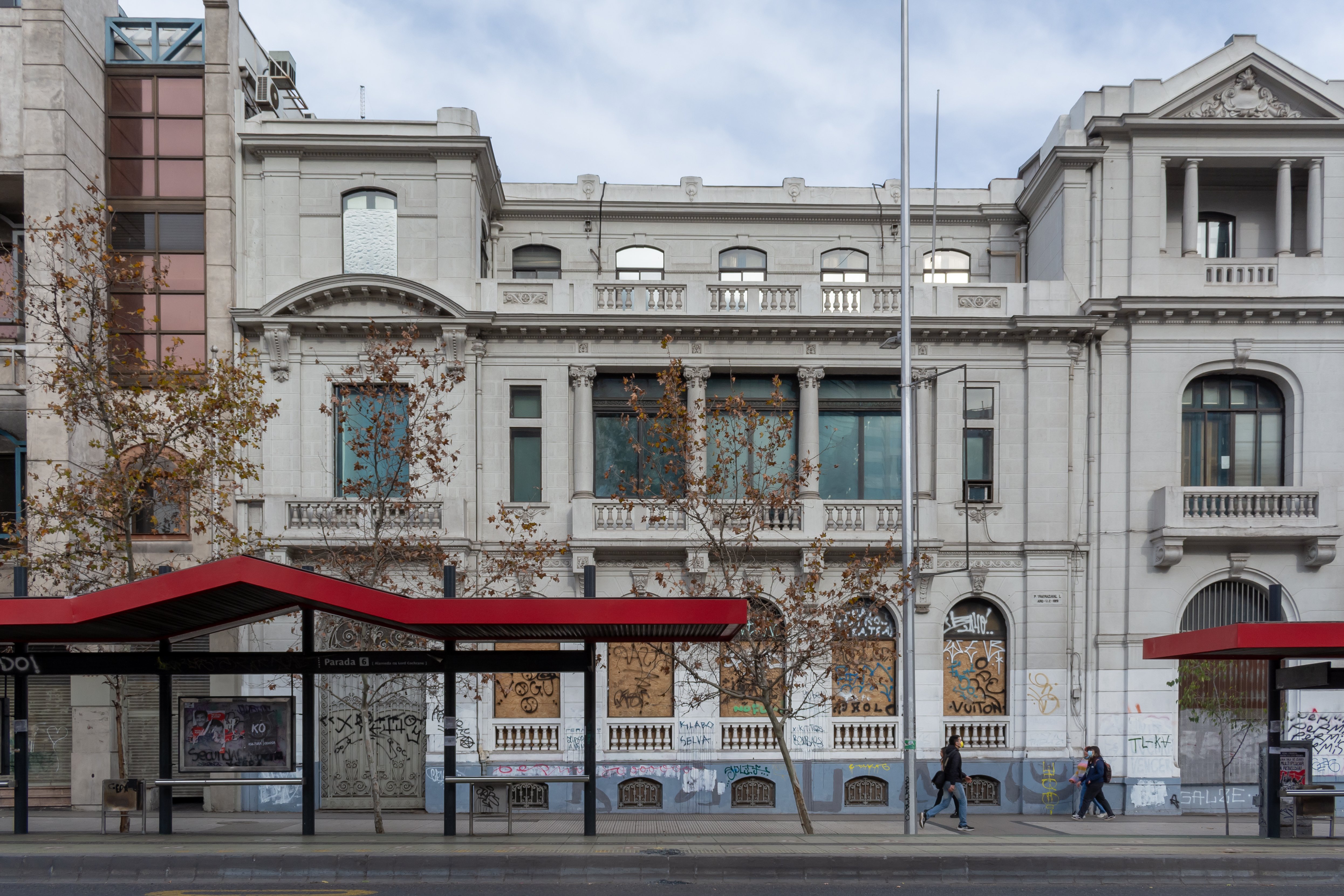
Palacio Bustamante Irarrázaval (Santiago, 1923)
Casa Buzeta (Santiago, 1927)
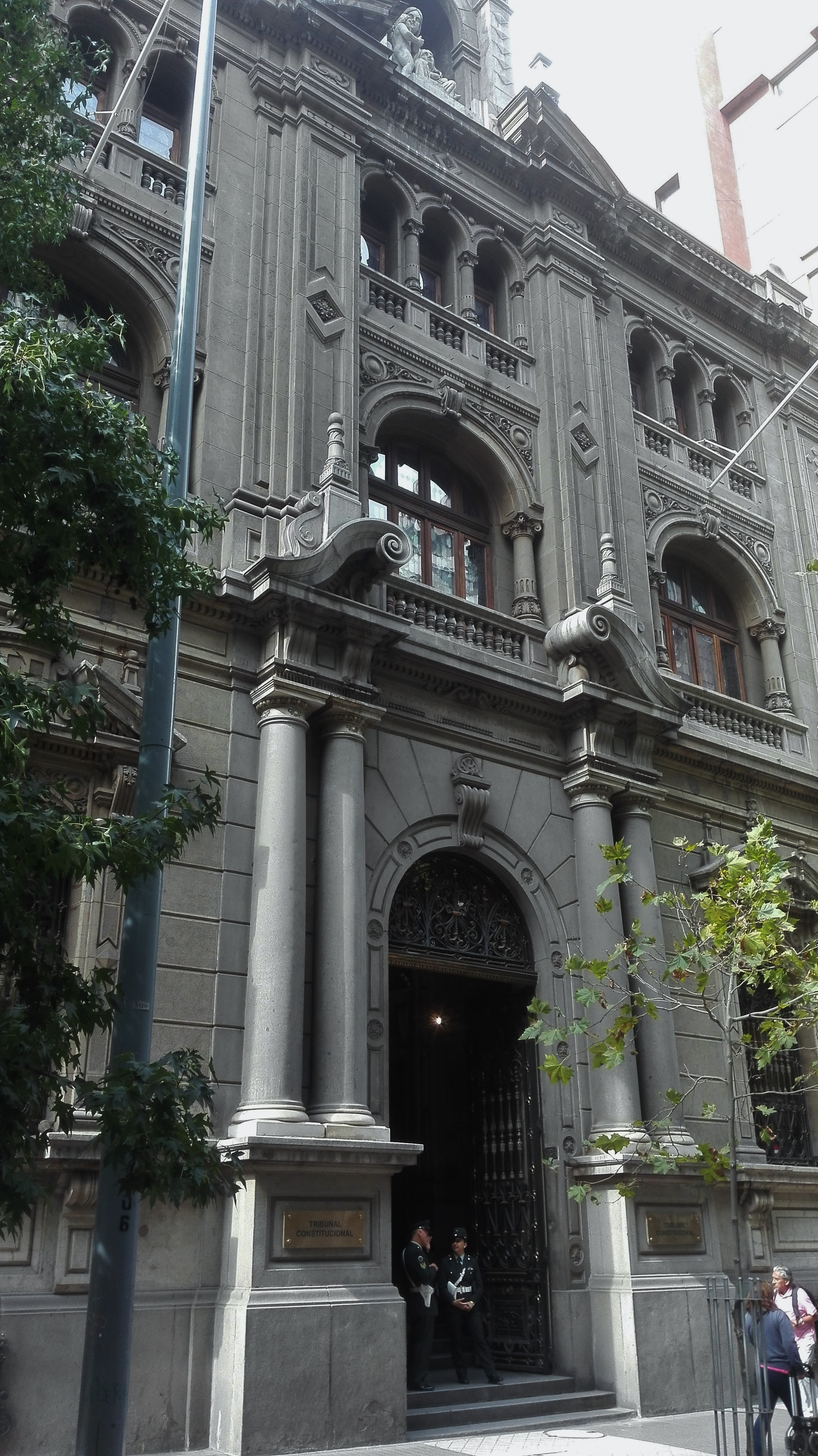
Palacio de la Caja de Crédito Hipotecario (Santiago, 1916)
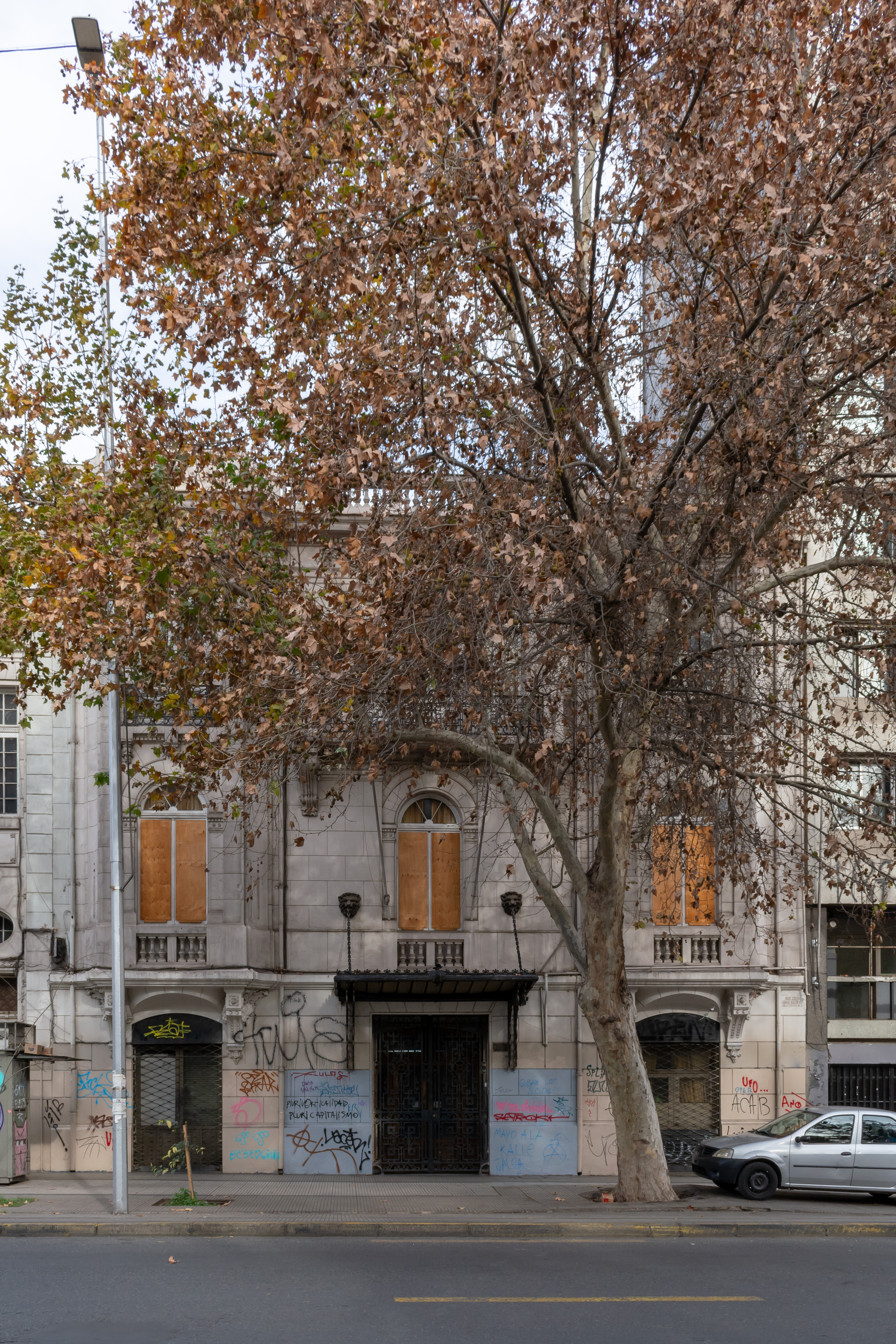
Palacio Campino Irarrázaval (Santiago, 1912)
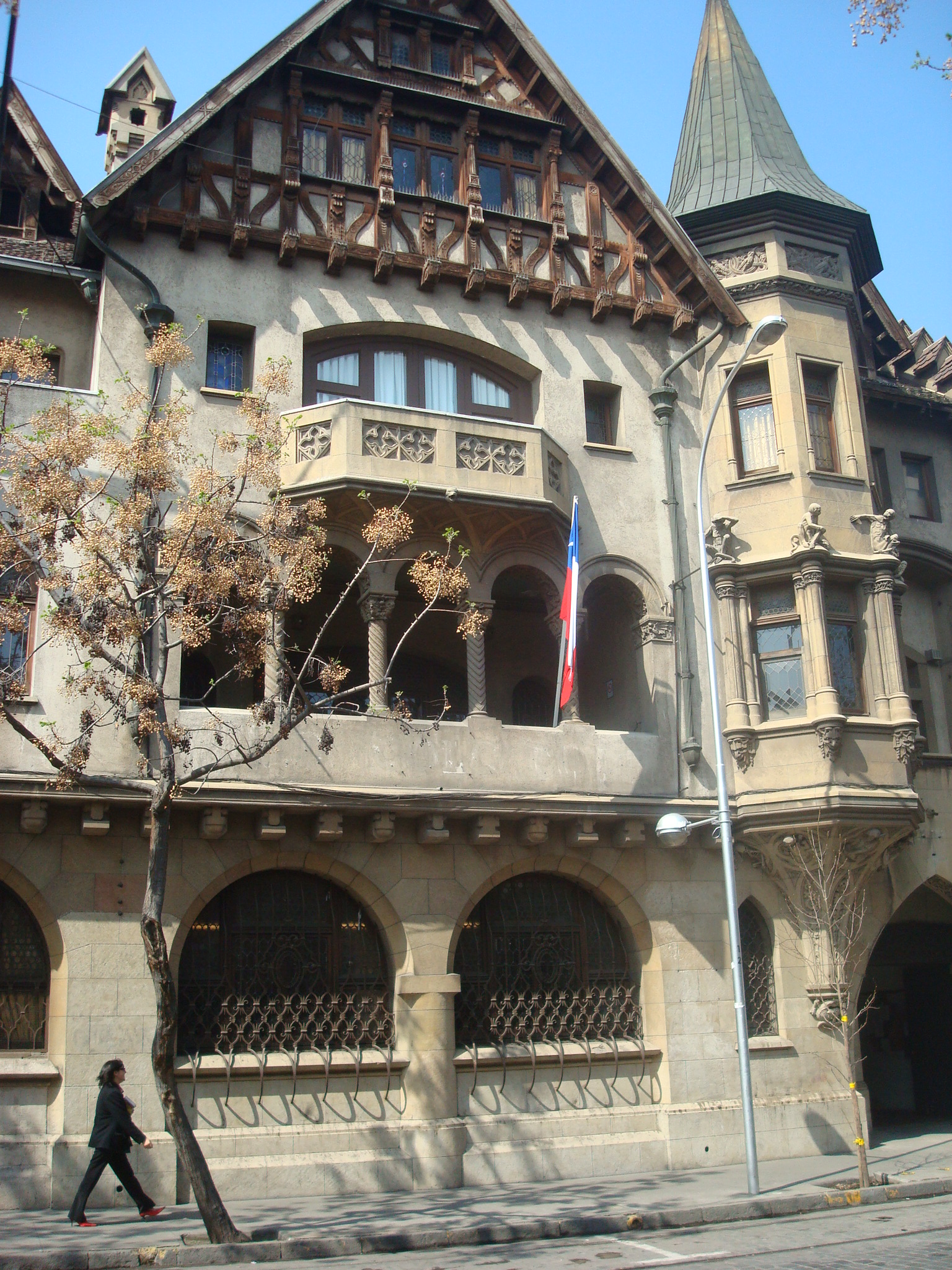
Casona Cienfuegos 41 (Santiago 1926)
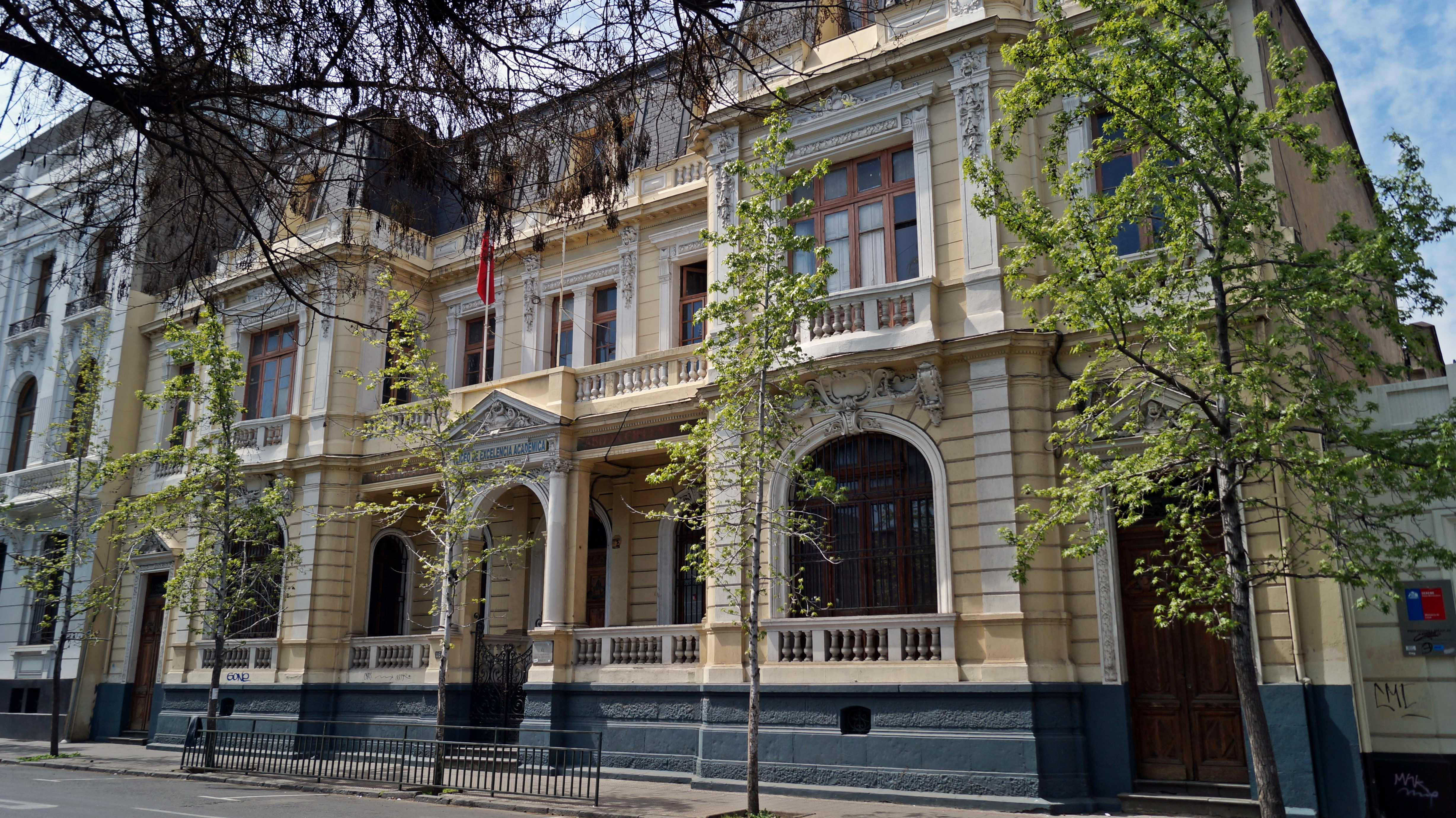
Palacio Cifuentes Gómez  (Santiago, 1905)
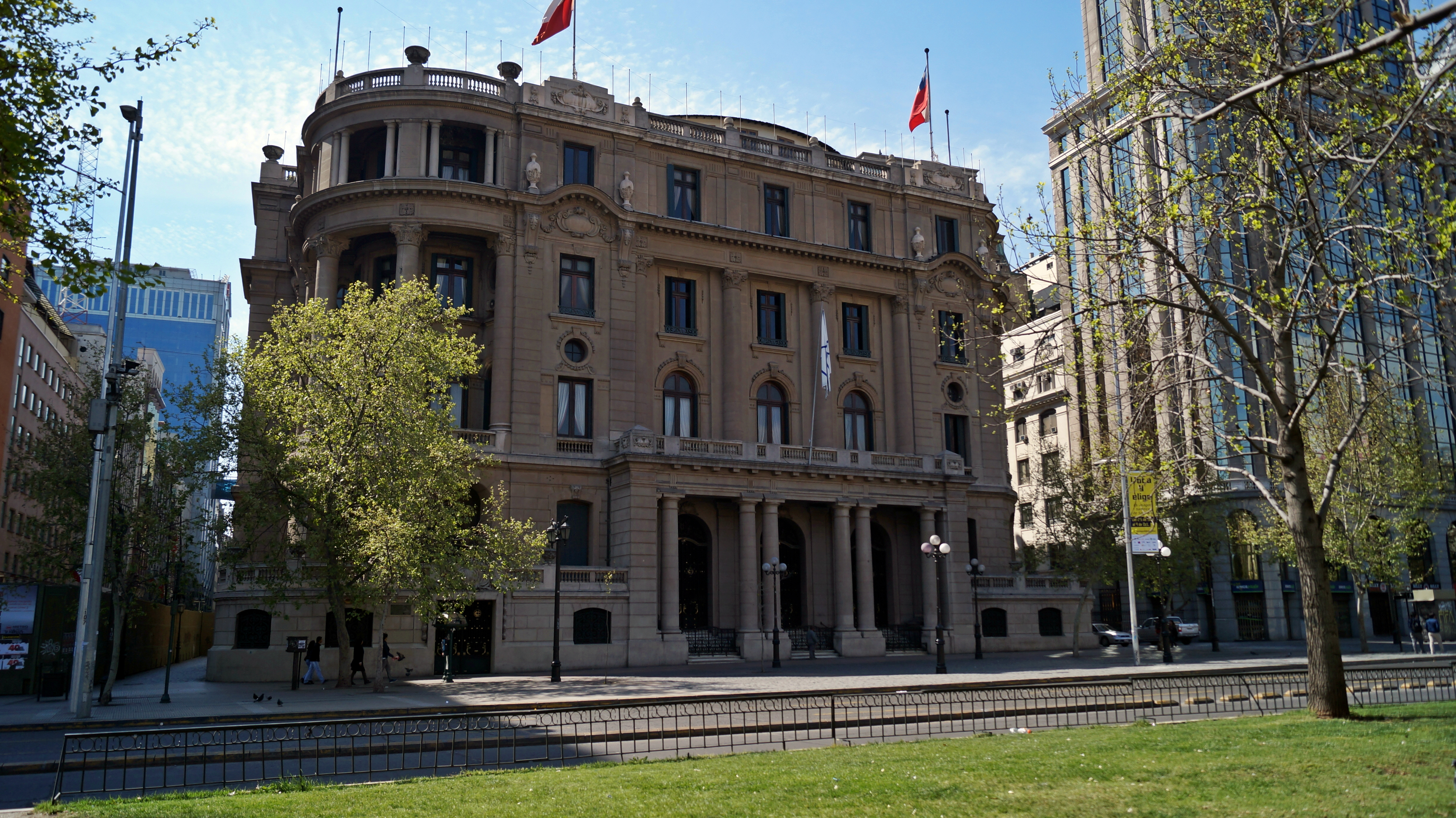
Club de la Unión (Santiago, 1916)
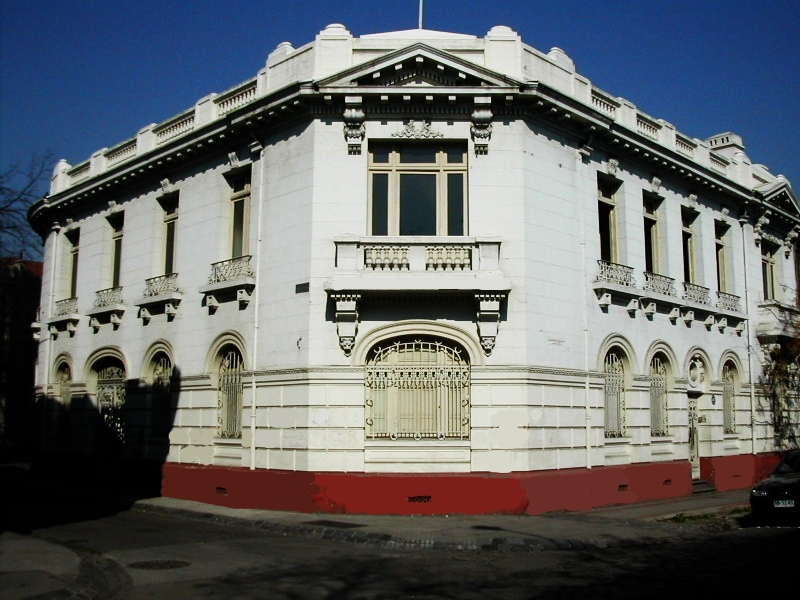
Palacio Concha (Santiago, 1920)
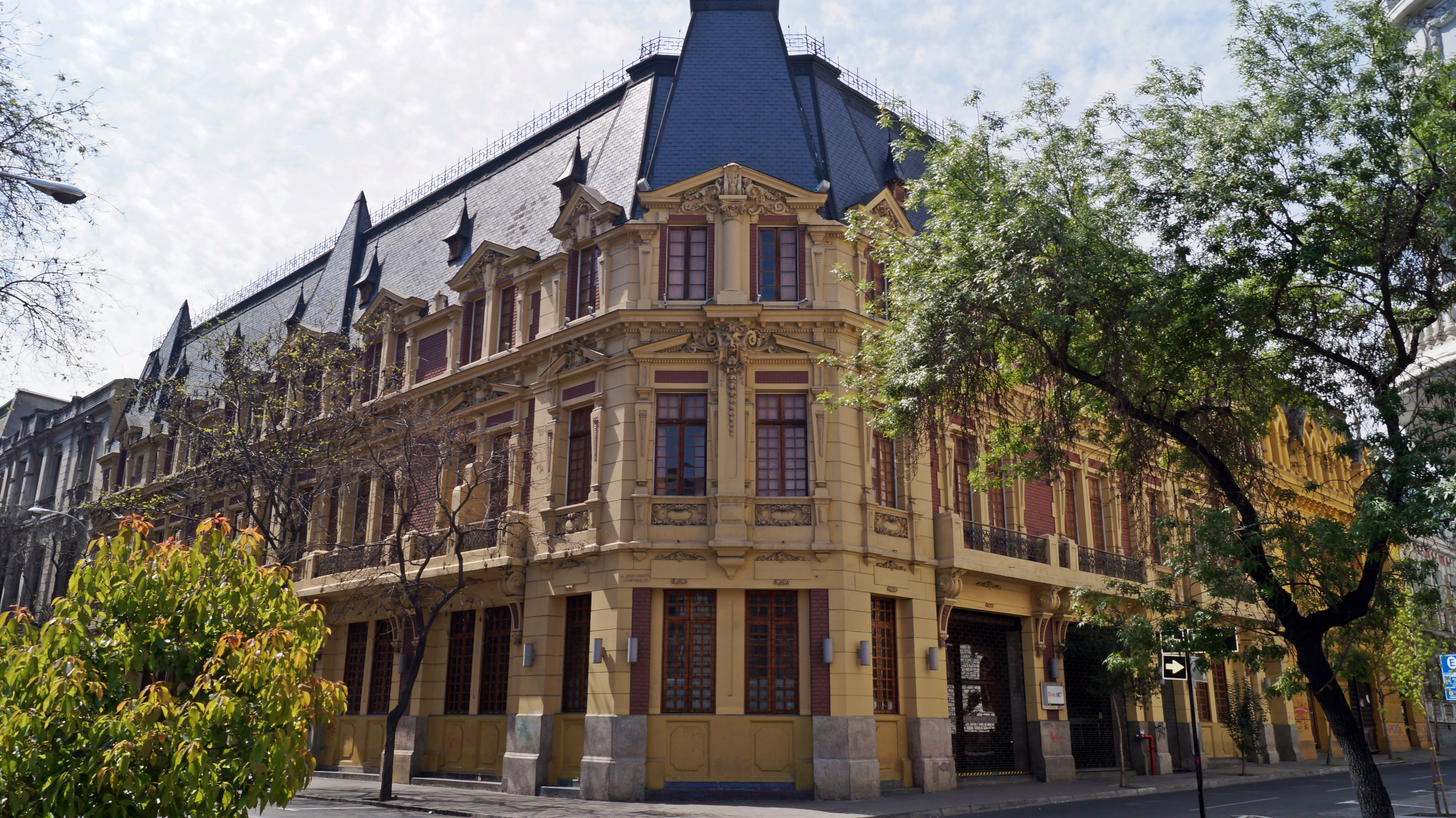
Palacio Cruz-Montt (Santiago, 1925)
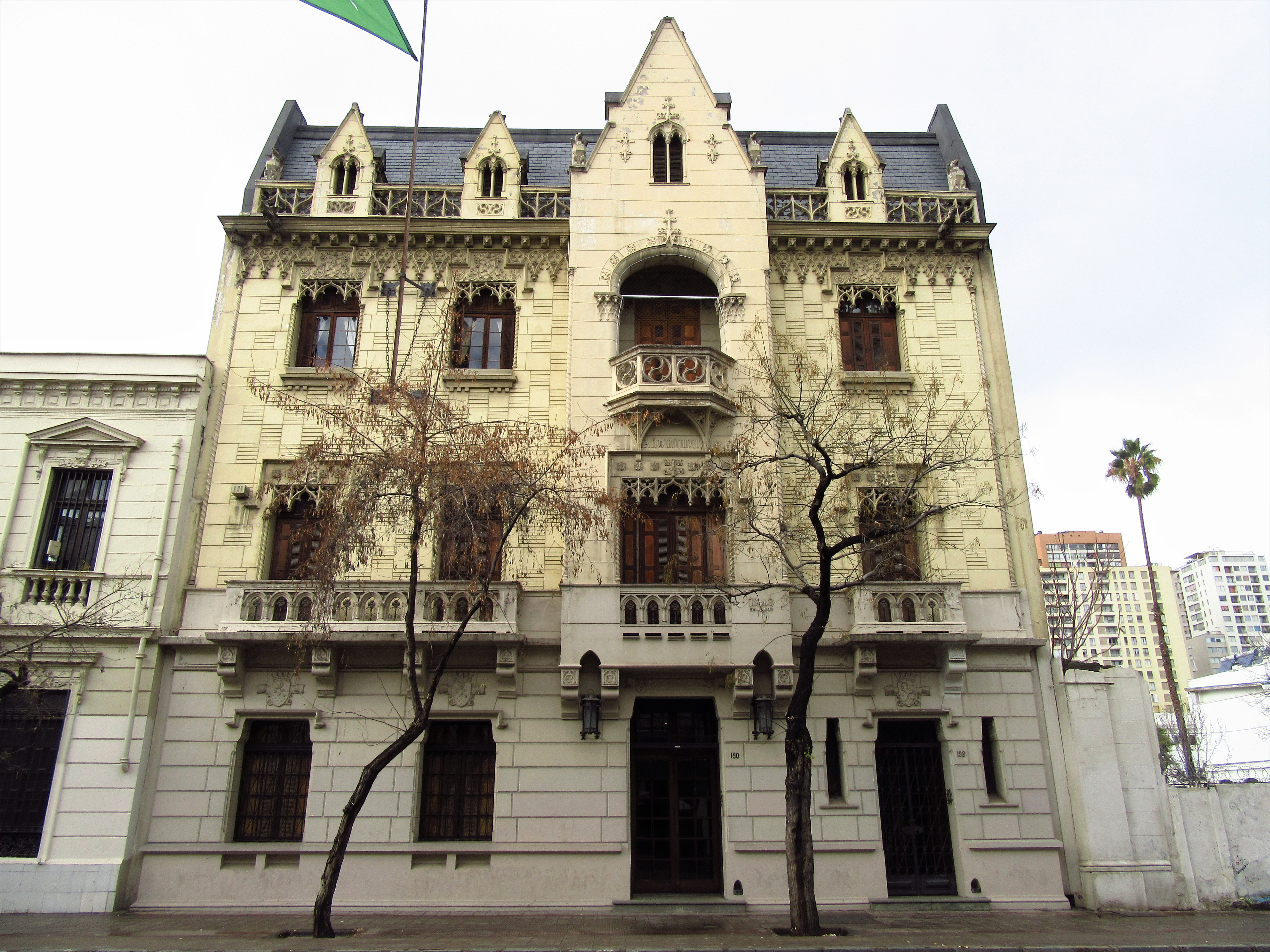
Casa Cruzat Balmaceda (Santiago, 1913)
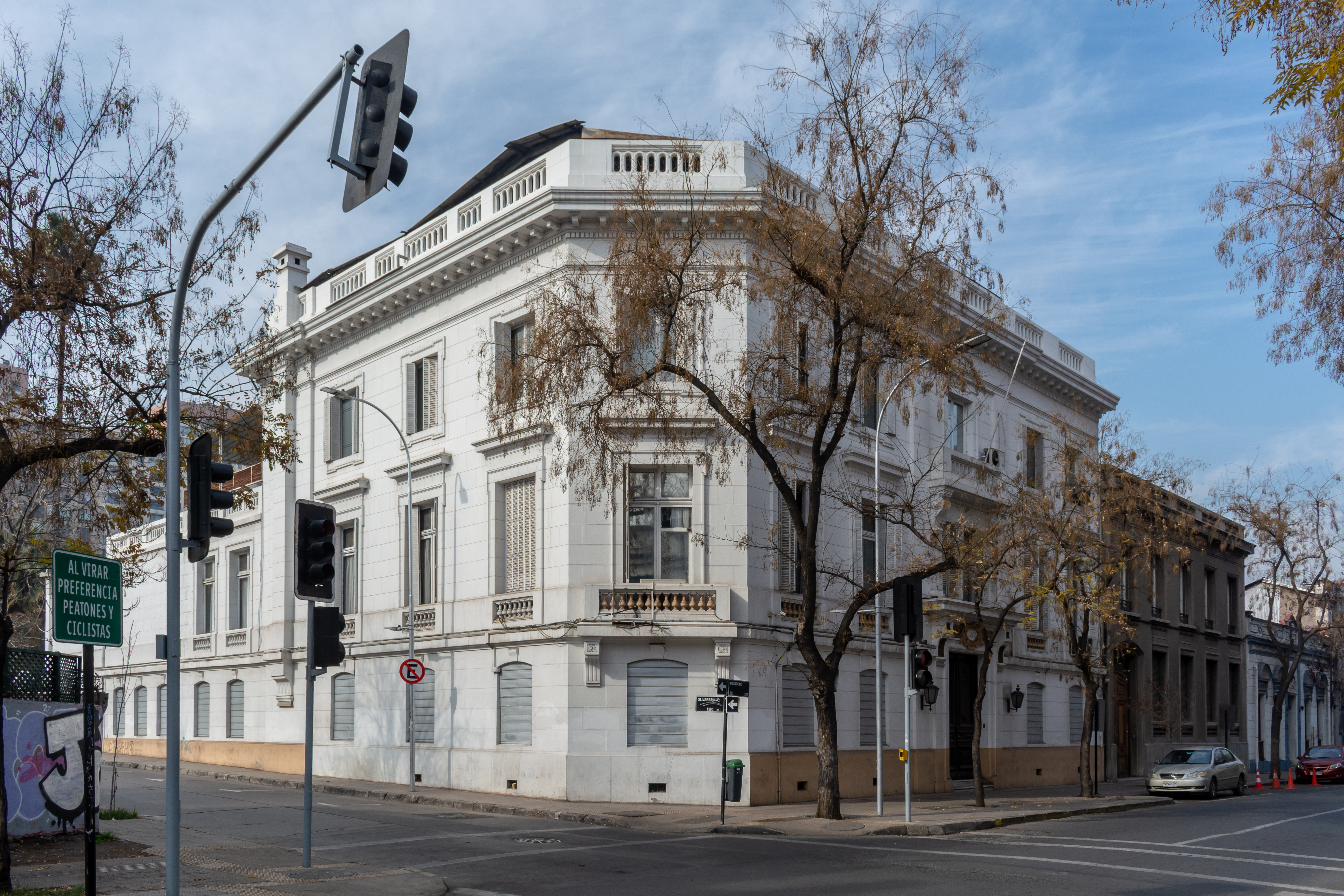
Casa Edwards Hurtado (Santiago, 1920)
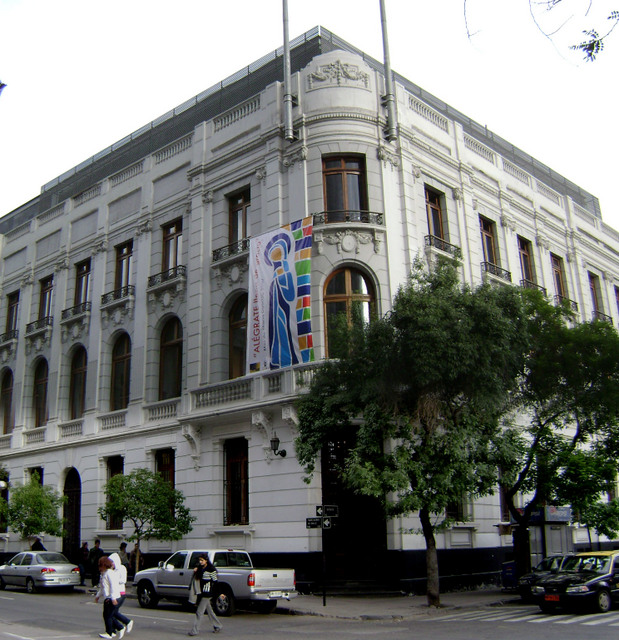
Palacio Eguiguren (Santiago, 1918)
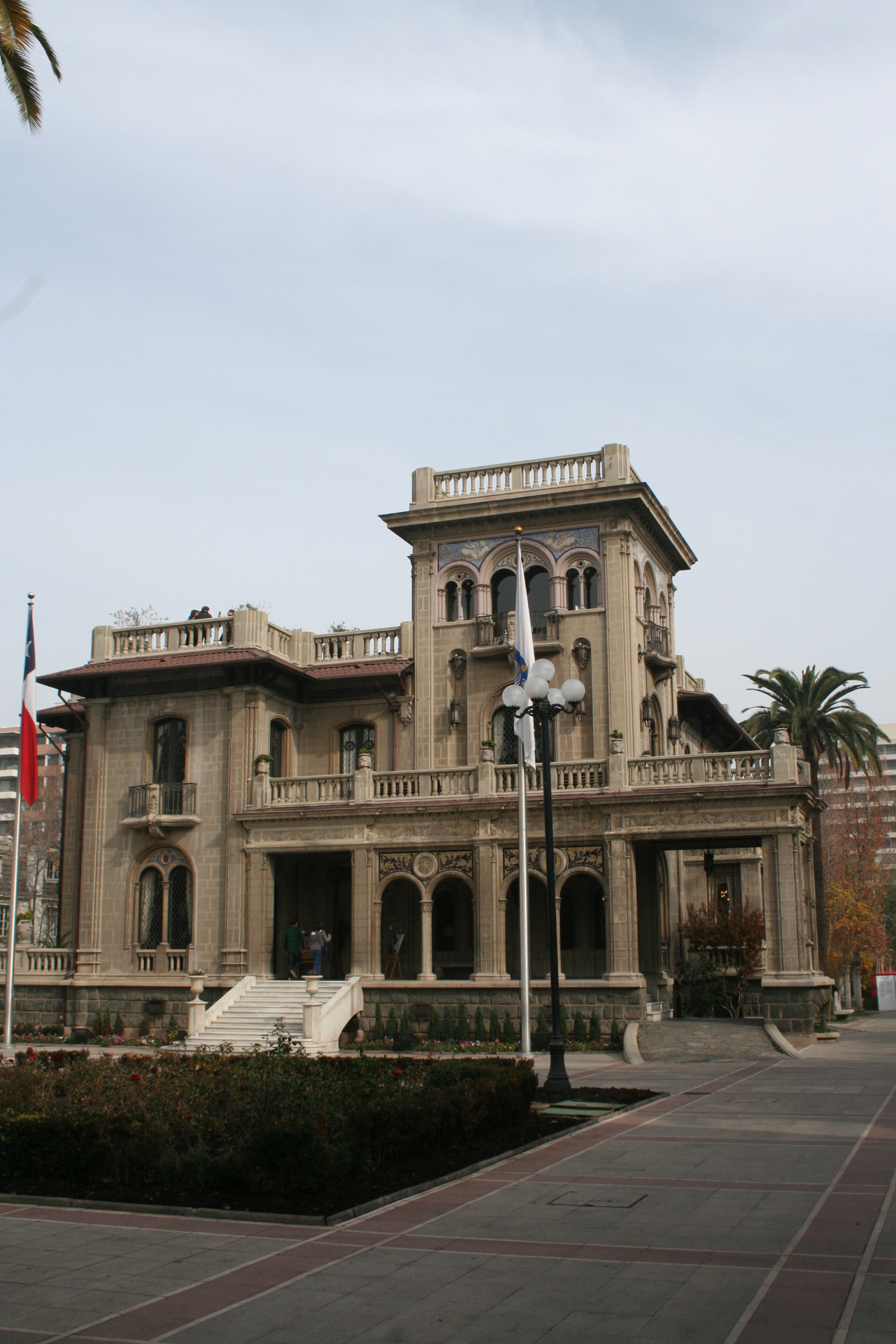
Palacio Falabella (Providencia, 1924)
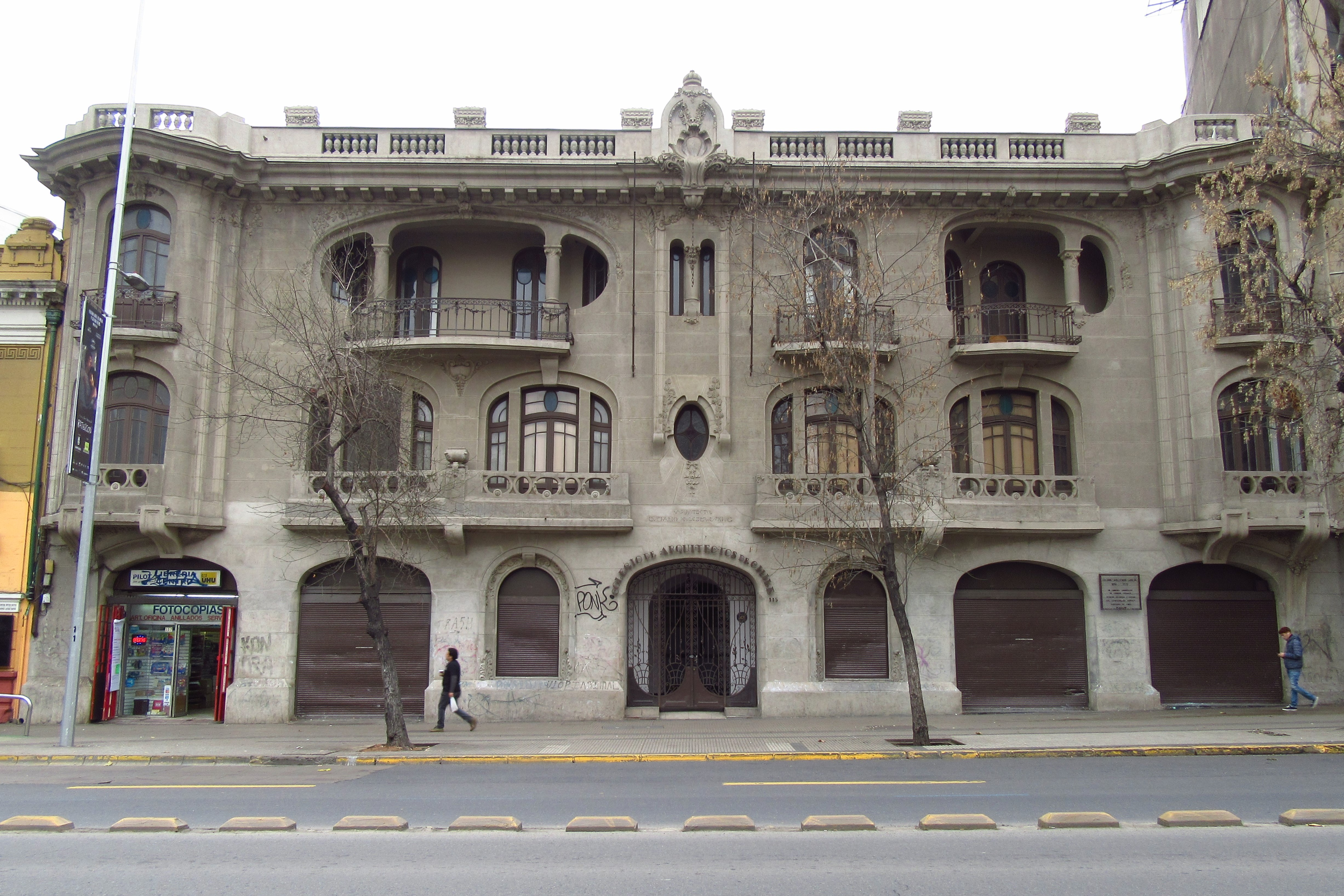
Casa Figueroa Velasco-Echaiz (Santiago, 1920)
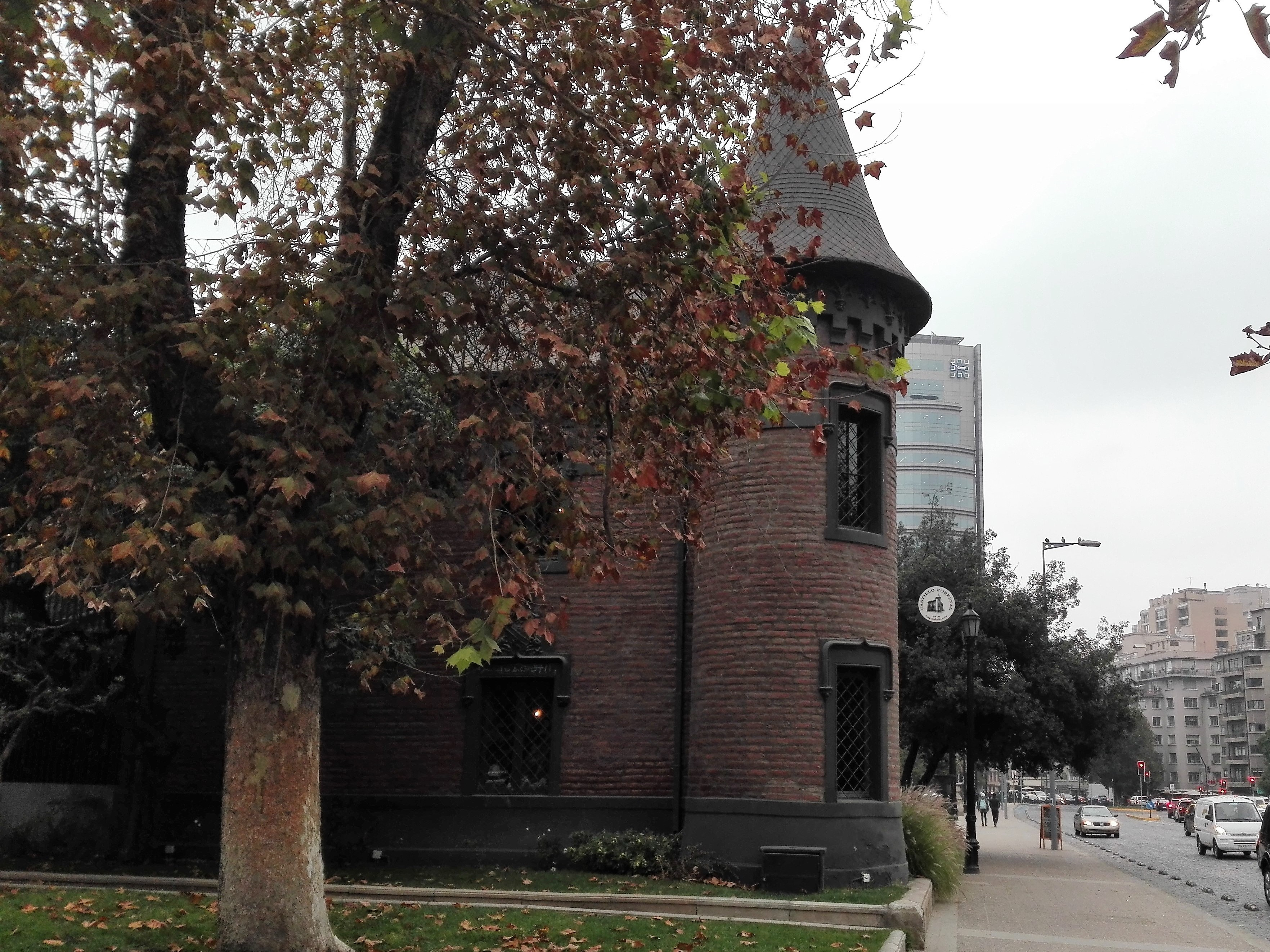
Castillo Forestal (Santiago, 1910)
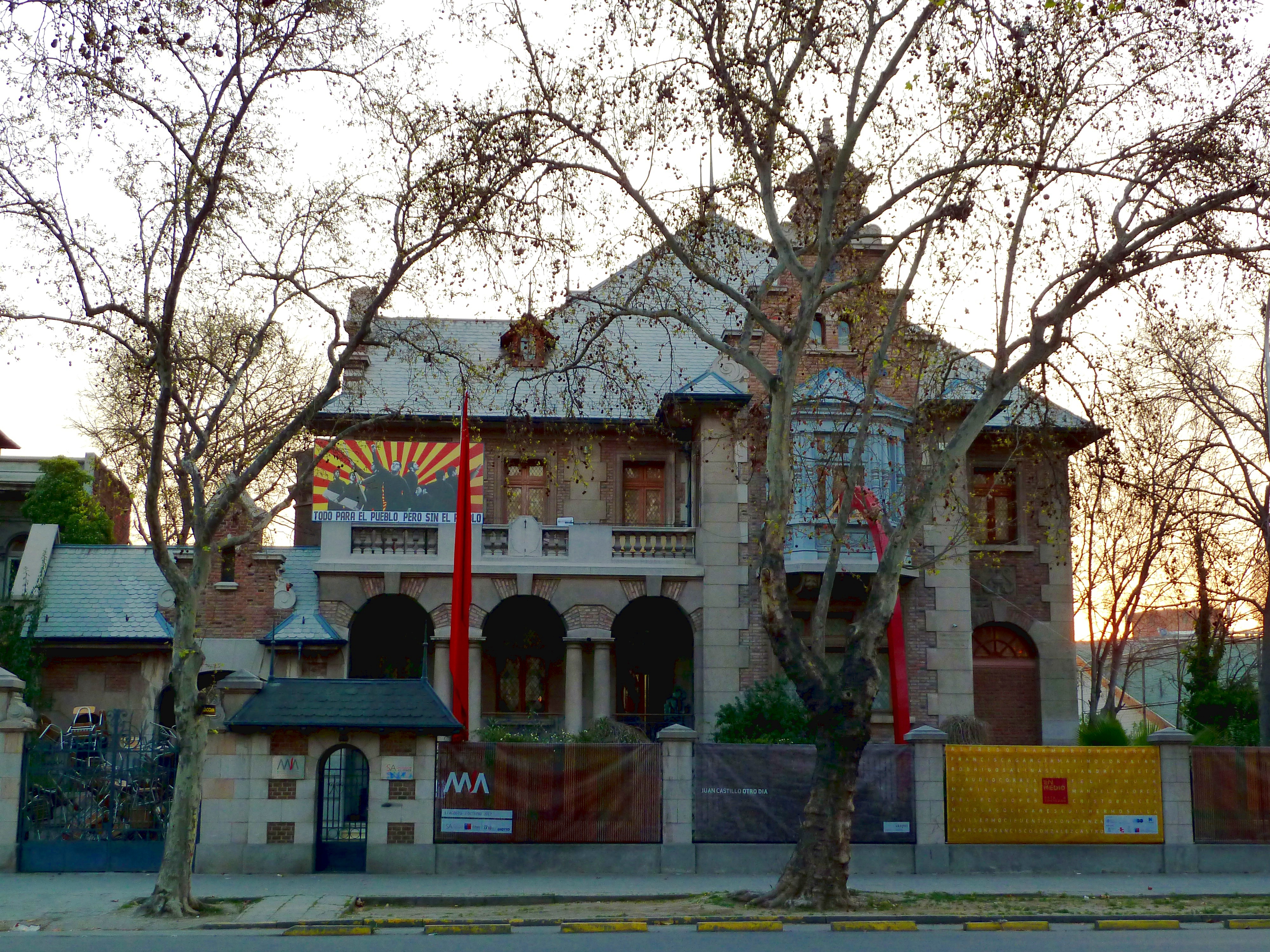
Palacio Heiremans (Santiago, 1925)
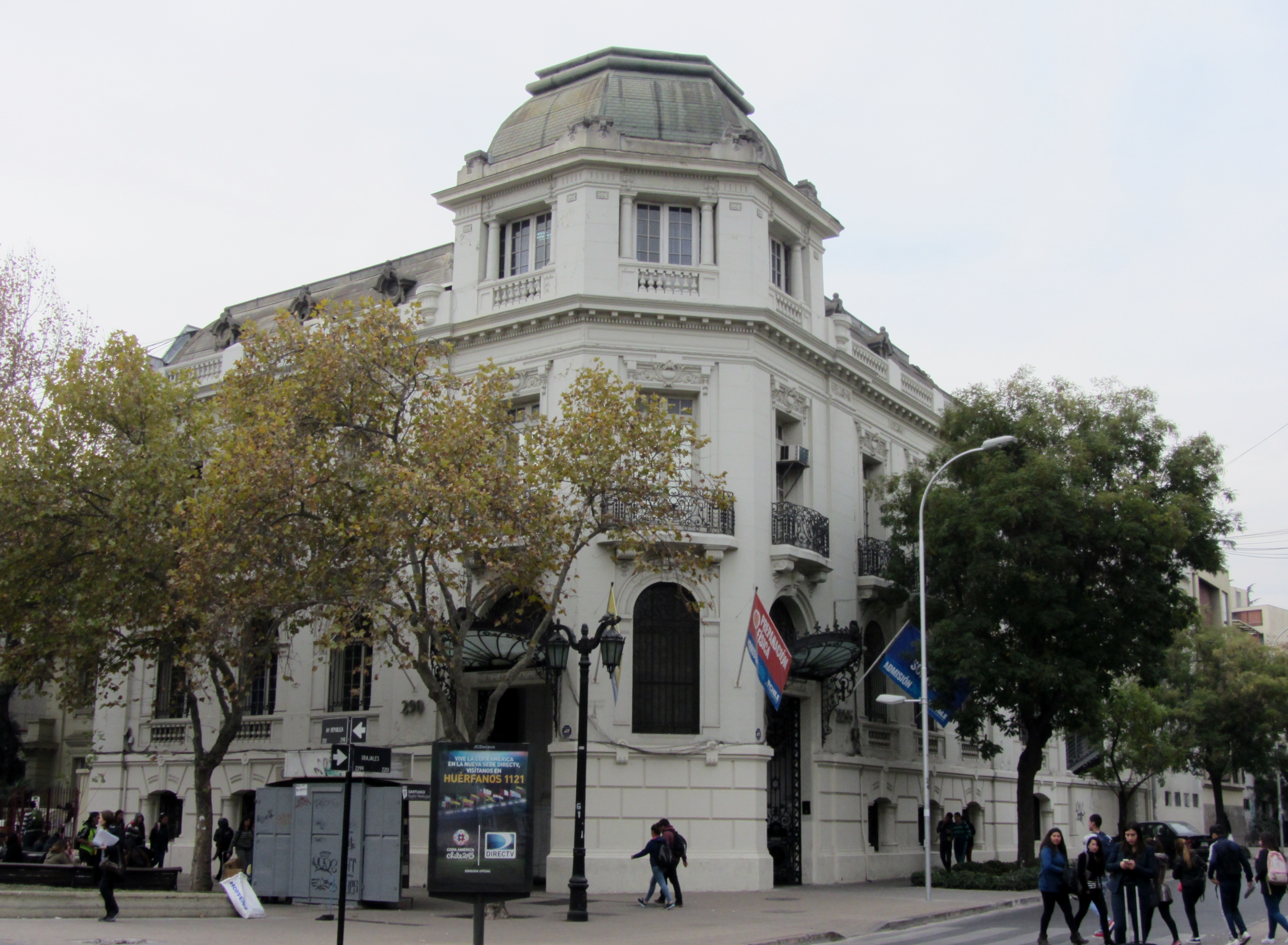
Palacio Herquíñigo Penna (Santiago, 1919)
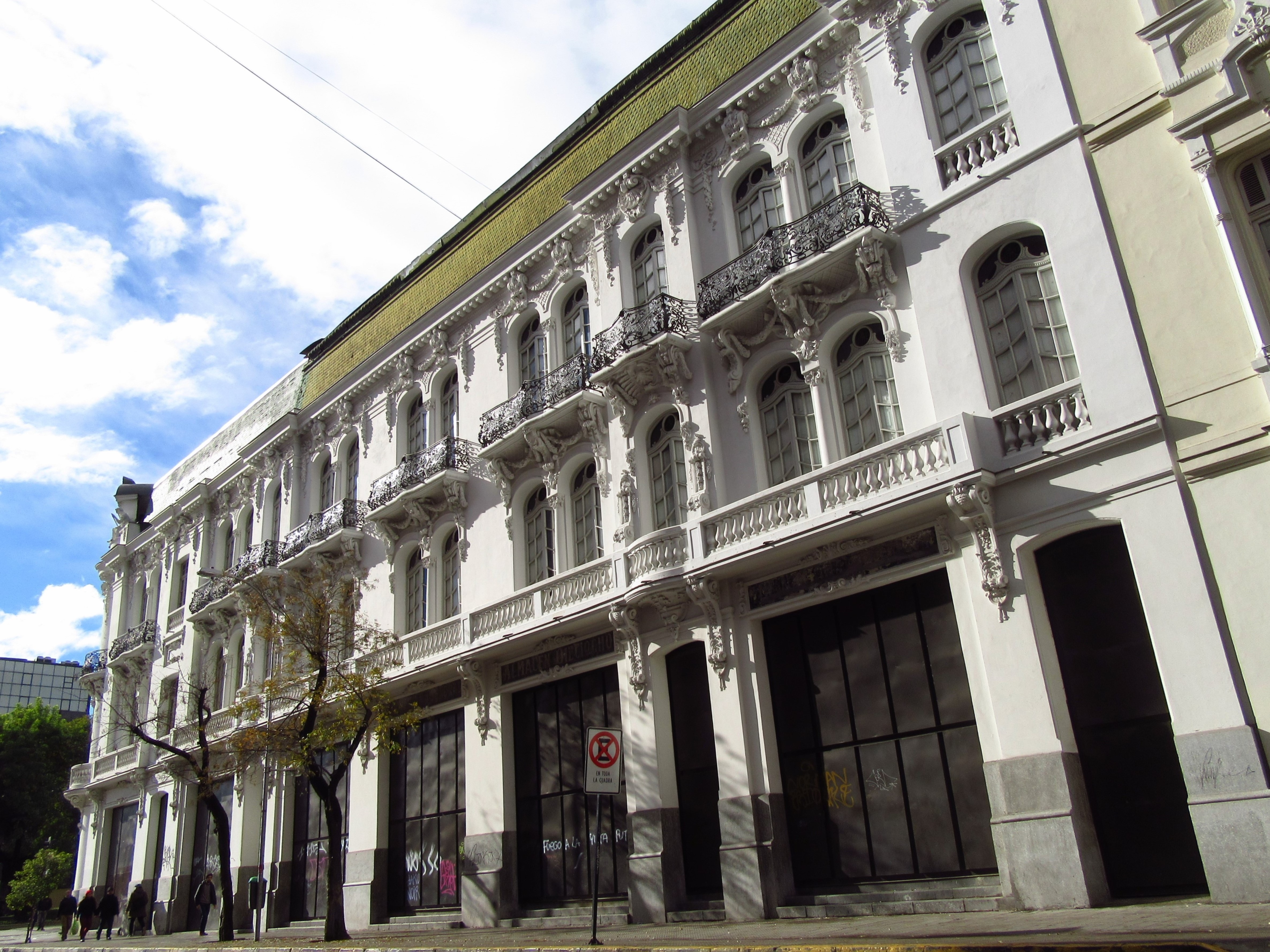
Palacio Íñiguez (Santiago, 1908)
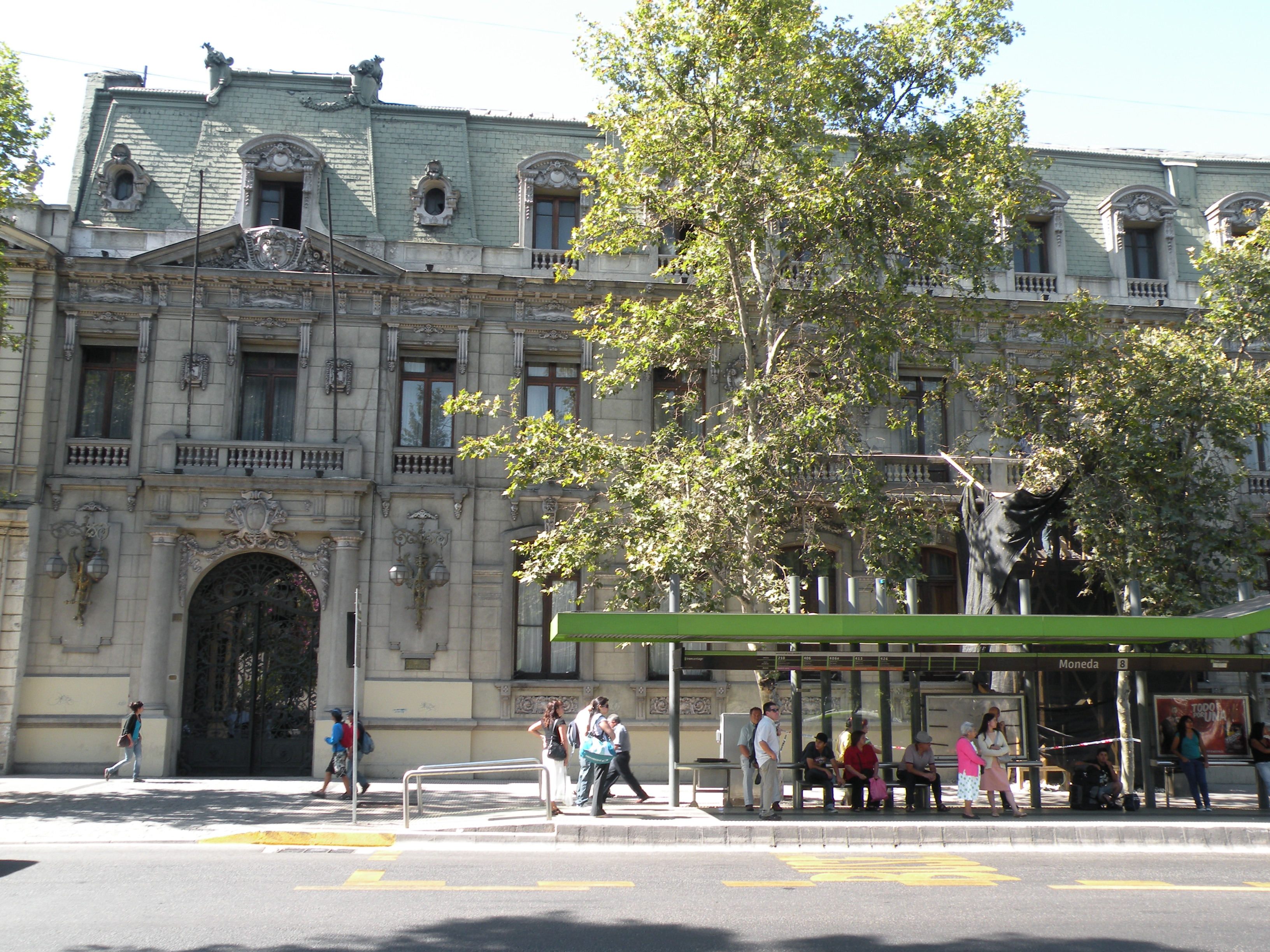
Palacio Irarrázabal (Santiago, 1908)
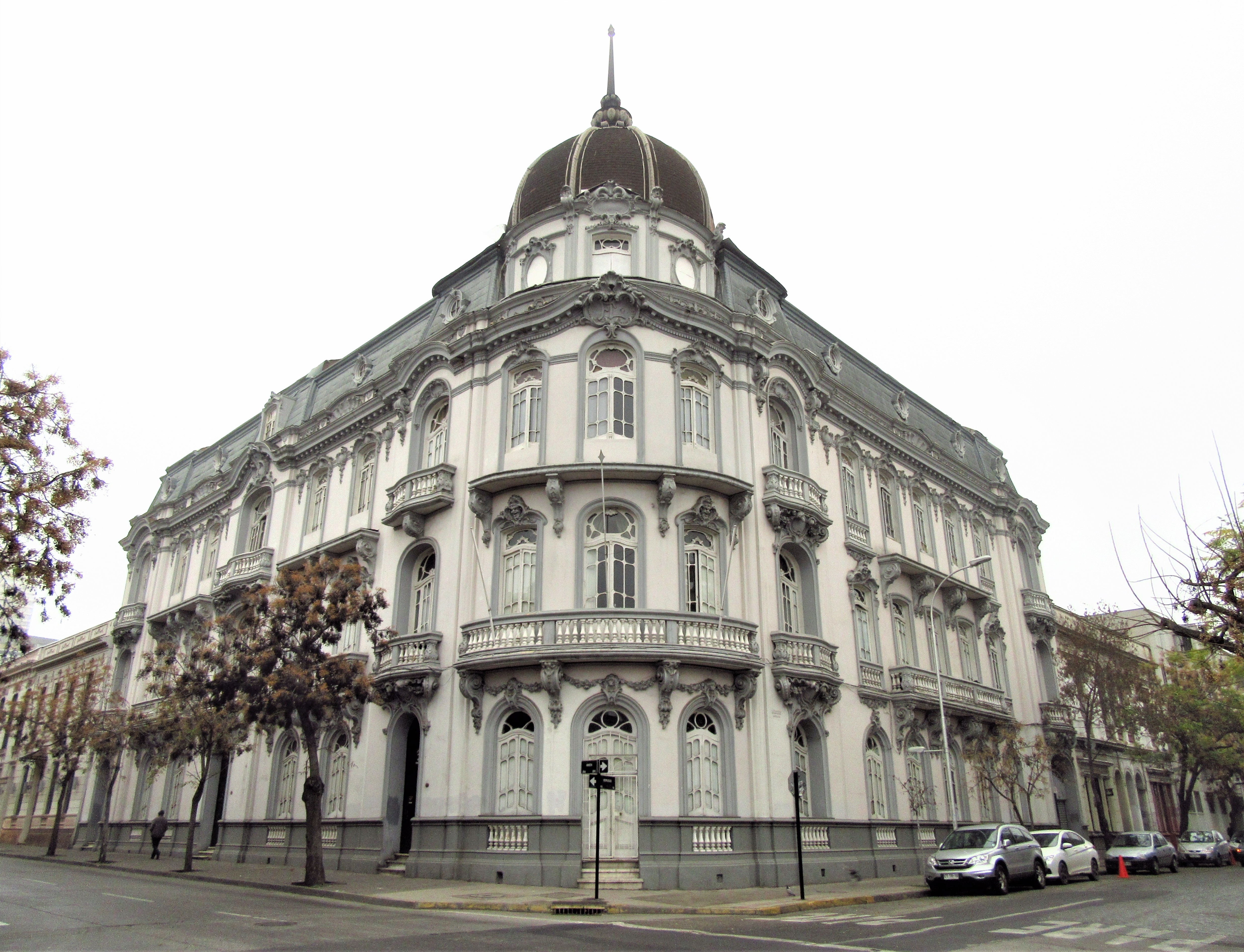
Palacio Larraín-Mercheño (Santiago, 1913)
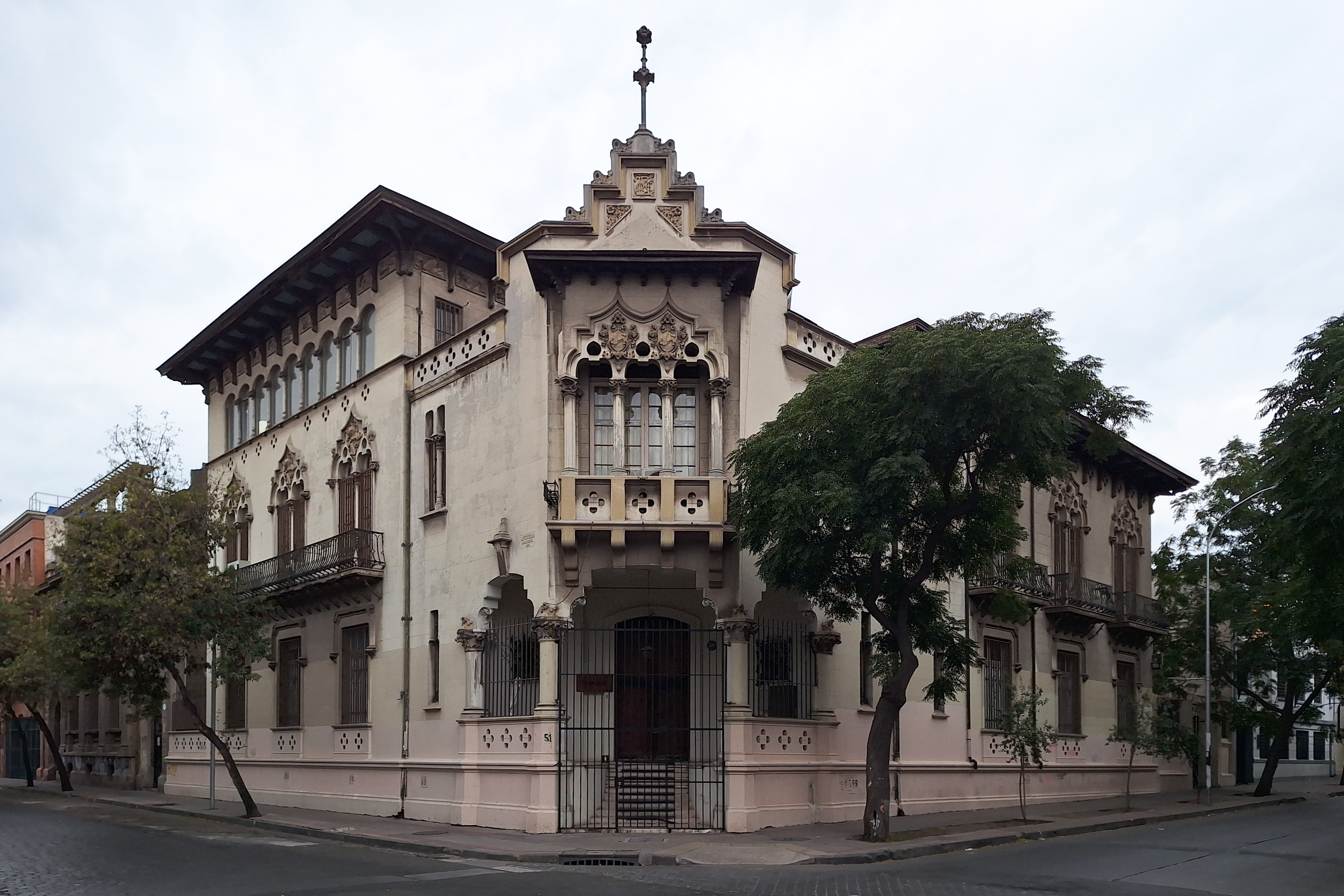
Palacio Letelier-Llona (Santiago, 1919)
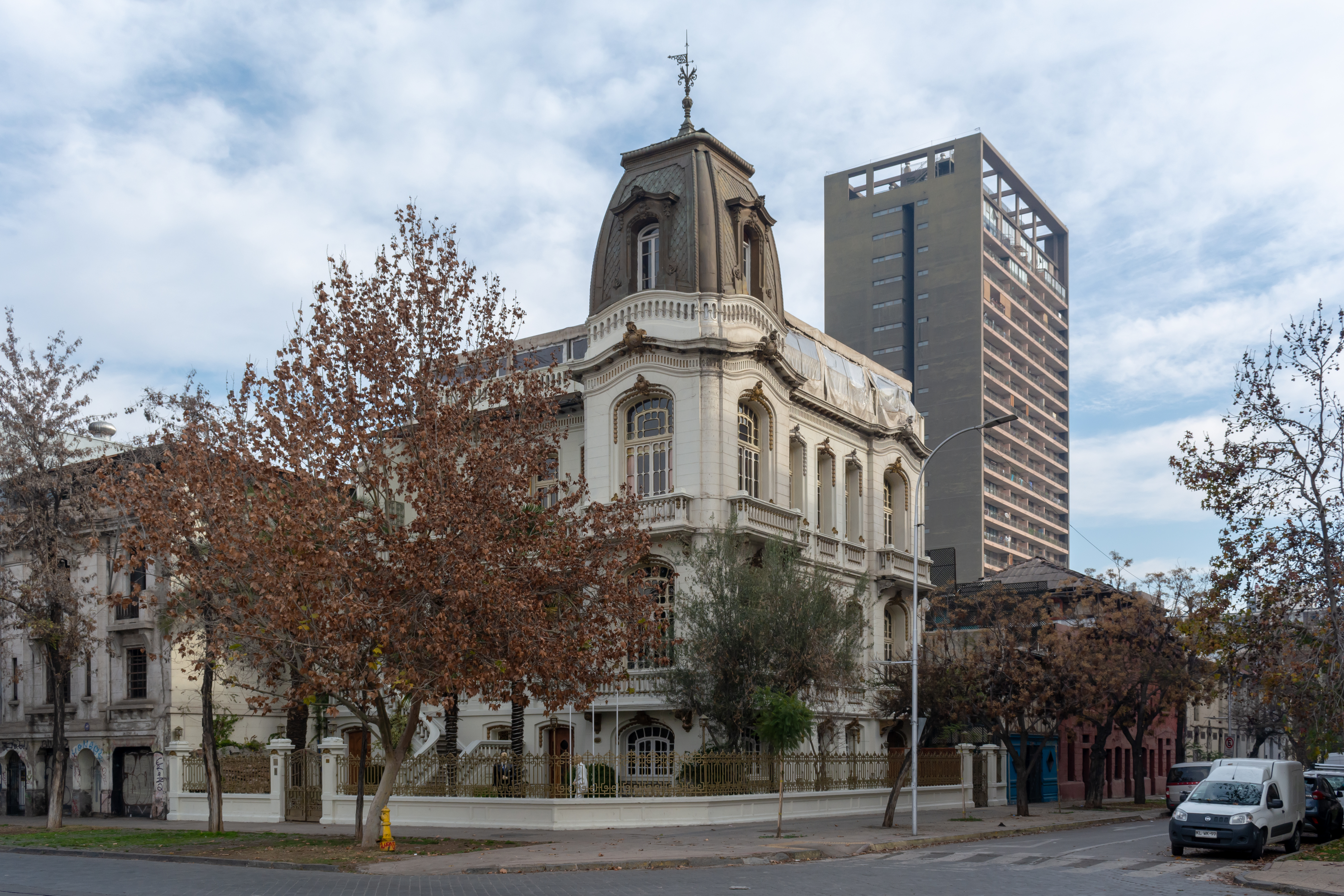
Palacio Moggia (Santiago, 1915-1916)
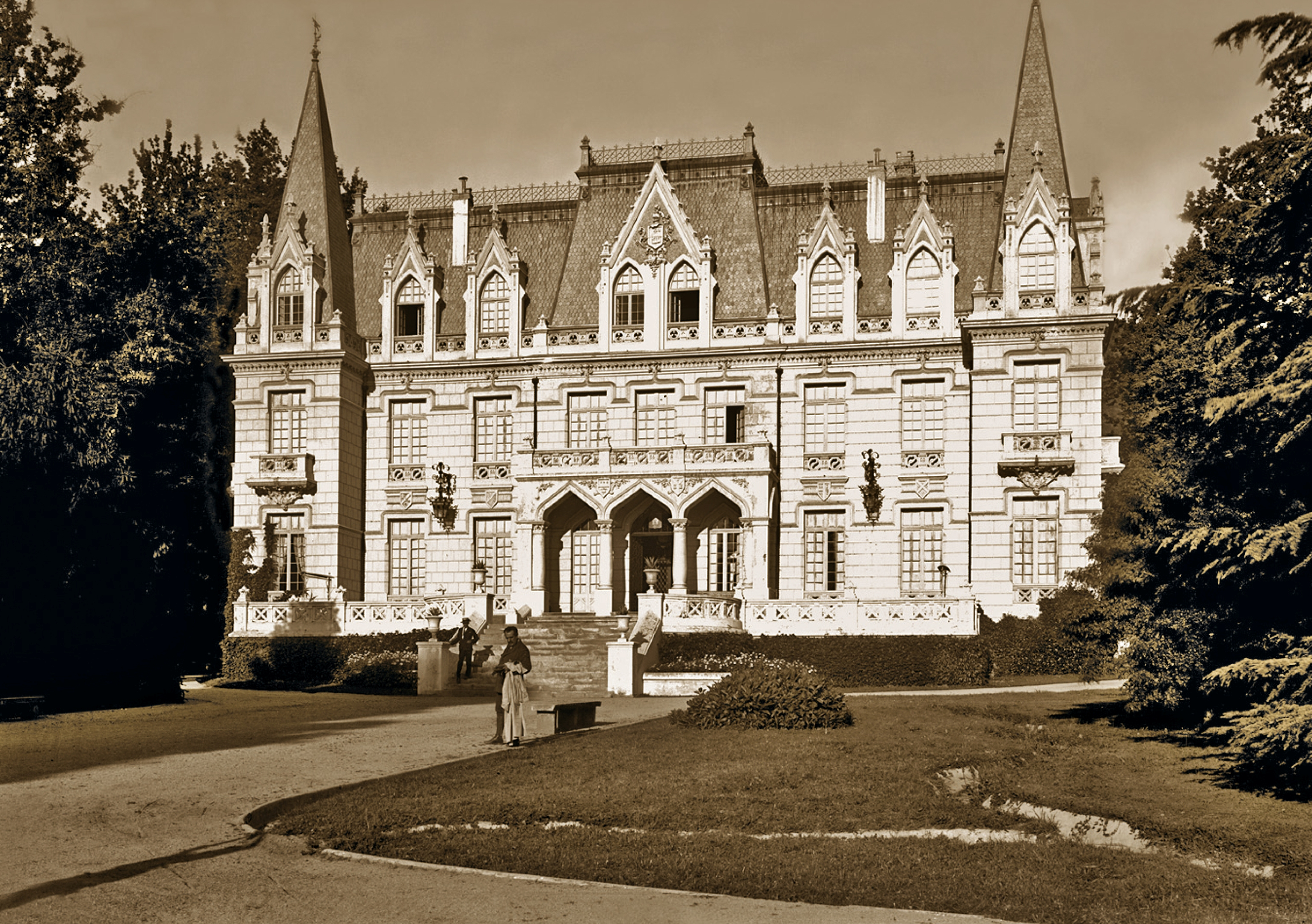
Palacio de las Majadas, Casa Subercaseaux (Pirque, 1907)
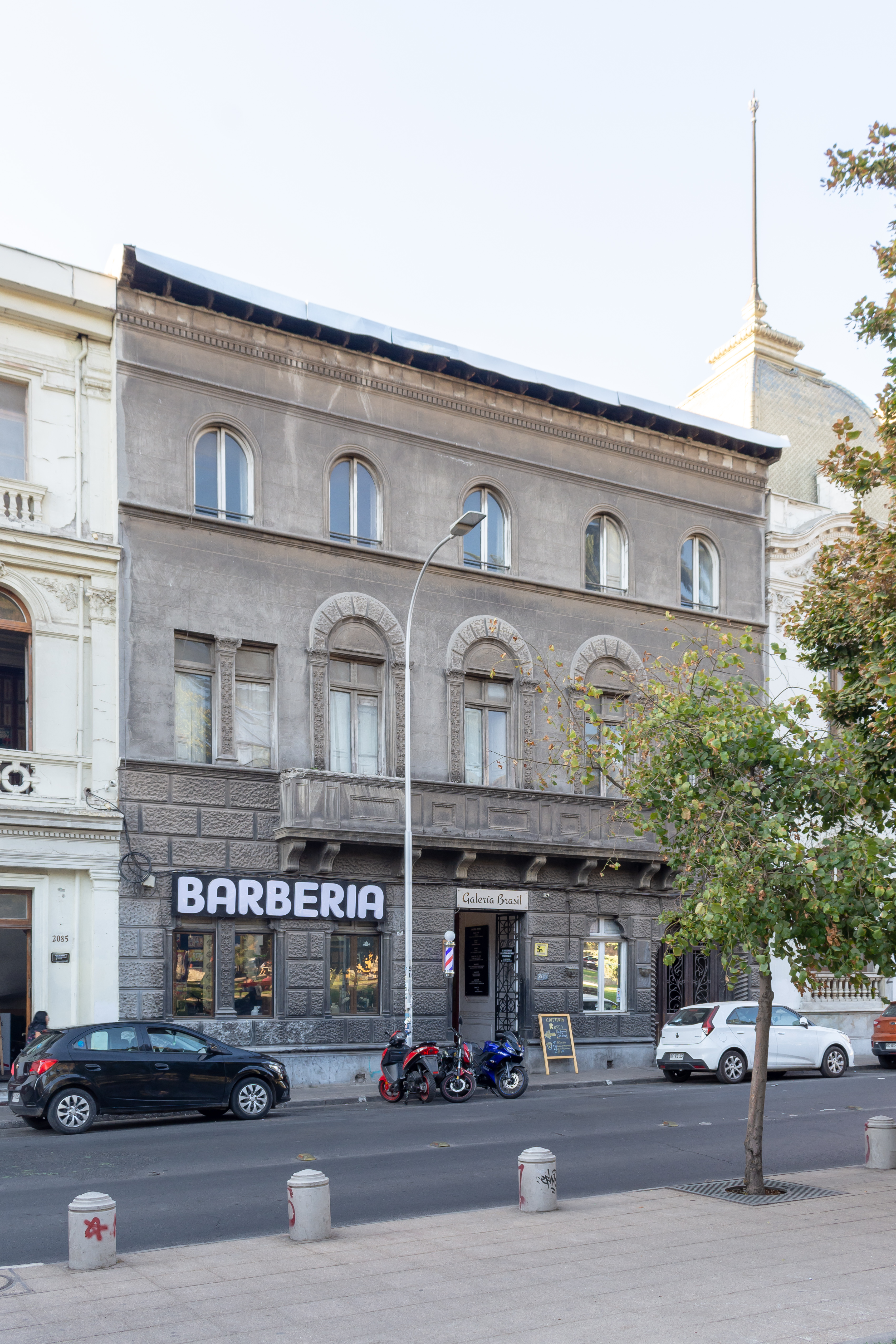
Palacio Manríquez (Santiago, 1900)
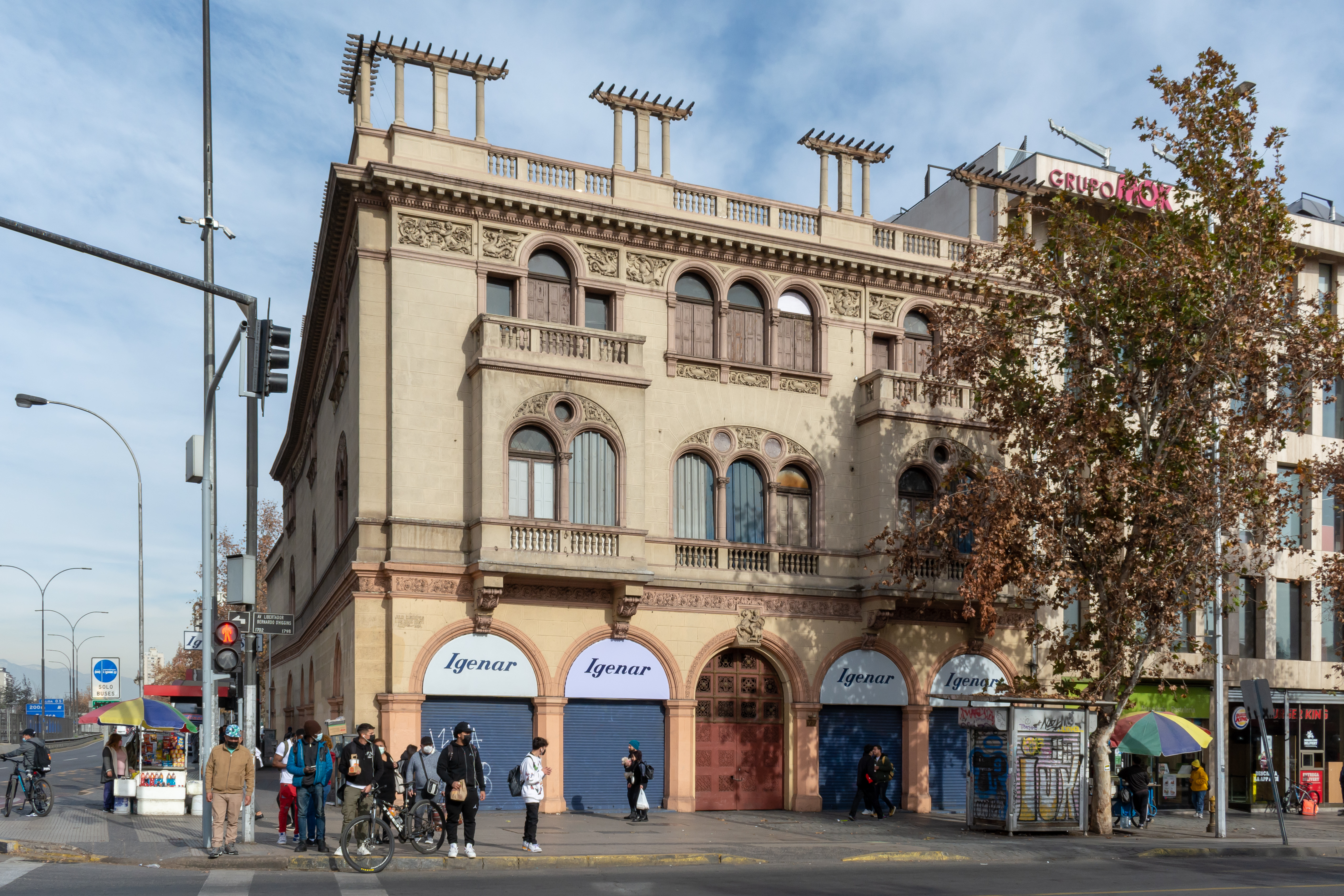
Palacio Núñez Casanovas (Santiago, 1924)
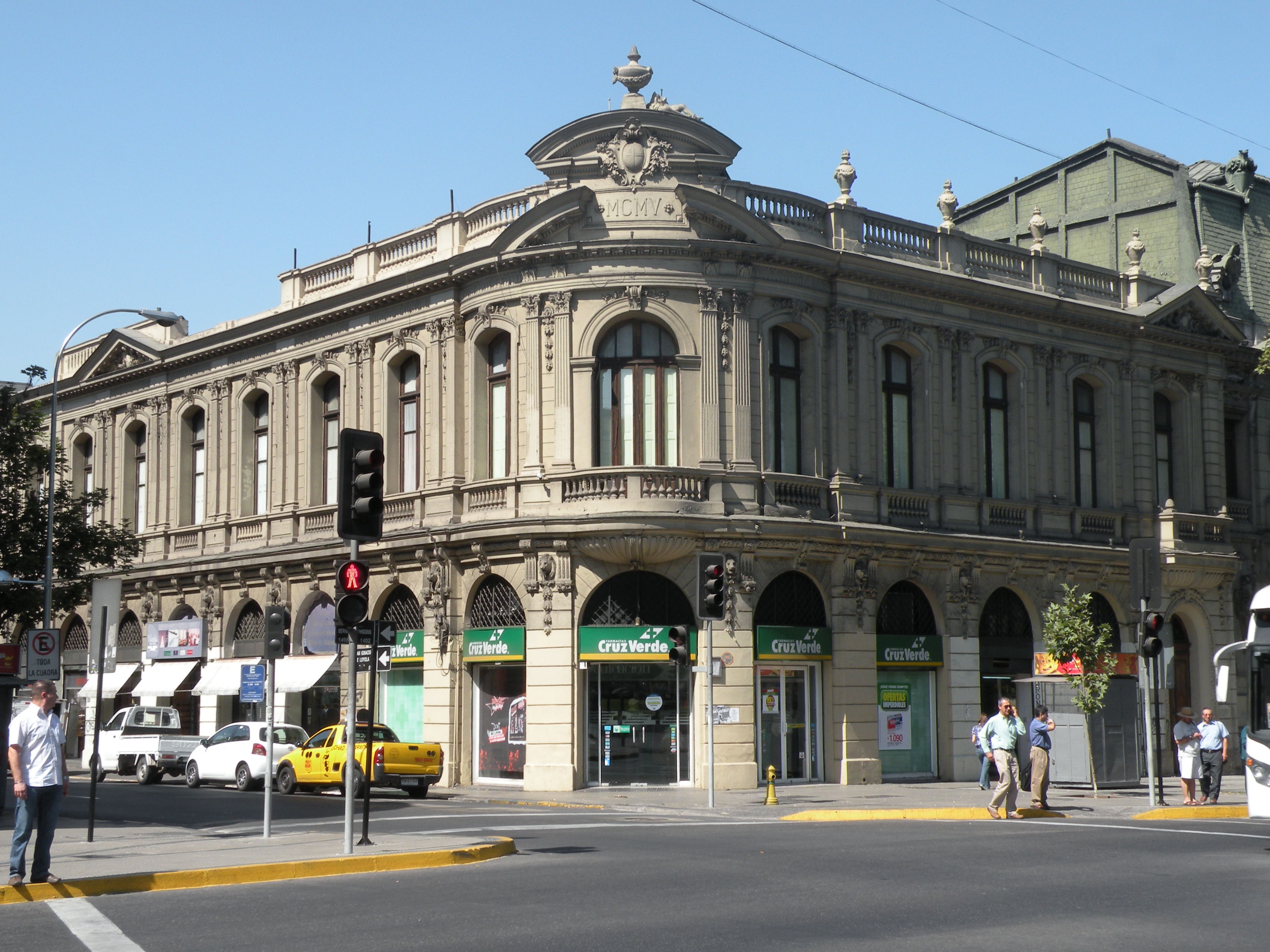
Palacio Ochagavía (Santiago, 1906)
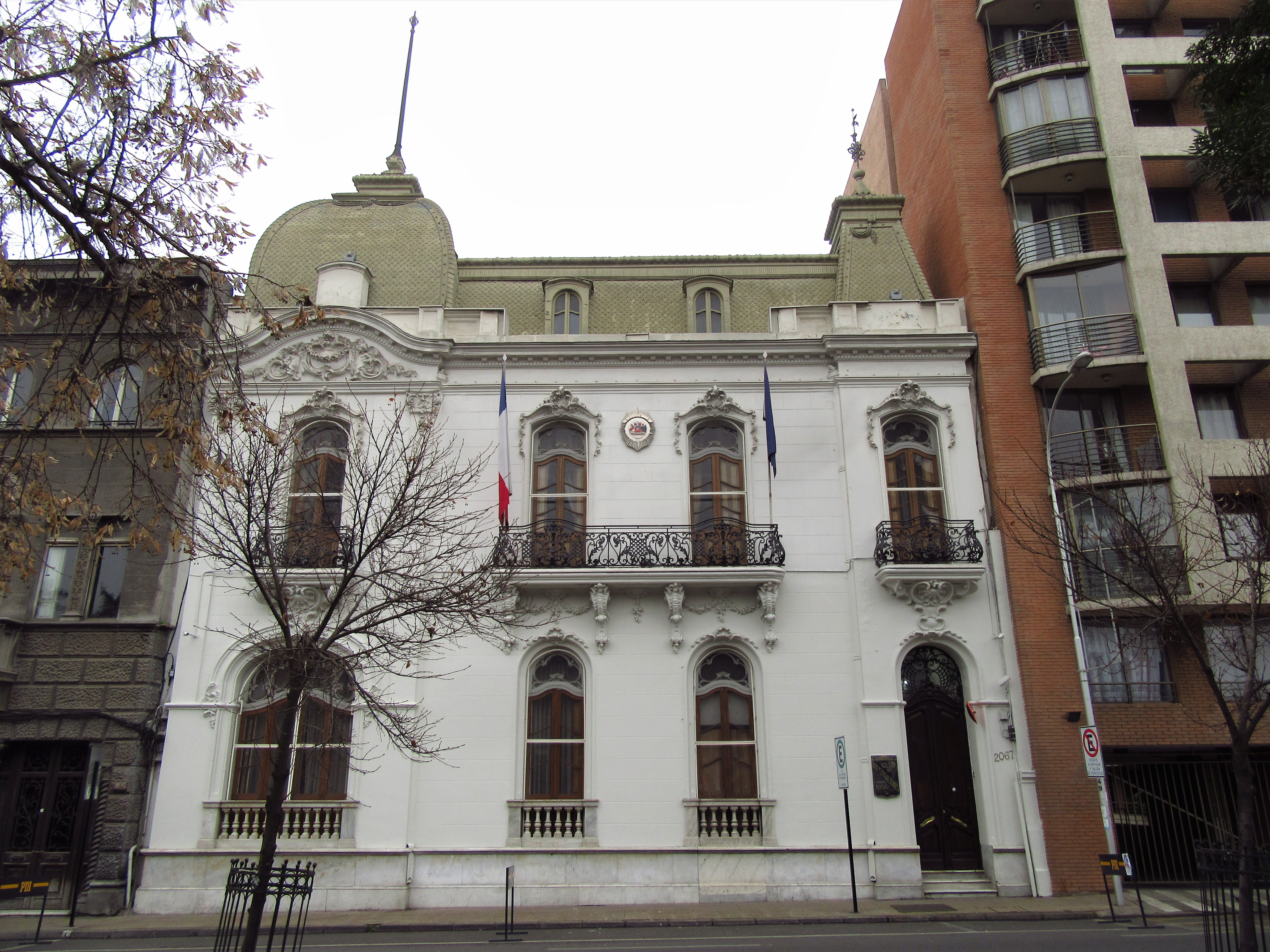
Palacio Opazo (Santiago, 1900)
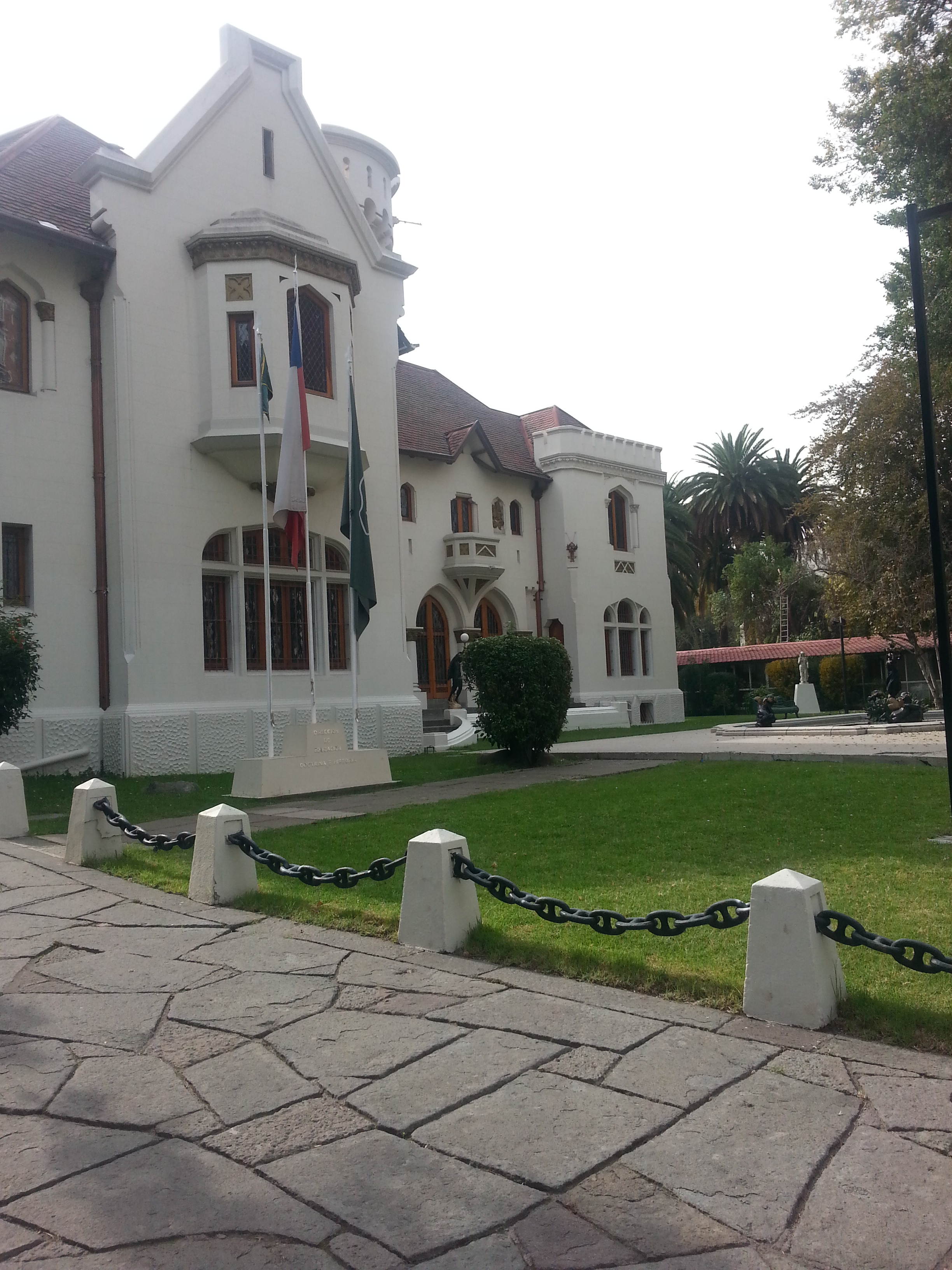
Palacio Ortúzar (Ñuñoa, 1929)
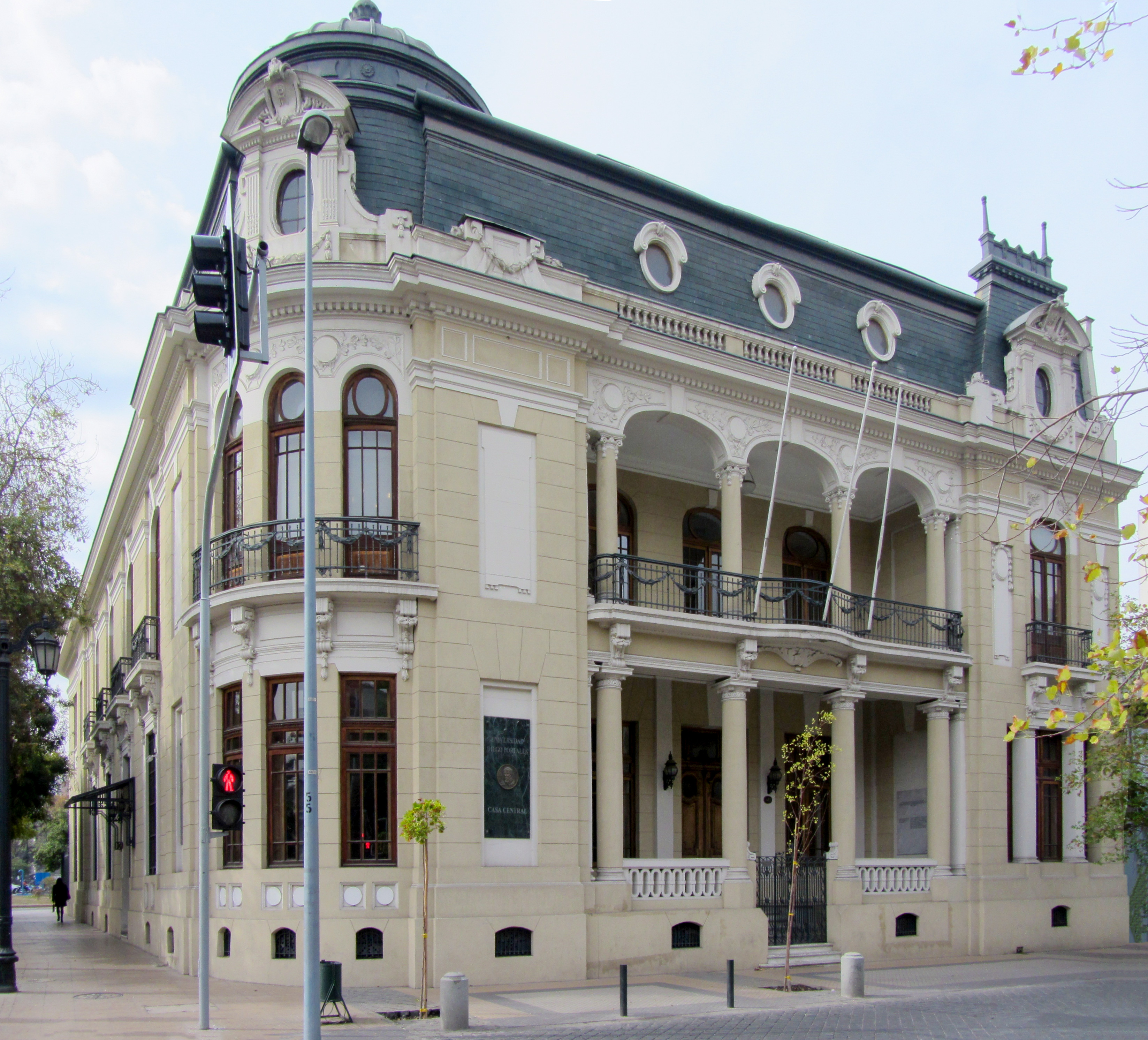
Palacio Piwonka (Santiago, 1918)
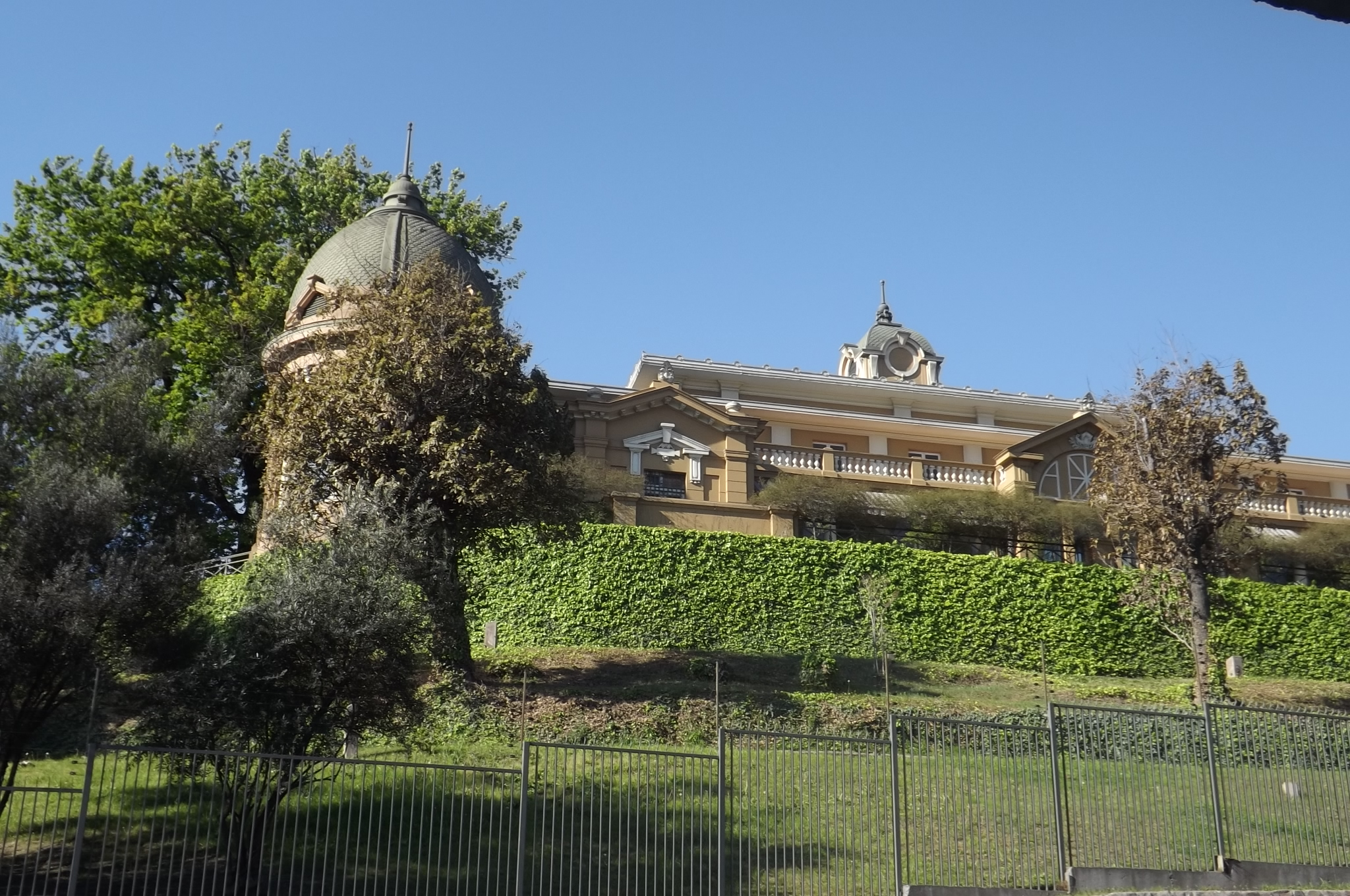
Palacio Riesco (Huechuraba, 1917)
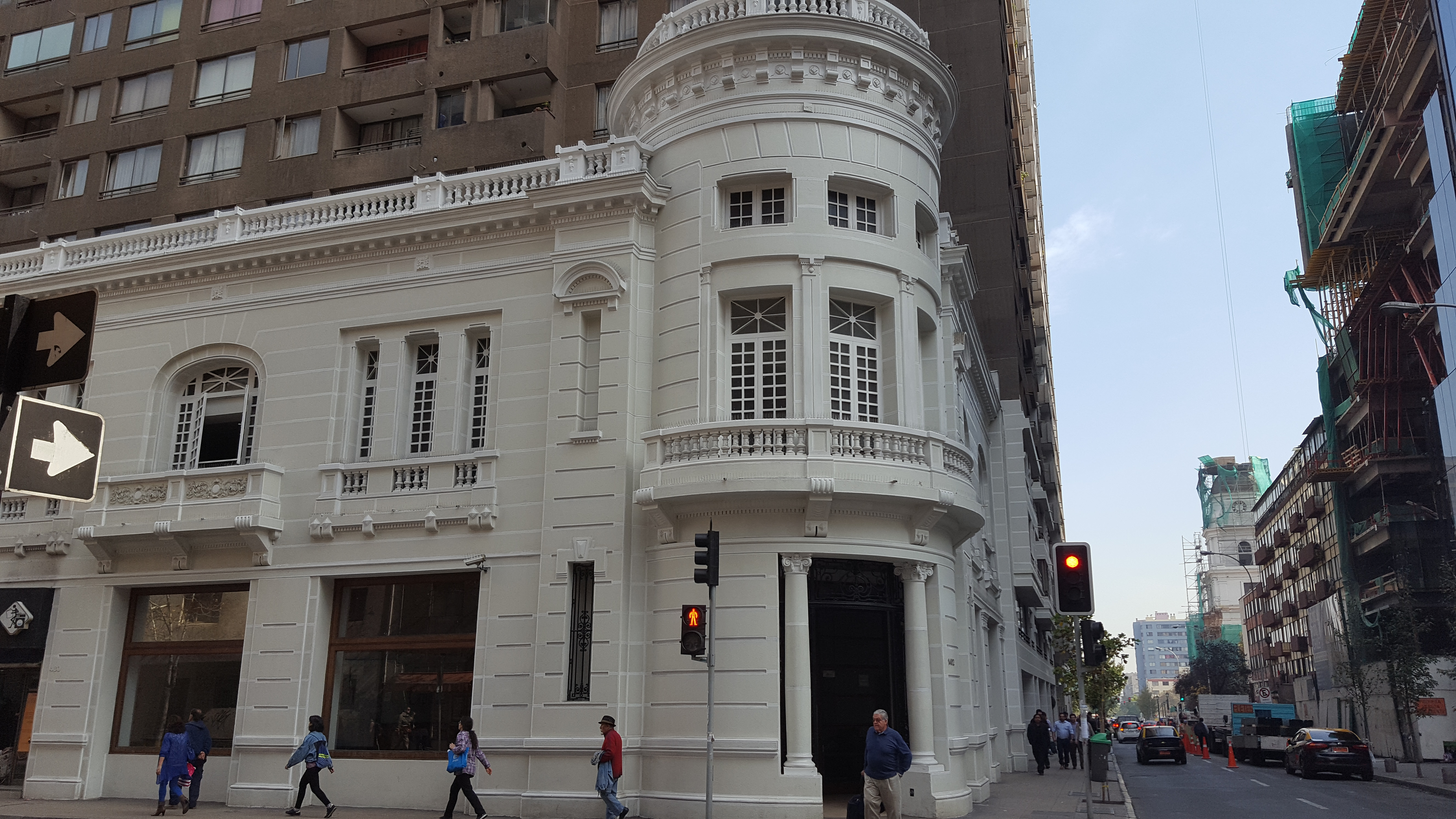
Palacio Ruiz-Tagle (Santiago, 1924)
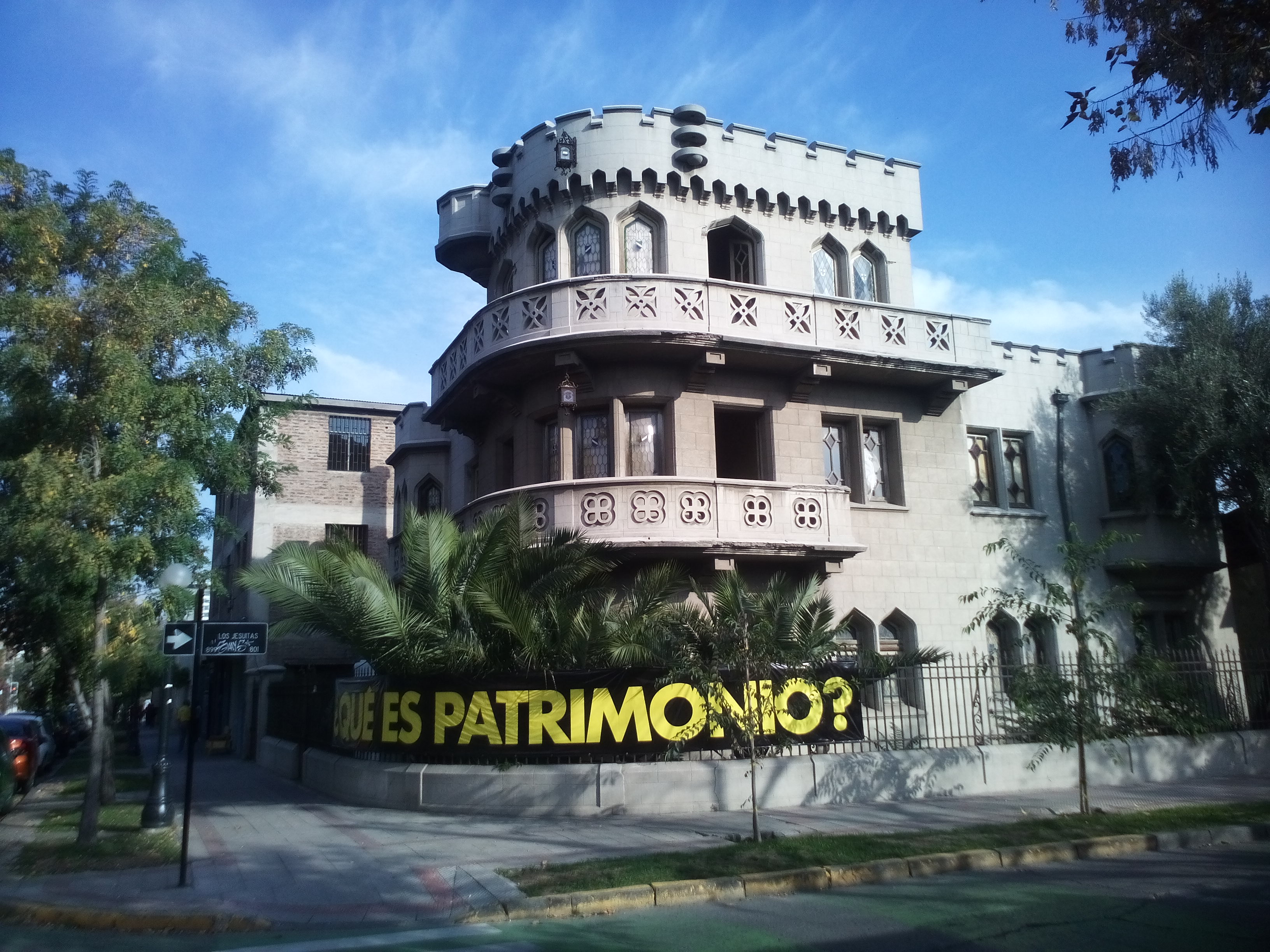
Palacio Sermini (Providencia, 1927)
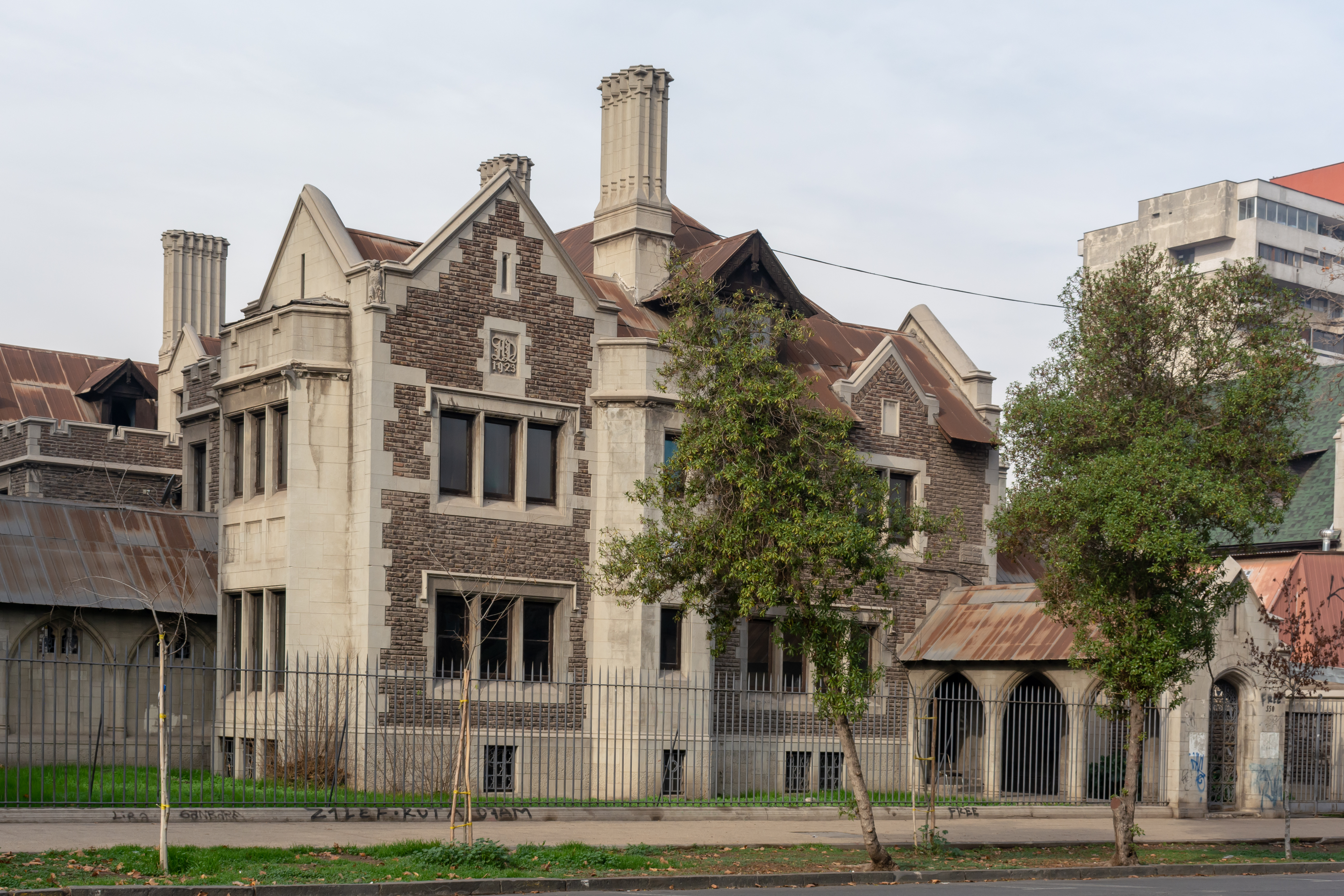
Casa Smith Miller (Santiago, 1923)
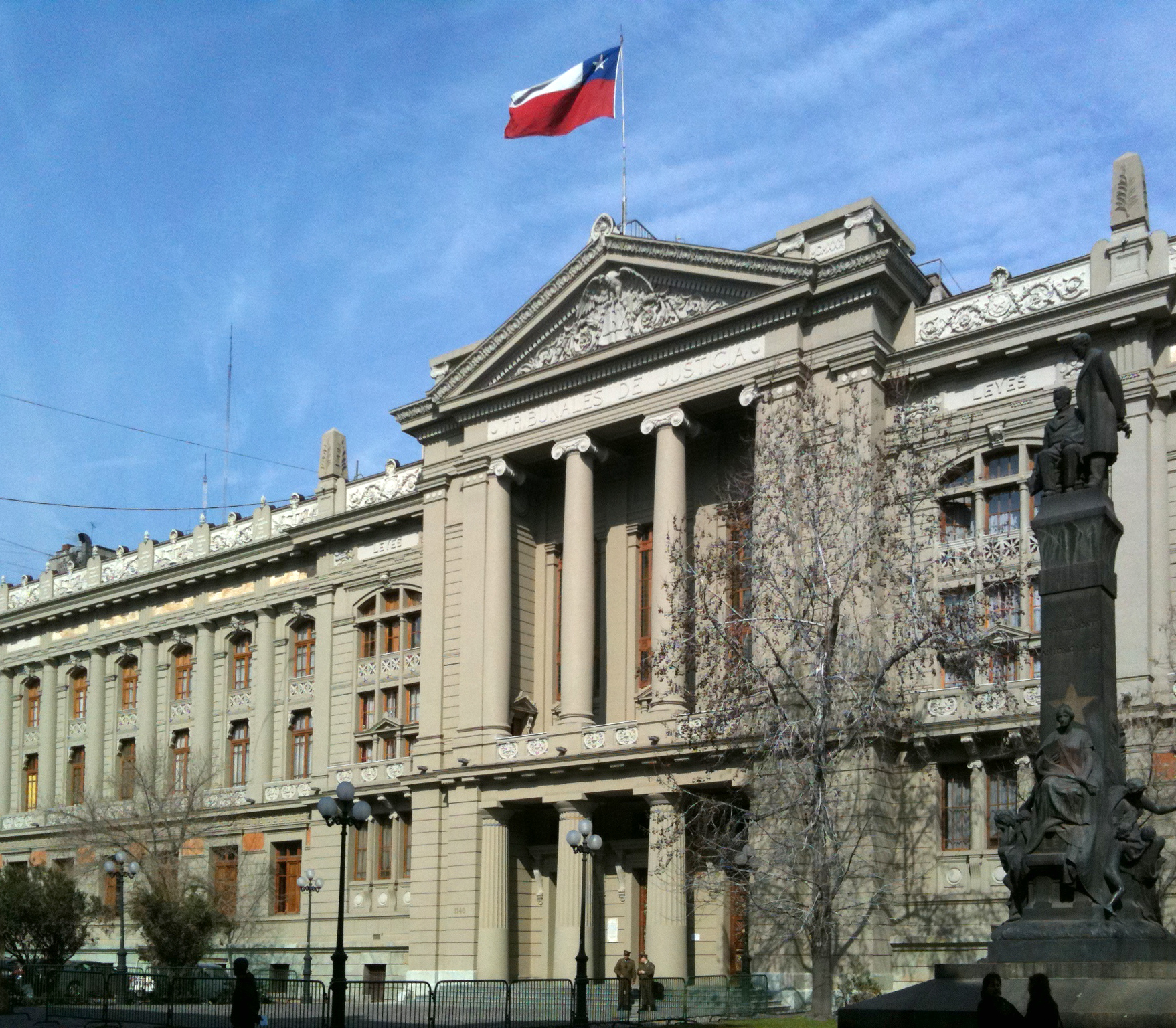
Palacio de los Tribunales de Justicia de Santiago (Santiago, 1905-1930)
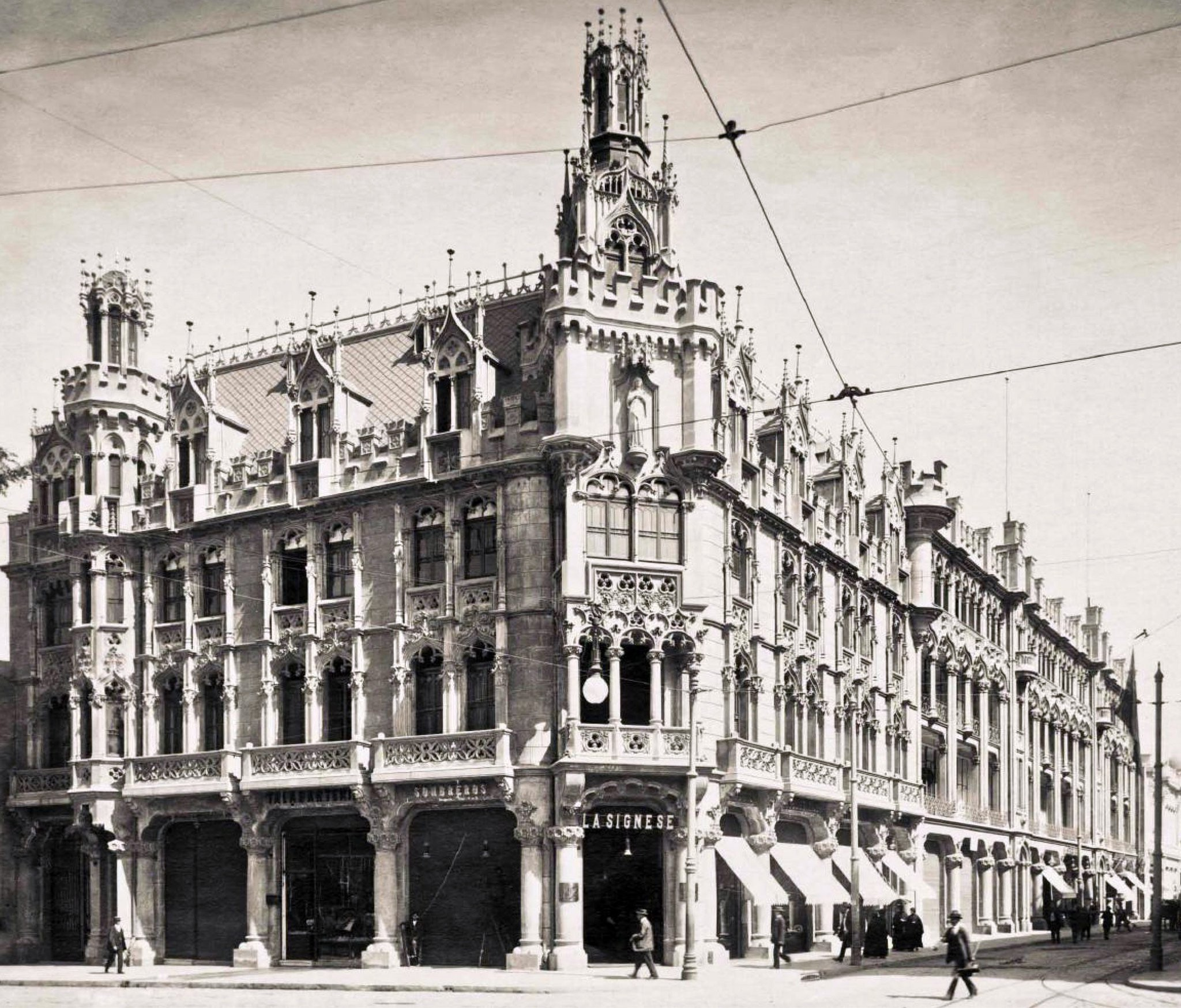
Palacio Undurraga (Santiago, 1915)
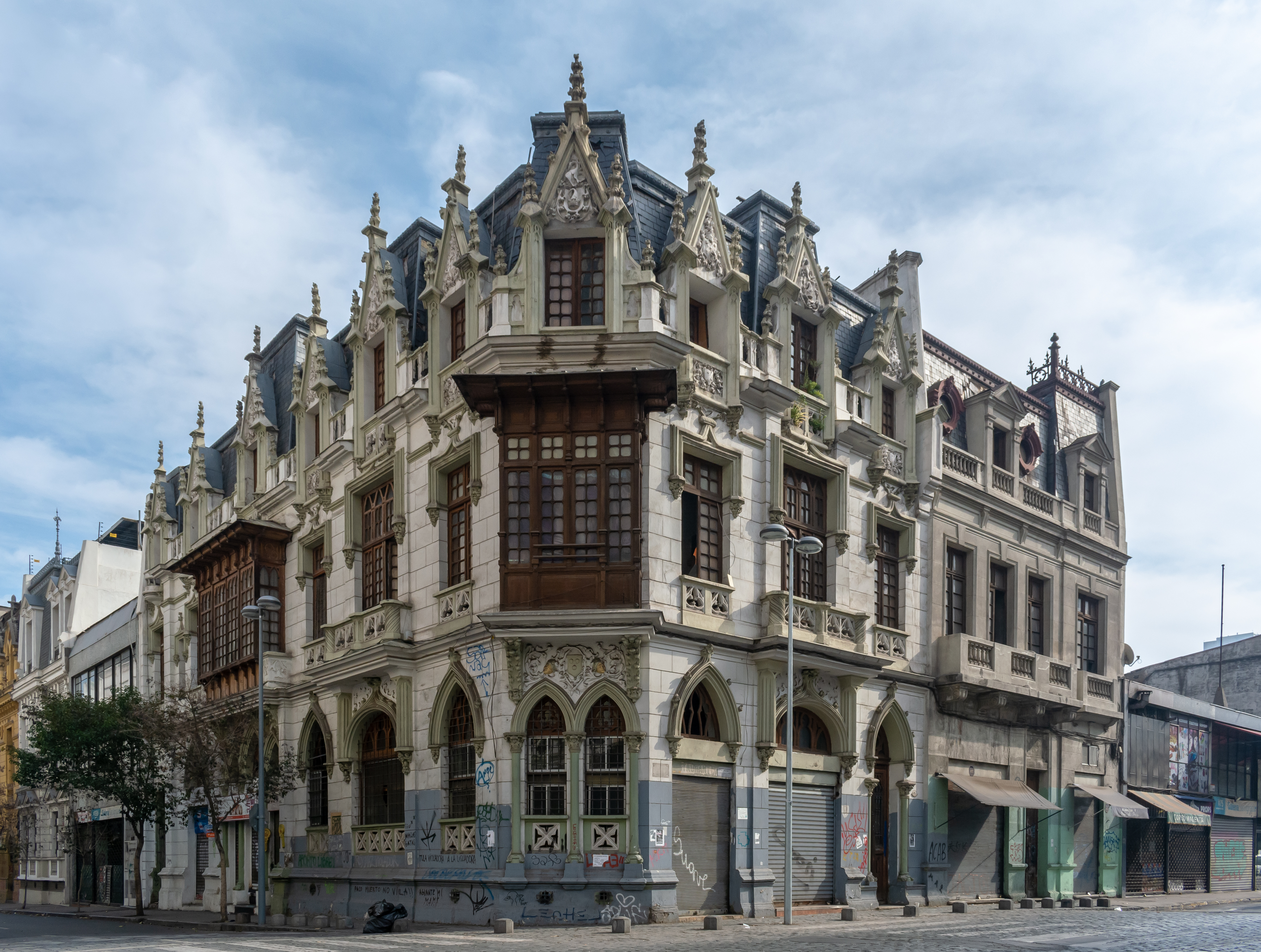
Casa Valdés Bustamante (Santiago, 1906)
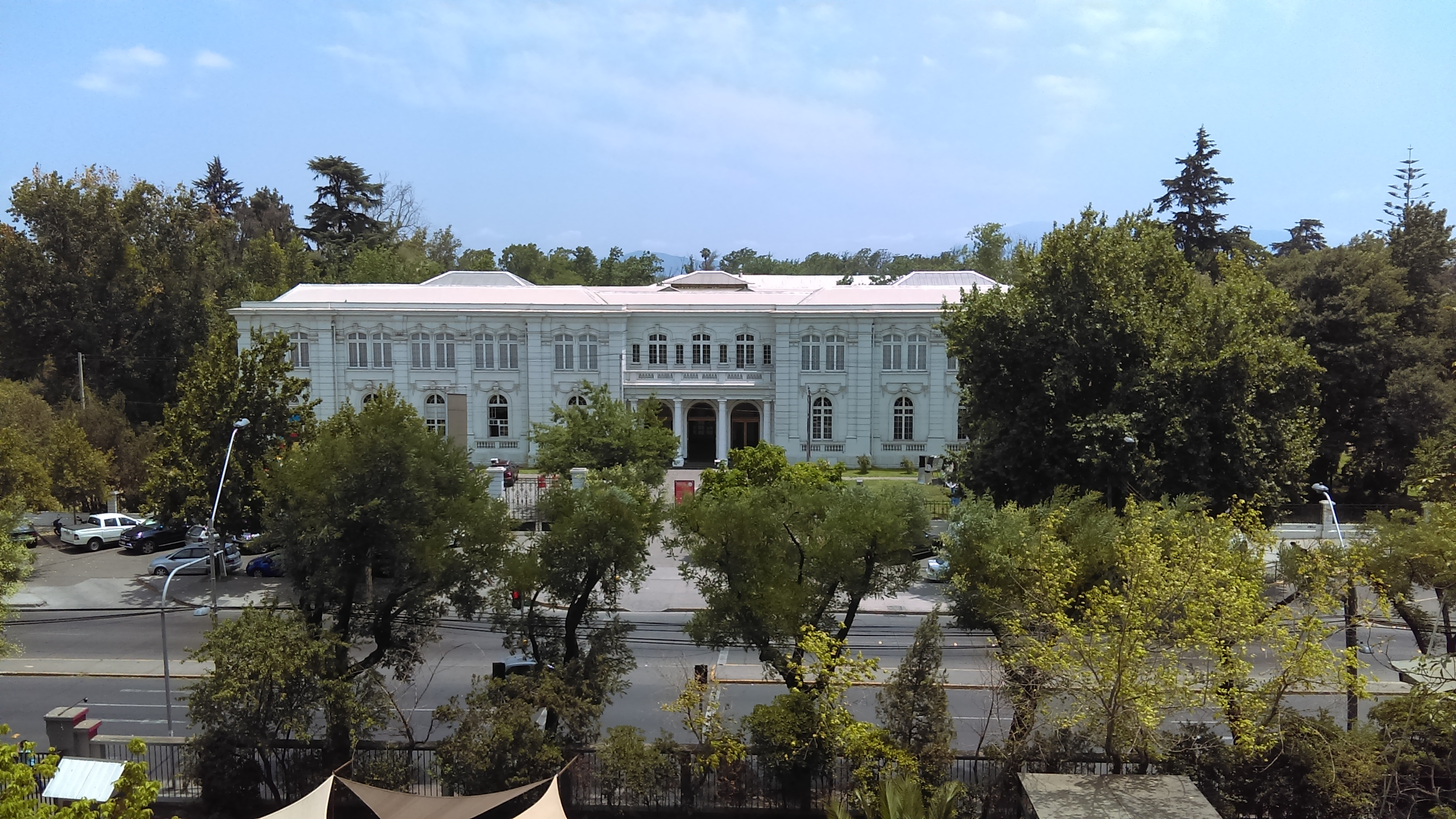
Palacio Versailles de la Sociedad Nacional de Agricultura (Santiago, 1918)
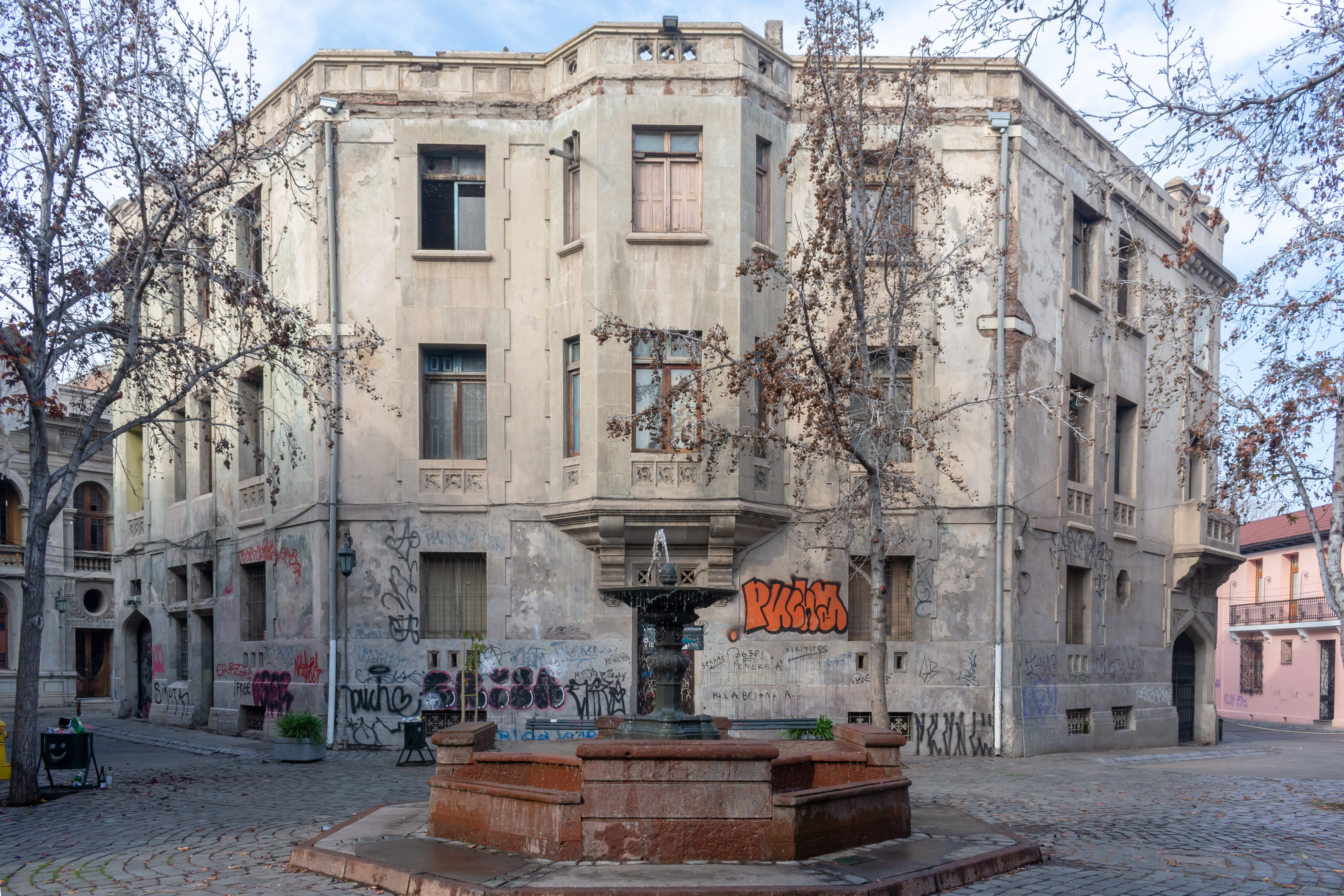
Palacio Walker (Santiago, 1929)

### Temas relacionados
- Palacios de Chile por región
- Palacios de Chile
- Casas consistoriales de Chile
- Edificios institucionales de Chile
- Inmueble de conservación histórica

### Arquitectos
- Victor Auclair
- Alberto Cruz Montt
- Juan Eduardo Fehrman
- José Forteza
- Juan José de Goycolea
- Henri Grossin
- Lucien Hénault
- Emile Jéquier
- Eugenio Joannon
- Luciano Kulczewski
- Ricardo Larraín Bravo
- Josué Smith Solar
- Joaquín Toesca

### Hitos
- Barrio Dieciocho
- Barrio República
- Barrio Concha y Toro
- Barrio Brasil
- Barrio Yungay
- Barrios de Santiago de Chile
- Conjunto Virginia Opazo